# Shinzō Abe
Pour les articles homonymes, voir Abe.
Shinzō Abe (安倍 晋三, Abe Shinzō, /abe ɕin(d)zoː/), né le 21 septembre 1954 à Shinjuku (préfecture de Tokyo) et mort assassiné le 8 juillet 2022 à Kashihara (préfecture de Nara), est un homme d'État japonais. Il est Premier ministre du Japon du 26 septembre 2006 au 26 septembre 2007 et du 26 décembre 2012 au 16 septembre 2020.
Issu de l'une des plus influentes familles politiques du pays, il est cadre d'entreprise et conseiller politique de profession. Il succède à Jun'ichirō Koizumi, dont il est proche, comme Premier ministre en 2006 après avoir été élu à la présidence du Parti libéral-démocrate (PLD). Il est alors le plus jeune chef du gouvernement japonais depuis Fumimaro Konoe, en 1937. À la suite de la défaite de son parti aux élections sénatoriales de 2007 et en raison de problèmes de santé, il doit céder la tête du gouvernement à Yasuo Fukuda.
En 2012, après cinq ans de retrait de la vie politique, il retrouve la présidence du PLD. Devenu chef de l'opposition parlementaire, il obtient du Premier ministre Yoshihiko Noda la convocation d'élections législatives en décembre 2012. À l'issue du scrutin, son parti l'emporte largement, ce qui lui permet de retrouver la fonction de Premier ministre. Fort d'une réelle popularité et profitant d'une opposition disparate et affaiblie, il provoque en 2014 des élections législatives à l'issue desquelles il conserve, avec son allié Kōmeitō, la majorité des deux tiers à la chambre basse de la Diète du Japon. Son parti obtient à nouveau la majorité des deux tiers après les élections législatives anticipées de 2017.
À la fin de l’année 2019, Shinzō Abe devient le Premier ministre à la longévité la plus importante de l'histoire du Japon. L'année suivante, alors que son autorité est relativement affaiblie par sa gestion de la pandémie de Covid-19 et par des affaires de corruption touchant son entourage, il annonce se retirer du pouvoir à cause d'un retour de sa maladie. Un de ses proches, Yoshihide Suga, lui succède le 14 septembre 2020.
Le 8 juillet 2022, Shinzō Abe est assassiné par balles dans la ville de Nara, alors qu'il prononçait un discours dans le cadre des élections à la Chambre des conseillers du Japon de 2022 (sénatoriales).

## Situation personnelle

### Famille et origines

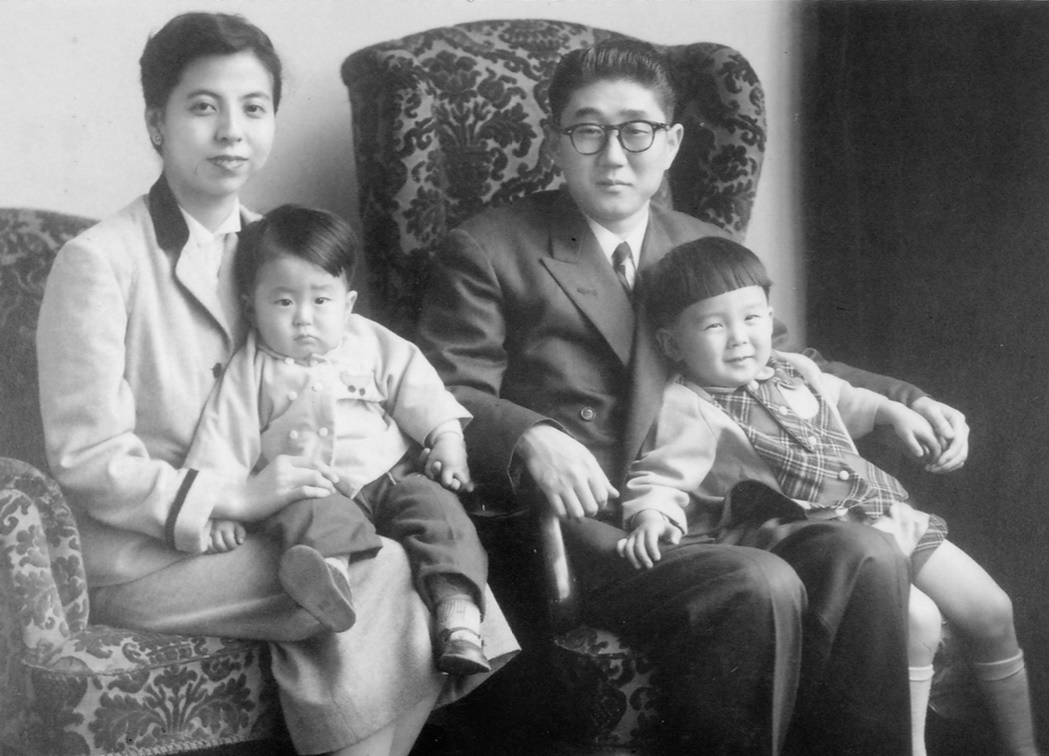
La famille de Shinzō Abe en 1956 avec, de gauche à droite : sa mère Yōko Abe née Kishi, Shinzō Abe âgé de deux ans, son père Shintarō Abe et son frère aîné Hironobu.

Les origines de Shinzō Abe remontent à trois importantes familles, influentes dans la préfecture de Yamaguchi depuis le XIXe siècle : les Abe, les Satō et les Kishi. Les Abe étaient une riche famille de brasseurs de saké et de soja. Les Satō et les Kishi, pour leur part, étaient deux importantes familles de l'ancien domaine de Chōshū, liées par des alliances matrimoniales et des adoptions réciproques : ainsi, Shusuke Kishi, arrière-grand-père maternel de Shinzō Abe, a épousé une fille de la famille Satō et a adopté leur nom. En échange, son fils aîné, grand-père de Shinzō Abe, né Nobusuke Satō, a à son tour été adopté par la famille Kishi qui n'avait plus d'héritier mâle,. L'un de ses arrière-grands-pères est le général Ōshima Yoshimasa.
Le grand-père maternel d’Abe est donc Nobusuke Kishi, Premier ministre du Japon de 1957 à 1960, qui fut par ailleurs emprisonné comme suspect de crime de guerre de classe A de 1945 à 1948, en tant qu'ancien haut fonctionnaire du Mandchoukouo, puis du ministère du Commerce et de l'Industrie dans le cabinet de guerre du général Hideki Tōjō. Emprisonné durant trois ans par les Américains, il fut finalement libéré sans assignation devant le Tribunal de Tokyo. Anticommuniste et pro-américain, il mène une politique visant à réinsérer son pays dans le concert des Nations et est l'artisan de la signature en 1960 du controversé traité de coopération mutuelle et de sécurité entre les États-Unis et le Japon, renégociation plus équilibrée entre les deux parties d'un précédent traité mutuel de sécurité passé en même temps que le traité de San Francisco en septembre 1951 qui mettait fin à l'occupation du Japon. Shinzō Abe présente son grand-père comme son modèle en politique, y voyant notamment la référence d'un de ses principaux objectifs : tourner la page de ce qu'il appelle la « société d'après-guerre » et redonner une fierté nationale au peuple japonais. Dans son livre intitulé Vers un magnifique pays (美しい国へ, Utsukushii kuni e), Abe a écrit : « Certains avaient l'habitude d'accuser mon grand-père d'être « suspect de crimes de guerre de classe A » et j'en ressentais une profonde répulsion. À cause de cette expérience, par opposition, il se peut que je me sois lié sentimentalement au « conservatisme » ».
Shinzō Abe est le petit-neveu d'un autre Premier ministre, Eisaku Satō, frère de Nobusuke Kishi. Son grand-père paternel, Kan Abe, a également été un homme politique, député indépendant à la Chambre des représentants de 1937 à 1946.
Le père d’Abe est Shintarō Abe, gendre et héritier politique de Nobusuke Kishi devenu une figure politique importante et influente dans les années 1980, ancien ministre des Affaires étrangères et secrétaire général du Parti libéral-démocrate, le parti conservateur libéral au pouvoir sans discontinuer de sa création en 1955 jusqu'à 1993 et de 1994 à 2009. Le frère cadet de Shinzō Abe, Nobuo Kishi (né Abe mais adopté par son oncle maternel), est lui aussi un homme politique du PLD, élu à la Chambre des conseillers pour la préfecture de Yamaguchi depuis 2004.
Dans son arbre généalogique se trouve également Yōsuke Matsuoka, ancien ministre des Affaires étrangères du Japon impérial (1940-1941) et qui fut à l'origine du Pacte tripartite signé le 27 septembre 1940.

### Éducation d'un héritier politique
Shinzō Abe est né dans la préfecture de Tokyo mais l'adresse de domiciliation de sa famille est dans le district d'Ōtsu (en) (actuelle ville de Nagato dans la préfecture de Yamaguchi). Sa famille s'est installée à Tokyo à partir de 1957 à la suite du lancement de la carrière politique de son père. Il est scolarisé dans le privé, au sein des établissements de la compagnie scolaire Seikei à Musashino. Il sort en 1977 diplômé en sciences politiques de la faculté de droit de l’université de Seikei dans un rang assez médiocre. Il part ensuite à Los Angeles, en janvier 1978, poursuivre ses études en science politique à l’université du Sud de la Californie.
De retour au Japon en avril 1979, Shinzō Abe travaille pour l'entreprise de construction métallique Kōbe Steel Ltd., qui ne peut « rien refuser à son père », et ce jusqu’en 1982. Il entre ensuite au service de son père en tant qu'assistant, d'abord au ministère des Affaires étrangères de 1982 à 1986, puis à la présidence du Conseil général du PLD de 1986 à 1987 et enfin au secrétariat général du PLD de 1987 à 1989.

## Parcours politique

### Débuts
Après la mort de son père en 1991, Shinzō Abe se présente à sa place dans l'ancien premier district de la préfecture de Yamaguchi en 1993 et, obtenant le plus de voix au vote unique non transférable avec une large avance (97 647 voix et 24,2 % des suffrages exprimés, il totalise 31 938 voix et près de 8 points de plus que le candidat élu en seconde place, le sortant et ancien ministre Yoshirō Hayashi, lui aussi un libéral-démocrate), il est alors élu pour la première fois à la Chambre des représentants.
Au sein du PLD, il adhère à la faction qui était dirigée par son père et avant lui par Takeo Fukuda, désormais menée par Hiroshi Mitsuzuka, le Conseil pour la nouvelle politique (清和政策研究会, Seiwa Seisaku Kenkyūkai) ou Seiwakai (清和会), connu pour sa volonté de réformer le fonctionnement interne du parti pour le rendre plus démocratique et moins dépendant des luttes d'influence entre chefs de faction, pour sa recherche d'une déréglementation administrative et économique et pour son attachement à l'alliance nippo-américaine.
Aux élections législatives du 20 octobre 1996, les premières à se dérouler selon le système mixte mis en place par la réforme électorale de 1994, il est réélu au scrutin uninominal majoritaire à un tour dans le nouveau 4e district de la préfecture de Yamaguchi (à savoir les villes de Shimonoseki et Nagato à l'ouest), avec 93 459 votes et 54,3 % des suffrages face aux 34,7 % de Takaaki Koga du Shinshintō (principale force d'opposition de l'époque) et 11 % au candidat du PCJ. Il est par la suite plébiscité dans cette circonscription à chaque scrutin, avec 71,7 % des voix (121 835 suffrages) en 2000, 79,7 % (140 347) en 2003, 73,6 % (137 701) en 2005 et 64,3 % (121 365) en 2009.
La première décennie de sa carrière politique est discrète, tout en commençant à apparaître progressivement comme un des représentants de la jeune garde du PLD et du camp réformateur, il devient dès cette époque un soutien de Jun'ichirō Koizumi auquel il apporte l'assistance d'une grande dynastie conservatrice. Il est l'un des piliers de la première campagne de ce dernier à la présidence du PLD du 22 septembre 1995, avec deux députés trentenaires eux aussi élus depuis peu : Hiroyuki Arai (37 ans, élu en 1993) et Nobuteru Ishihara (38 ans, élu en 1990). Koizumi est alors largement défait par Ryūtarō Hashimoto, en n'obtenant que 87 voix contre 304 à ce dernier. Plus tard, Shinzō Abe est directeur du bureau de la jeunesse du parti de 1997 à 1999. Il fait partie du « Conseil des NAIS » (NAISの会, Naisu no kai), à la fois groupe de réflexion et alliance politique formé par quatre jeunes parlementaires quadragénaires et réformateurs, sur le modèle du « trio YKK » créé en 1994 par Taku Yamasaki, Jun'ichirō Koizumi et Kōichi Katō. Comme pour ce dernier, le nom du « quatuor » reprend les initiales en rōmaji des noms de ses membres : Takumi Nemoto, Shinzō Abe, Nobuteru Ishihara et Yasuhisa Shiozaki.
D'autre part, Shinzō Abe semble dans un premier temps, à travers ses premiers travaux parlementaires ou ses positions au sein du parti, être un membre secondaire de la « Tribu de la santé et des affaires sociales » (厚生族, Kōsei zoku),. Ainsi, en 1999, il devient directeur de la division des Affaires sociales du PLD, ainsi que directeur (soit l'équivalent d'une fonction de vice-président) de la commission de la Santé et du Bien-être de la Chambre des représentants.
Du 4 juillet 2000 au 22 septembre 2003, il est secrétaire général adjoint des cabinets de Yoshirō Mori et Jun'ichirō Koizumi avant d’être nommé secrétaire général, et donc numéro deux du PLD par Koizumi le 21 septembre 2003. Ce poste va le faire passer alors de l'intérêt discret pour les affaires sociales et sanitaires à la place d'un spécialiste des questions de sécurité et de politique étrangère au sein de la majorité.

### Négociateur avec la Corée du Nord
En 2002, il sert de négociateur en chef au gouvernement japonais pour discuter avec la Corée du Nord du sort de cinq Japonais survivants enlevés sur les plages nippones sur ordre de Kim Il-sung. Il se forge alors une réputation de fermeté et est crédité des avancées importantes que connaît ce dossier à cette époque, ce qui le fait connaître du grand public et lui confère même une importante popularité. Ainsi, il prépare la visite à Pyongyang de Jun'ichirō Koizumi, la première d'un chef de gouvernement japonais en Corée du Nord, le 17 septembre 2002.
À cette occasion, en échange de l'expression par le Premier ministre de « profonds regrets » pour l’attitude du Japon pendant l’occupation japonaise de la Corée, Kim Jong-il reconnaît officiellement, et s'excuse pour cela, l'enlèvement par la Corée du Nord de 13 citoyens japonais entre 1977 et 1983.
Quelques mois plus tard, il obtient du régime nord-coréen le retour au Japon des cinq dernières victimes de ces enlèvements encore en vie selon Pyongyang, à condition qu'elles reviennent ensuite en Corée du Nord, le 15 octobre suivant, puis s'attire le soutien de l'opinion publique japonaise, avec Koizumi, en refusant cette dernière revendication de la Corée du Nord et en demandant désormais que ces rapatriés soient rejoints par leurs enfants nés après leurs enlèvements et restés en Corée du Nord.
Abe dirigea également le Comité des parlementaires PLD contre l'éducation sexuelle « excessive ».

### Successeur de Koizumi

#### Secrétaire général du PLD
Fraîchement réélu pour un mandat de trois ans à la tête du PLD le 20 septembre 2003, Jun'ichirō Koizumi nomme Shinzō Abe (qui était son directeur de campagne lors de cette élection à la présidence du parti) au poste de secrétaire général, soit la deuxième position dans la hiérarchie du parti. C'est alors une surprise, étant donné la faible expérience politique d'Abe et sa jeunesse (seulement deux personnes avant lui furent nommées à cette fonction avant d'avoir atteint l'âge de 50 ans, Kakuei Tanaka en 1968 et Ichirō Ozawa en 1989, tous deux à 47 ans), mais cette décision est plutôt accueillie positivement par les observateurs politiques et les médias.
En effet, Koizumi souhaite rajeunir la majorité en vue des élections législatives anticipées fixées au 9 novembre 2003, et Abe est alors considéré comme le maître de la stratégie électorale. Il permet également de jouer pleinement sur l'une des actions les plus populaires du gouvernement, celle sur les enlèvements en Corée du Nord (d'autant qu'une cellule spéciale sur la question des enlèvements est créée et présidée au sein du PLD par Abe le 4 octobre 2003). Le Nihon Keizai Shinbun qualifie d'ailleurs ce choix d'« idée brillante qui permet de mettre en valeur un aspect neuf ».
Après ces élections législatives, qui marquent une victoire de la coalition au pouvoir avec 275 sièges sur 480 (soit 4 de plus qu'en 2000, mais toutefois 12 de moins que dans la chambre sortante), dont 237 pour le PLD, il préside à l'absorption le 21 novembre 2003 par ce dernier du Nouveau Parti conservateur. Ce dernier, partisan d'une « révolution conservatrice » sur le modèle de l'action de Margaret Thatcher, de Ronald Reagan voire de George W. Bush, allié depuis sa création en 2002 avec les libéraux-démocrates, apporte ainsi ses 4 députés au parti, lui permettant de regagner à lui seul la majorité absolue.
En tant que secrétaire général du PLD, il est surtout chargé d'opérer la réforme interne voulue par Koizumi, à la fois de l'organisation, afin de la rendre moins dépendante du jeu des factions, plus propice au renouvellement générationnel et plus transparente, et de la ligne politique. Ainsi, avant même les élections législatives de 2003, une règle interdisant de présenter à la proportionnelle des candidats âgés de plus de 73 ans est adoptée par les instances du mouvement. Plus tard, un comité de réforme, présidé par Abe, est mis en place et présente en janvier 2004 un plan qui prévoit la sélection de candidats au sein de la société civile pour les futures élections sur la base de primaires, de commissions d'investitures ou de sondages d'opinion qui pourraient être demandés par tout candidat potentiel dans une circonscription donnée. Ce plan envisage également de rendre transparent, via Internet, l'usage par les membres du parti des indemnités et subventions publiques, par le biais de cartes à puce distribuées à tous les militants. Si ce projet ne va pas donner de suite officielle, il va servir de base à la stratégie des « Assassins » (刺客, Shikaku), de jeunes personnalités, dont de nombreuses femmes, issues de la société civile et plus attachées à Koizumi et à ses réformes qu'à l'appareil partisan, qui va faire le succès de la majorité aux élections législatives de 2005.
Il s'attache également à faire réviser la plateforme fondamentale du parti, inchangée depuis 1995, en la confiant à un panel consultatif directement placé sous son autorité et confié au député Kaoru Yosano. Le résultat de cette réflexion est présenté en juin 2004, et comprend plusieurs projets de réforme particulièrement chers à Shinzō Abe : il prévoit ainsi d'ajouter parmi les priorités du parti la recherche d'« un consensus national pour l'établissement d'une nouvelle constitution » (sans pour autant se prononcer sur ce que celle-ci devrait contenir), l'appel à une réforme de la loi fondamentale de l'éducation et l'expression de sa résolution à lutter contre le terrorisme et le crime. Le parti met ensuite en place en décembre 2004 un comité chargé de rédiger un projet de Constitution, présidé par l'ancien Premier ministre, Yoshirō Mori, dirigeant, à l'époque, de la faction du Seiwakai. Cette nouvelle plateforme, ainsi que le projet constitutionnel, sont officiellement adoptés à l'occasion du 50e anniversaire de la formation le 22 novembre 2005.

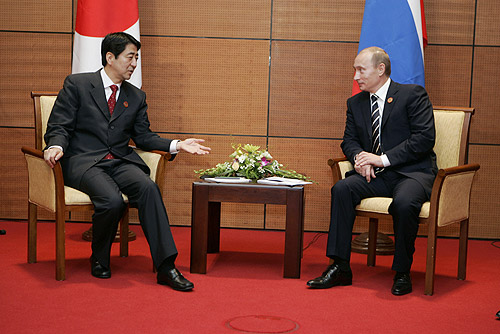
Shinzō Abe s'entretenant avec le président russe Vladimir Poutine le 18 novembre 2006.

Mais il doit surtout gérer la fronde de l'opposition à la Diète concernant la réforme des retraites préparée par le gouvernement, ainsi que le scandale touchant justement au même moment les retraites de plusieurs personnalités politiques de la majorité. Ceci, couplé à l'impopulaire participation du Japon à des missions de reconstruction dans la coalition militaire en Irak, rend pour la première fois depuis l'arrivée de Jun'ichirō Koizumi en 2001 le PLD impopulaire, et lui fait essuyer une assez importante défaite lors du renouvellement de la moitié de la Chambre des conseillers du 11 juillet 2004 (si le parti conserve la majorité au sein de la chambre haute grâce à ses alliés du Kōmeitō et à la bonne performance réalisée lors du précédent scrutin en 2001, il est alors devancé en voix et en siège par le Parti démocrate du Japon, principale force d'opposition). S'étant personnellement investi dans la campagne, en se fixant pour objectif de gagner 51 sièges pour finalement devoir ne se contenter que de 49, Shinzō Abe décide d'assumer la responsabilité de cet échec et annonce sa volonté de démissionner de son poste de secrétaire général du PLD. Jun'ichirō Koizumi la refuse pendant un temps, avant de finalement l'accepter le 27 septembre 2004. Il est remplacé par l'ancien ministre de l'Agriculture du premier gouvernement de Koizumi, Tsukomu Takebe, mais reste néanmoins au sein de la direction en tant que secrétaire général adjoint et président de l'Unité de promotion de la réforme.

#### Secrétaire général du Cabinet
La 31 octobre 2005, lors de la constitution du troisième et dernier gouvernement de Jun'ichirō Koizumi, Shinzō Abe est nommé secrétaire général du Cabinet, prenant la succession à ce poste de Hiroyuki Hosoda. Par ses fonctions, il est l'un des porte-paroles du gouvernement et doit gérer la coordination des différents services gouvernementaux. Après sa nomination perçue comme la promotion d'un fidèle, Abe devient l'un des favoris pour la succession de Koizumi au Kantei pour laquelle il déclare officiellement sa candidature le 1er septembre 2006.
Le 20 septembre 2006, il est, sans surprise, largement élu président du Parti libéral-démocrate en recueillant 464 voix sur 703, soit 267 parlementaires et 187 délégués, loin devant les deux autres candidats, Tarō Asō (136 voix) et Sadakazu Tanigaki (102 voix). Le soutien des deux puissantes factions que sont le Seiwakai, proche de l'ancien Premier ministre Yoshirō Mori et à laquelle appartient Shinzō Abe, et du Heiseikai, faction de l'ancien Premier ministre Ryūtarō Hashimoto a été déterminant dans le choix des grands électeurs du PLD, tout comme ses convictions nationalistes proches des « faucons » en matière de politique étrangère ont pu favoriser sa désignation à la tête du parti au pouvoir,.
Six jours plus tard, Shinzō Abe est logiquement élu Premier ministre du Japon par 339 voix sur 475 à la Chambre des représentants ; il est en revanche élu à la Chambre des conseillers par une majorité bien plus rétrécie. Âgé de 52 ans, il devient le cinquante-septième chef du gouvernement nippon depuis 1885.

### Premier ministre du Japon

#### Premier mandat
Considéré comme le grand favori face à Sadakazu Tanigaki et Tarō Asō, il est élu le 20 septembre 2006 à la tête du PLD avec 464 voix sur 703,.
En conséquence, il succéde le 26 septembre à Jun'ichirō Koizumi au Kantei. Il devient le deuxième Premier ministre le plus jeune de l'histoire du pays après Fumimaro Konoe ainsi que l'un des plus nationalistes, bénéficiant d'une opinion publique très positive.
Mais, moins d'un an plus tard, cette popularité s'est effondrée (moins de 30 % de la population japonaise soutient ses actions) et Abe annonce son intention de démissionner du poste de Premier ministre le 12 septembre 2007. Parmi les raisons de cette impopularité, Abe s'est entouré principalement de ministres issus de sa « coterie personnelle », cinq d'entre eux ont dû démissionner pour malversations et l'un s'est suicidé. Il a délaissé la question du dysfonctionnement du système des retraites qui menace des millions de Japonais pour privilégier d'autres points de son programme et est confronté à l'échec du PLD lors du renouvellement de la moitié de la Chambre des conseillers de juillet et à l'impossibilité de prolonger une loi antiterroriste qui autorisait la force navale japonaise à ravitailler les navires militaires des États-Unis opérant en Afghanistan. Abe quitte la présidence du Parti libéral-démocrate.
Le lendemain de son annonce, Abe est admis dans un hôpital de Tokyo. Il démissionne le 25 septembre 2007.

##### De la traversée du désert au retour politique
Après sa démission, ses principales préoccupations étaient sa santé et de rester vivant politiquement. Pour retrouver toute sa force, Abe tente des compléments alimentaires et même des randonnées.
Abe recouvre la santé juste à temps pour se battre pour sa carrière politique. Il décide alors de se représenter dans le district qu'il représentait depuis 1993 à Yamaguchi ; il est également déterminé à quitter la vie politique si jamais il échoue à se faire réélire dans son district. Abe avait déclaré dans un entretien pour Suenobu diffusé par BS Asahi qu'à l'époque, les gens considéraient sa carrière politique comme presque terminée. Pour Abe, il s'agit de repartir à zéro. Afin de s'assurer une large victoire à Yamaguchi en vue des élections à la chambre basse en 2009, il s'y rend pratiquement tous les weekends, passe ses matinées avec les personnes âgées, parle à des classes de l'école primaire ; il se rend également aux cérémonies d'inauguration et aux tournois de karaté. Tsuyoshi Hatamura, un conseiller de Abe, a expliqué que ce dernier voulait rencontrer les habitants du district et leur parler, et ce bien qu'il eût dans ce district une quasi-certitude d'être réélu du fait du prestige de sa famille.
Finalement, il est réélu en 2009 avec 64 % des suffrages. Nobuo Kishi, son frère cadet, a expliqué que grâce à cette victoire écrasante, Abe a pu retrouver une forte volonté. Abe est animé du sentiment qu'il faut rapidement agir pour redresser le pays après la crise financière mondiale de 2007-2008 et ce d'autant plus que la Chine, puissance émergente, semble pouvoir constituer une sérieuse menace pour le Japon. Il décide de prendre plusieurs mesures pour retrouver son influence au sein du PLD : ainsi, il préside un groupe de conservateurs qui discutent des priorités que doit avoir le PLD avec notamment une nécessaire réforme de l'éducation, une diplomatie plus forte et une suppression des restrictions pacifistes pesant sur l'armée. Au sein de ce groupe nommé « Créer le Japon », Abe est considéré comme l'un de ceux qui sont réellement animés, au plus profond d'eux-mêmes, par une idéologie héritée de son grand-père Nobusuke Kishi.
Ces réunions aident Abe à retrouver de son influence au sein du parti. En 2011 et en 2012, Shinzō Abe consulte des experts en politique économique comme Yōichi Takahashi, ancien fonctionnaire du ministère des Finances, ou encore Koichi Hamada, un professeur émérite d'économie à l'université Yale. Tous les deux sont persuadés que la Banque du Japon a trop longtemps été timide quant à l'utilisation des instruments de la politique monétaire afin de sortir le pays de la déflation. Abe devient un des principaux critiques de la politique de la banque nationale.
Abe décide en 2012 de se représenter pour la présidence du PLD, ce qui implique que si le parti retrouve la majorité, il pourrait redevenir Premier ministre. Selon Eitarō Ogawa, qui a écrit Le Sort de la nation, un livre sur Shinzō Abe paru en juin 2013, plusieurs des proches de Abe étaient opposés au fait qu'il se présente pour la présidence du parti. Sa mère Yōko, notamment, s'y est opposée. Mais son épouse, Akie Abe, l'a soutenu et s'est fortement impliquée dans la campagne. Shinzō Abe déclare : « Si je suis incapable de faire du Japon un grand et robuste pays cette fois-ci, alors il n'y a pas de sens à la vie que j'ai vécue jusqu'à présent ».

##### Retour sur le devant de la scène politique

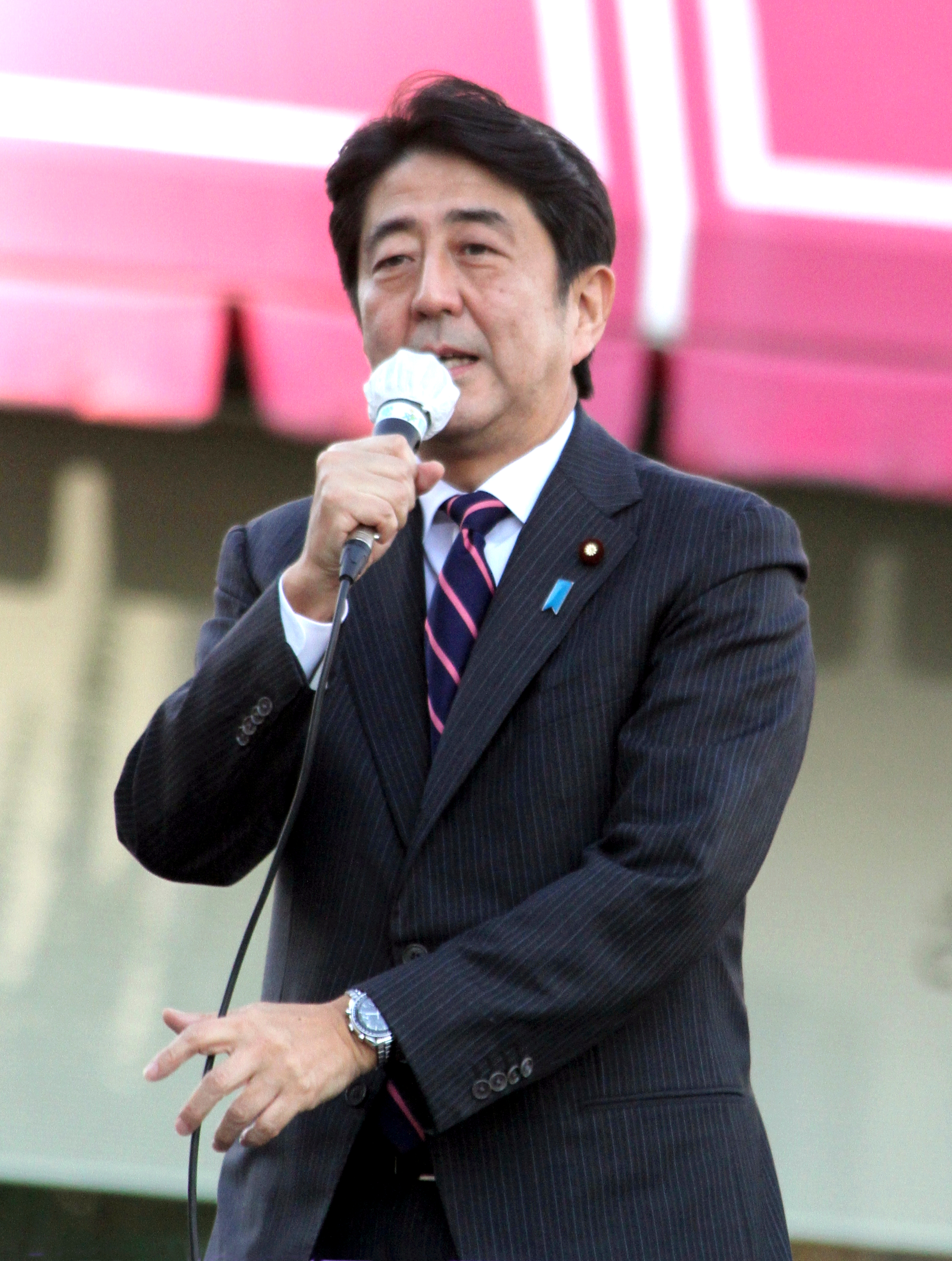
Shinzō Abe en campagne pour la présidence du PLD, le 16 septembre 2012.

Il est réélu président du PLD le 26 septembre 2012, prenant ainsi la tête du Shadow Cabinet du parti, alors que des élections législatives anticipées sont attendues d'ici à la fin de l'année. Comme l'avait fait Sadakazu Tanigaki, il fait voter son parti en faveur de certains textes de loi présentés par le PDJ le 16 novembre 2012 (dont une autorisant l'émission d'obligations nécessaire pour financer le budget 2012), obtenant en échange du Premier ministre la dissolution le jour même de la Chambre des représentants et la tenue d'élections anticipées le 16 décembre suivant.

##### Favori des législatives de 2012
Il fait figure de favori dans les sondages, étant lui-même préféré régulièrement à Yoshihiko Noda mais aussi aux autres figures montantes de la campagne, telles l'ancien gouverneur de Tokyo Shintarō Ishihara, pour devenir le prochain Premier ministre, tandis que son parti reste en tête dans les enquêtes d'opinions. Néanmoins, son avance est loin, à chaque fois, d'être importante. Ainsi sa cote de soutien personnelle oscille entre 29% dans un sondage du Yomiuri Shimbun mené du 23 au 25 novembre 2012 à 37% dans une précédente enquête menée par le même quotidien les 16 et 17 novembre 2012, tandis que Yoshihiko Noda se situe dans ces deux sondages respectivement à 19% et 31% et que Ishihara arrive second avec 22% pour l'enquête des 23 et 25 novembre. D'autres sondages, menés aux mêmes périodes par d'autres grands titres de la presse nationale, montrent des écarts encore plus serrés entre le Premier ministre en exercice et le chef de l'opposition qui a toutefois toujours l'avantage (33 contre 31% pour l'Asahi Shimbun les 15 et 16 novembre 2012, 33,9 contre 30% pour l'agence Kyodo News les 24 et 25 novembre 2012). Pour ce qui est des intentions de vote par parti, le PLD attire entre 18.7% des personnes interrogés par Kyodo News les 24 et 25 novembre (contre 10.3 % à l'Association pour la restauration du Japon de Shintarō Ishihara et 8.4% seulement au PDJ) et 25% pour le Yomiuri shinbun|Yomiuri Shimbun du 23 au 25 novembre 2012 (contre 14% à l'ARJ et 10% au PDJ, d'autres enquêtes montrent en revanche le parti majoritaire sortant en deuxième position),,,.

##### Programme politique
Il prend pour slogan « Remettre sur pied le Japon » (日本を取り戻す, Nippon o torimodosu), et mène campagne essentiellement sur les questions de sécurité et de politique étrangère, qui restent ses principaux chevaux de bataille et le font une nouvelle fois présenter dans les médias nationaux ou internationaux comme un « faucon » : il place la relation nippo-américaine au centre de son projet de politique étrangère (promettant de réserver son premier déplacement officiel à l'étranger, si son parti obtenait la majorité, aux États-Unis), relance son objectif ancien de révision de la Constitution du Japon afin de reconnaître le statut d'« armée conventionnelle » aux Forces japonaises d'autodéfense, envisage d'augmenter le budget de la défense et prône une attitude ferme dans les conflits territoriaux opposant le Japon à ses voisins, surtout avec la république populaire de Chine sur les îles Senkaku. Après avoir inclus dans son programme, présenté au public le 21 novembre 2012, d'installer une présence permanente d'officiels gouvernementaux dans l'archipel, il propose ensuite, lors d'un discours à Tokyo le 29 novembre 2012, d'utiliser d'anciens navires de la Force maritime d'autodéfense pour aider les garde-côtes japonais à « défendre » les îlots et empêcher toute venue de navires chinois dans leurs eaux territoriales. Sur le plan économique, il place sa priorité dans la lutte contre la déflation (se réservant même la possibilité de revenir sur la hausse de la taxe sur la consommation, pourtant votée en 2012 avec l'aval du PLD, si la tendance n'est pas rapidement inversée en la matière). Son plan, présenté le 15 novembre 2012, repose essentiellement sur des mesures de politique monétaire et adopte à ce sujet un discours ferme à l'égard de la Banque du Japon, qu'il veut pousser à adopter un objectif chiffré d'inflation à 2 ou 3 %, à mener un assouplissement quantitatif illimité, à fixer des taux d'intérêt à court terme négatifs et à acheter directement au gouvernement central des obligations pour financer les travaux publics (le programme du PLD prévoyant également de dépenser 200 billions de yens dans des grands travaux en dix ans dans le but de rendre le pays mieux équipé face aux catastrophes naturelles). Si les marchés ont réagi favorablement immédiatement après ces annonces (les cours à la bourse de Tokyo ont augmenté et le yen a perdu de la valeur face au dollar américain), le Japan Times estime ces mesures « irréalistes » (pour l'objectif de 2 à 3 % d'inflation, ce terme est repris par le gouverneur de la Banque du Japon, Masaaki Shirakawa, ferme défenseur de l'indépendance de son institution et hostile à tout retour à une politique chiffrée) ou « dangereuses […] pour la discipline budgétaire » (pour le projet d'obliger la Banque du Japon à acheter des bons de construction au gouvernement), et qu'elles « causeraient des effets collatéraux tels que des hausses des taux d'intérêt à long terme et une inflation qui ne serait pas accompagnée par des activités économiques stimulées ». L'économiste Izuru Kato, de l'institut Totan Research, déclare pour sa part, concernant des taux d'intérêt à court terme négatifs : « Je ne vois aucune chance pour que cela soit retenu ». Sur les autres thèmes principaux de la campagne, il se déclare favorable à une adhésion du Japon au processus de négociation de l'Accord de partenariat transpacifique (ou TPP pour Trans-Pacific Strategic Economic Partnership), un des chevaux de bataille de Yoshihiko Noda et du PDJ, mais en y incluant une discussion au cas par cas afin de maintenir des « sanctuaires » et donc des tarifs de protection pour certaines gammes de produits jugés sensibles (notamment agricoles). Sur le plan de l'énergie nucléaire et de son éventuelle sortie (demandée, d'après de nombreux sondages, par une majorité de Japonais marqués par la catastrophe de Fukushima), Shinzō Abe juge le but fixé par Yoshihiko Noda de « zéro nucléaire » d'ici aux années 2030 d'« extrêmement irresponsable » et affirme que le PLD, en cas de retour au pouvoir, « agira avec responsabilité pour relancer les opérations des réacteurs suspendus une fois leur sûreté établie. » De par l'histoire de sa famille, Abe est profondément lié au développement de l'énergie nucléaire au Japon, à son ancrage local et aux dépendances économiques qu'elle entraîne pour les communautés qui hébergent des centrales nucléaires. Abe prévoit toutefois de réduire progressivement la dépendance énergétique du Japon à l'égard du nucléaire sur le long terme au profit d'un investissement dans les énergies renouvelables.

##### Obtention d'une large majorité
Le jour du scrutin, le 16 décembre 2012, le PDJ, devenu très impopulaire, subit une défaite sévère, retombant à seulement 57 sièges. Cela se traduit en contrepartie par une importante victoire en nombre de sièges du PLD, qui obtient à lui seul la majorité absolue pour atteindre les 294 élus. Le vote majoritaire explique tout particulièrement cette victoire, avec 237 des 300 circonscriptions gagnées. Par contre, à la proportionnelle, le parti n'obtient que deux sièges de plus qu'en 2009, soit 57 sur les 180 à pourvoir. Les 31 élus du Nouveau Kōmeitō (retrouvant 9 circonscriptions au vote majoritaire alors qu'il les avait toutes perdues en 2009, il n'obtient qu'un député de plus à la proportionnelle) permettent à la coalition de centre-droit, avec 325 représentants, de dépasser le seuil des 2/3 des membres de la chambre basse (soit 320 membres sur 480) nécessaires pour faire passer des textes même en cas d'avis contraire de la Chambre des conseillers, où il n'y a toujours pas de majorité. La forte abstention (avec 40,68 % d'électeurs ne s'étant pas déplacés pour voter, il s'agit du record depuis 1945), de dix points supérieure à celle de 2009, est analysée par les médias et analystes politiques comme le signe d'un vote sanction du PDJ sans espoir réel suscité néanmoins par les libéraux-démocrates. Takeshi Sasaki, professeur de sciences politiques à l'université Gakushūin, déclare, par exemple : « Les électeurs ne se sont pas porté sur un nouveau choix, mais voulaient punir le PDJ ». Il ajoute que la victoire du PLD « ne signifie pas que les électeurs portent les mesures défendues par le parti en haute considération. Si vous interprétez le résultat de cette manière, ce serait une erreur ». Les cadres de la nouvelle majorité, y compris Shinzō Abe, reconnaissent eux-mêmes cet état de fait au cours de la soirée électorale. Lors d'une apparition à la télévision, ce dernier a ainsi admis que les Japonais ne lui avait pas donné une approbation à « 100 % », mais qu'ils voulaient plutôt « mettre fin à trois années de chaos ». Il dit de plus que : « À moins de satisfaire les attentes des électeurs, leur soutien à notre égard disparaîtra. Avec ça en tête, nous devons garder un sens de tension [dans la gestion du gouvernement] ».

#### Second mandat

##### Retour à la stabilité politique
Le 26 décembre 2012, Shinzō Abe, chef de la nouvelle majorité parlementaire, est élu Premier ministre par la Chambre des représentants, avec 328 voix sur 478 votants, contre 57 voix au nouveau président du PDJ, l'ancien ministre de l'Industrie, Banri Kaieda, et 54 voix à l'ancien gouverneur de Tokyo, Shintarō Ishihara. Il l'est également à la Chambre des conseillers, sans atteindre la majorité absolue, lors du second tour, avec 107 votes sur 238 contre 96 à Kaieda.
De ce fait, Shinzō Abe est le second chef du gouvernement ayant retrouvé le titre de Premier ministre, après Shigeru Yoshida, durant l'après-guerre. Le jour même de son investiture par la Diète, Abe présente son nouveau gouvernement. Il accorde le poste de ministre des Finances à l'ancien Premier ministre Tarō Asō, en fonction de 2008 à 2009, qui avait tout comme les autres dirigeants de la planète à l'époque répondu à la crise des subprimes par un vaste plan de relance. Dans le but de mettre en œuvre des réformes et de prendre des mesures efficaces en vue d'enrayer la déflation chronique touchant l'économie japonaise, Asō, 72 ans, qui était Premier ministre lorsque le PLD a perdu les élections en 2009 face au PDJ, occupe les postes de vice-Premier ministre, de ministre des Finances et ministre des Services financiers. Plusieurs postes sont également accordés à d'anciens ministres du PLD. Ainsi, Akira Amari, 63 ans, ancien ministre de l'Économie, du Commerce et de l'Industrie (METI), se voit attribuer le nouveau poste de ministre de la Revitalisation économique. Toshimitsu Motegi, 57 ans, ancien ministre des Services financiers, est nommé à la tête du METI. Yoshihide Suga, 64 ans, l'un des plus proches alliés de Abe et considéré comme un réformiste, obtient le poste de secrétaire général du Cabinet et de porte-parole du gouvernement. Ce poste est important puisqu'il coordonne les politiques des différents ministères. Il fait aussi entrer au gouvernement ses adversaires lors des élections pour la présidence du parti, espérant ainsi s'assurer l'obéissance du PLD. Sadakazu Tanigaki est ainsi nommé ministre de la Justice. Nobuteru Ishihara est nommé ministre de l'Environnement et de la Gestion des crises nucléaires. Seules deux femmes font leur entrée au gouvernement : Masako Mori est nommée ministre d’État pour l'Autonomisation des femmes et l'Éducation des enfants, ministre d'État chargé de la lutte contre le Déclin démographique et ministre d’État chargé de l'Égalité des sexes et Tomomi Inada, ultraconservatrice proche d'Abe, est chargée de la Réforme administrative et de la stratégie du Cool Japan. Très rapidement, Abe encadre ses ministres ; il n'est pas question que ces derniers expriment une opinion différente de celle du Cabinet. Ils sont également dépêchés sur le terrain. Parallèlement, Abe soigne son image pour s'assurer du soutien de la population. Contrairement à ses prédécesseurs, il n'hésite pas à utiliser ce que les nouvelles technologies peuvent apporter à la communication gouvernementale. Le 22 mars 2013, ses services ont mis en ligne une application pour smartphone, téléchargeable depuis le site du Kantei (la résidence des Premiers ministres). Elle offre un accès à la page Facebook du bureau du Premier ministre, des informations sur la politique mise en œuvre par ce dernier ainsi que ses activités. Abe utilise aussi son propre compte Facebook pour préciser ses choix, mettre en ligne des photos prises pendant ses déplacements ou adresser des messages directs. Il a également fait voter au Parlement une réforme autorisant l'usage des réseaux sociaux dès la campagne des élections sénatoriales de juillet 2013, et a mis fin aux briefings quotidiens en vigueur lors de son premier passage à la tête du gouvernement. Ces briefings avaient été mis en place par Jun'ichirō Koizumi, son charismatique prédécesseur, et n'avaient jamais été supprimés depuis. Désormais, Abe se réserve les annonces importantes et n'hésite pas à bousculer les habitudes. En janvier, il s'est ainsi invité au milieu d'une émission de débats diffusée dans le Kansai et il choisit ses passages à la télévision sans se soucier de respecter l'équilibre entre les grandes chaînes nationales. Il a aussi ouvert, et c'est une première dans l'histoire du pays, aux enfants les portes de la résidence du Premier ministre dans le quartier de Nagata à Tokyo.
Faisant de l'économie sa priorité, Abe est à l'origine de ce que les économistes et investisseurs appellent les Abenomics. Il théorise un redressement du Japon au moyen de ce qu'il appelle les trois flèches : une dévaluation massive du yen pour obtenir un avantage compétitif vis-à-vis de ses voisins, une relance budgétaire et une stratégie de croissance à long terme.
Fort du succès de cette politique auprès des entreprises, des investisseurs et de la population japonaise en globalité, Shinzō Abe atteint des taux de popularité entre 63 % et 72 % tout au long de sa première année au pouvoir. Parallèlement, le PLD aussi accroît sa popularité. Cette forte popularité d'Abe permet d'assurer la fidélité des membres de son parti qui ne se sont pas déchirés dans des guerres de factions. Cette unité affichée derrière le Premier ministre conduit à une large victoire du PLD lors des élections à la chambre des conseillers du Japon de 2013. À la suite d'une campagne animée par les débats autour de la réforme de la Constitution japonaise, le PLD et son allié le Nouveau Kōmeitō remportent une majorité absolue de 135 sièges. Parallèlement, le PDJ enregistre ses pires résultats et tombe à 59 sièges. Shinzō Abe profite donc d'un retour à la stabilité politique au cours de cette première année à la tête du pays, une situation inédite depuis Jun'ichirō Koizumi, ce qui pousse les médias japonais à pronostiquer qu'Abe devrait rester au pouvoir au moins jusqu'en 2016, date des prochaines élections à la Chambre des représentants et à la Chambre des conseillers.
Par ailleurs, Shinzō Abe a, dès l'ouverture de la session extraordinaire de la Diète le 15 octobre tenté de mener des réformes afin de renforcer l'autorité du Premier ministre et de son gouvernement. En effet, le 6 novembre, son gouvernement a validé une réforme de l'administration publique visant à créer une nouvelle entité afin de gérer les nominations des hauts fonctionnaires. Cette entité sera directement sous l'autorité du bureau du Premier ministre. Le gouvernement souhaitait que la Diète adopte cette réforme avant la fin de la session extraordinaire afin de mettre en place la nouvelle entité dès le printemps 2014,. Le gouvernement a également présenté au parlement un projet de loi, soumis à débat, qui vise à permettre aux membres du gouvernement et au Premier ministre d'assister moins de jours aux sessions de la Diète. En effet, le Japon est l'un des pays ou les membres du gouvernement doivent le plus se présenter au parlement. Par exemple, le Premier ministre a obligation d'assister aux sessions de la Diète pendant au minimum 120 jours par an contre une trentaine de jours au Royaume-Uni et 11 jours en Allemagne. Ce système est critiqué car il empêcherait les membres du gouvernement de se consacrer pleinement à leur travail puisqu'ils doivent assister aux débats parlementaires. Abe entend aussi profiter de cette réforme afin de se rendre plus souvent à l'étranger,.
Le 9 novembre 2013, le Parlement a approuvé la nomination des 29 candidats choisis par le gouvernement à des postes de responsabilité au sein de 12 organismes publics, incluant la NHK. En effet, le parlement a approuvé la nomination au sein du comité de direction de la NHK (constitué de 12 sièges) de cinq personnes. L'écrivain Naoki Hyakuta (auteur notamment de Zero pour l'éternité, un manga sur les recherches d'un homme sur son grand-père kamikaze), Michiko Hasegawa, professeur à l'Université de Saitama, Katsuhiko Honda, conseiller pour Japan Tobacco, Naomasa Nakajima, directeur du lycée de Kayō sont des nouveaux nommés, tous proches de Shinzō Abe. Susumu Ishihara sera, lui, reconduit à son poste au sein du comité de direction. Les partis d'opposition ont accusé Abe de vouloir influencer l'élection du prochain président de la NHK. En effet, le président de la NHK est élu par les 12 membres du comité de direction.
Finalement, le 20 décembre 2013, le comité de direction de la NHK a désigné Katsuto Momii président de la NHK. Celui-ci, ancien président de Nihon Unisys, est proche de chefs d'entreprises qui ont des liens étroits avec Shinzō Abe. De plus, Katsuto Momii a déclaré soutenir une réforme de la Constitution japonaise ainsi que la loi sur le secret d'État, portée par le gouvernement Abe.

##### Premières batailles politiques

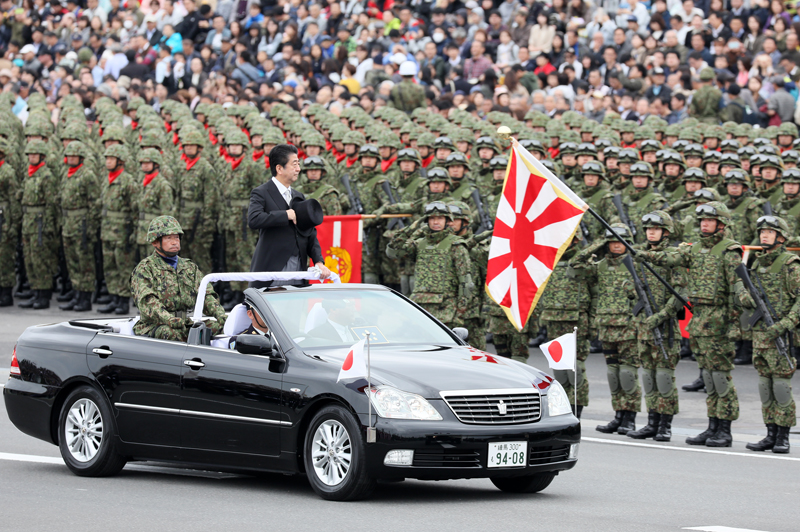
Shinzō Abe lors d'un défilé militaire japonais (14 octobre 2018).

Shinzō Abe s'était engagé dans son programme électoral à mettre en place l'équivalent du Conseil de sécurité nationale (États-Unis) afin de renforcer notamment le rôle du Premier ministre et de son gouvernement dans la politique étrangère et militaire. Ce Conseil est aussi une réponse à la montée des tensions avec la Chine. En décembre, le parlement a voté en faveur de la création de ce Conseil. Mais en parallèle, Shinzō Abe, dans l'optique de lutter contre les fuites d'informations secrètes qui ont déjà eu lieu par le passé mais aussi pour lutter contre l'espionnage et afin de rassurer ses alliés quant à la sécurité des informations secrètes qui lui sont communiquées, a décidé de faire adopter une loi sur les secrets spéciaux (特定秘密保護法, Tokutei himitsu hogo-hō). Cette loi sur les secrets spéciaux consiste en fait à la mise en place de sanctions d'une sévérité exceptionnelle pour la divulgation de « secrets spéciaux », dont la définition est laissée à la discrétion des ministères. Toute personne divulguant des secrets spéciaux risquera 10 ans de prison. Mais la législation ne définit pas clairement le champ des données à classifier. Les hauts fonctionnaires pourront le faire avec celles qu'ils jugent comme relevant de la défense, des affaires étrangères, de la lutte contre le terrorisme ou du renseignement intérieur.
Par rapport à cette loi, il y a eu vingt-deux heures de débats à la chambre basse et dix-sept heures à la chambre haute. Le 5 décembre, la session parlementaire était tellement agitée, notamment en raison de la ferme opposition de l'opposition, qu'elle a dû être reportée. Dans le même temps, des centaines de manifestants protestaient autour de la Diète contre un projet de loi qu'ils accusaient d'être liberticide et ressemblant à la loi de préservation de l'ordre public de 1925, législation ayant ouvert la voie à la répression des opposants à la montée du militarisme d'avant-guerre. D'après les sondages, 82% des japonais seraient opposés à cette loi. Les médias et plusieurs célébrités japonaises se sont également mobilisées contre le projet de loi. D'ailleurs, Shigeru Ishiba, le secrétaire général du PLD, a fait scandale auprès de la population japonaise en accusant les opposants à cette réforme de commettre des « actes terroristes » en manifestant. Il s'est par la suite rétracté.
Shinzō Abe a cherché à faire quelques concessions, notamment pour obtenir le soutien de certains partis de l'opposition comme l'Association pour la restauration du Japon. Le gouvernement a ainsi sous la pression de l'opposition concédé la création d'un organisme qui devra surveiller le processus de désignation, et qui serait selon Yoshihide Suga, porte-parole du gouvernement, complètement indépendant. Un autre organisme sera également créé afin de développer des normes pour désigner et déclassifier des secrets spéciaux. Il sera constitué d'experts. Un troisième organisme sera lui constitué de vice-ministres et veillera à ce que les entités gouvernementales désignent les informations secrètes de façon appropriée,,.
Cependant, malgré l'opposition de la population, le gouvernement a passé en force cette loi le 6 décembre 2013, refusant les demandes de l'opposition de poursuivre les discussions en 2014. La cote de popularité du Premier ministre a pour la première fois baissé de 10% à 50% d'opinions favorables.
Mais Shinzō Abe, libéré de toutes élections avant 2016, ne craindrait pas selon un de ses conseillers d'aller à 0% d'opinions favorables.
Le 26 décembre 2013, date marquant la fin de sa première année au pouvoir, Shinzō Abe s'est rendu au sanctuaire Yasukuni à titre « privé ». Il s'agissait de la première visite d'un Premier ministre au Yasukuni depuis celle de Jun'ichirō Koizumi en 2006. Les sondages ont montré que 69% des Japonais pensent qu'Abe aurait dû tenir compte des conséquences diplomatiques de sa visite au Yasukuni. En janvier, le taux de popularité de Shinzō Abe a cependant de nouveau augmenté, atteignant plus de 60 %, alors même que 45% des Japonais soutiendraient la visite de Abe au Yasukuni et 47% y seraient opposés.
Parallèlement, Shinzō Abe a commencé l'année 2014 en annonçant dans ses vœux du Nouvel An sa volonté d'accélérer la révision de la Constitution japonaise. Le 24 janvier 2014, néanmoins, Shinzō Abe s'est concentré dans son discours d'ouverture sur les questions économiques.
Les relations entre le PLD et le Nouveau Kōmeitō se sont dégradées depuis la visite de Shinzō Abe au Yasukuni. Et ce d'autant plus que le Kōmeitō soutient dans ses principes la Constitution pacifiste du Japon et a exprimé ses réticences quant aux réformes de la Constitution que souhaite mettre en place Shinzō Abe. Même concernant le droit d'autodéfense collective que Shinzō Abe souhaite accorder au Japon afin de permettre aux Forces japonaises d'autodéfense de venir en aide à un allié, le Kōmeitō reste plutôt réticent. Cette dissension croissante au sein de la coalition s'est retrouvée lors des élections municipales de Nago à Okinawa.
En effet, le 27 décembre 2013, Shinzō Abe et le gouverneur de la préfecture d'Okinawa, Hirokazu Nakaima, se sont mis secrètement d'accord pour que le gouvernement central augmente son aide à la préfecture en échange de quoi, la base militaire américaine de Futenma située à Ginowan sera déplacée à Nago, une autre ville à l'intérieur de la préfecture. Cet accord met ainsi fin à un bras de fer ayant duré près de vingt ans en raison de la volonté des habitants d'Okinawa de voir la présence militaire américaine fortement réduite au sein de la préfecture. Ce dossier empoisonnait les relations entre les États-Unis et le Japon depuis des années. Cependant, les sondages ont révélé que 63 % des habitants d'Okinawa étaient opposés à la décision de Hirokazu Nakaima. Le 19 janvier 2014, les habitants de Nago ont réélu le maire sortant Susumu Inamine qui s'est engagé à empêcher ce plan qui a satisfait Washington. Le PLD a reproché au Kōmeitō d'avoir refusé d'appeler ses électeurs à voter en faveur du candidat soutenu par le gouvernement.
En conséquence, depuis le début de l'année 2014, Shinzō Abe a approché les dirigeants du parti de l'Association pour la restauration du Japon en rencontrant Shintarō Ishihara et Tōru Hashimoto. Il a également approché le dirigeant de Votre Parti (Japon), Yoshimi Watanabe. Bien qu'il puisse se passer de toute alliance avec des partis en raison de la majorité absolue obtenue par le PLD, Shinzō Abe préfère éviter d'être accusé de faire du forcing. Il a ainsi appelé ces deux partis à être des « partis d'opposition responsables » acceptant d'avoir de sérieuses discussions avec le parti de la majorité afin de mettre en place des réformes. Les deux partis y ont répondu favorablement. Ainsi, Yoshimi Watanabe a déclaré que « Si le Premier ministre est déterminé à se battre et si ses stratégies correspondent aux nôtres, je n'éviterai pas la coopération ». Yorihisa Natsuno, secrétaire général de l'Association pour la restauration du Japon a déclaré « Notre parti coopérera sur les fronts diplomatiques, sécuritaires et constitutionnels en tant que parti d'opposition responsable, mais nous aurons des débats approfondis concernant les questions de politique intérieure tout en précisant les points de litige ».
Le Parti démocrate du Japon (PDJ) a cependant rejeté toute coopération avec un gouvernement aux idéaux complètement différents de ceux promus par le parti. C'est ce qu'a expliqué le président du PDJ, Banri Kaieda, qui a conduit son parti plus à gauche que ce qu'il n'était. Parallèlement, le populaire Goshi Hosono, ancien secrétaire général du PDJ mais devenu très influent au sein du parti, tente de refonder l'opposition en cherchant à nouer des alliances, notamment avec un nouveau parti, le Yui no to, fondé par l'ancien secrétaire général de Votre parti, Kenji Eda, et composé notamment d'anciens membres de Votre parti,.
Depuis la visite de Shinzō Abe au sanctuaire Yasukuni le 26 décembre 2013, plusieurs de ses proches ont commencé à faire des déclarations mettant le gouvernement dans une position délicate tant au niveau national qu'international. Le 26 janvier 2014, le nouveau président de la NHK, Katsuto Momii, proche de Shinzō Abe, a fait scandale en minimisant le sujet des femmes de réconfort. Il a ainsi déclaré que « l'esclavagisme sexuel a eu lieu dans toutes les guerres. Peut-on dire que ça n'existait pas en Allemagne ou en France ? », ce qui a provoqué notamment la colère de la Corée du Sud et de la Chine. Quelques jours plus tard, un membre du conseil d'administration de la NHK, Naoki Hyakuta, lui aussi proche de Shinzō Abe, tenait lors d'un meeting électoral des propos négationnistes à propos du massacre de Nankin. Il a ainsi expliqué qu'« En 1938, Tchang Kaï-chek avait tenté d'alerter l'opinion mondiale sur le massacre de Nankin, mais les autres pays l'ignorèrent. Pourquoi? Parce qu'il n'a jamais eu lieu ! ». Shinzō Abe a refusé de commenter ces déclarations et selon un proche collaborateur, elles ont rendu Abe furieux car elles auraient contribué à éclipser son agenda économique. Début février, Seiichi Eto, un conseiller spécial de Shinzō Abe, a posté une vidéo sur YouTube dans laquelle il critique les États-Unis pour avoir exprimé leur « déception » face à la visite du Premier ministre au Yasukuni. La vidéo a été rapidement supprimée de Youtube.
Le 19 février 2014, le Wall Street Journal a cité Etsuro Honda, un conseiller spécial du gouvernement pour l'économie. Il aurait déclaré que le Premier ministre devait se rendre au Yasukuni parce que la paix et la prospérité dont a profité le Japon après la Seconde Guerre mondiale sont dues aux sacrifices des kamikaze. Honda a porté plainte le lendemain contre le Wall Street Journal, l'accusant d'avoir déformé ses déclarations. Sentant que ces déclarations menaçaient l'avenir du gouvernement, et ce d'autant plus qu'Abe avait déjà perdu le pouvoir par le passé en raison des déclarations de ses proches, Yoshihide Suga est passé en mode « gestion de crise » en déclarant durant une réunion du gouvernement le 21 février : « Nous devons tous résoudre ce problème en étant conscients de l'urgence ». Suga a ainsi sermonné les conseillers de Abe ayant fait des déclarations problématiques dans la presse. Le 25 février, le ministre des Affaires étrangères Fumio Kishida a déclaré que les déclarations de l'extrême droite concernant la Seconde Guerre mondiale ne correspondent pas au point de vue du gouvernement.
C'est aussi sur un autre front qu'Abe doit se battre. Le gouverneur de Tokyo, Naoki Inose, a annoncé le 19 décembre 2013 sa démission sur fond d'un scandale financier à propos d'un prêt douteux datant de sa campagne électorale de 2012. Il est alors annoncé que les élections auront lieu le 9 février 2014. En janvier 2014, la campagne électorale commence. Shinzō Abe et le PLD ont décidé de soutenir le populaire Yōichi Masuzoe qui s'est déclaré en faveur d'une sortie progressive du nucléaire. Mais l'ancien Premier ministre Jun'ichirō Koizumi, qui milite contre le nucléaire, a convaincu l'ancien Premier ministre Morihiro Hosokawa, favorable à une sortie immédiate du nucléaire, de se présenter. Le candidat soutenu par Shinzō Abe, Yoichi Masuzoe, est malgré tout élu gouverneur de Tokyo à une écrasante majorité. En effet, 42.86% des électeurs tokyoïtes ont voté pour Yoichi Masuzoe. Morihiro Hosokawa est même arrivé en troisième position avec 19.39% des votes, derrière Kenji Utsunomiya qui a obtenu 19.93% des votes.
En avril 2014, après la hausse de 3 points de la TVA la faisant passer de 5% à 8%, Shinzō Abe s'est lancé dans la bataille de l'élection partielle dans la deuxième circonscription de Kagoshima. Le PLD a décidé de soutenir Masuo Kaneko, ancien président de l'assemblée préfectorale de Kagoshima. Les partis de l'opposition ont décidé de s'unir pour soutenir le candidat Akashi Uchikoshi. Cette élection était considérée comme un test pour l'administration Abe, étant la première élection à se dérouler après la hausse de la TVA. Mais le 27 avril, Masuo Kaneko a été élu à une écrasante majorité pour représenter la circonscription à la chambre basse de la Diète. Cette victoire a contribué à affaiblir encore plus l'opposition et à renforcer l'influence de Shinzō Abe au sein de sa propre majorité mais aussi au Parlement, afin de faire passer les réformes souhaitées.
En effet, le Nouveau Kōmeitō, partenaire du PLD dans la majorité est opposé à la volonté de Shinzō Abe de réformer l'interprétation officielle de l'article 9 de la constitution japonaise afin de permettre au Japon d'exercer un droit d'autodéfense collective, c'est-à-dire de pouvoir venir militairement en aide à un allié du Japon à l'étranger. Les Forces japonaises d'autodéfense auraient ainsi le droit d'intervenir à travers le monde tout en pouvant utiliser des armes à l'étranger. Le droit d'autodéfense collective divise aussi le PLD. Pour unir le PLD autour du principe d'autodéfense collective, Abe a décidé que ce droit s'exercerait uniquement dans la région Asie-Pacifique. Après les élections de Kagoshima, le PLD et le Nouveau Kōmeitō ont entamé des négociations pour maintenir l'unité de la majorité, bien que Shinzō Abe n'en ait pas réellement besoin en raison de la majorité absolue de son parti.
Dans le même temps, le 9 mai 2014, le gouvernement de Shinzō Abe est devenu le gouvernement à avoir duré le plus longtemps depuis 1945 sans le moindre remaniement. Shinzō Abe et son gouvernement ont conservé un fort taux de popularité. Shinzō Abe, dont le mandat n'a été éclaboussé par aucun scandale, a annoncé un remaniement de son gouvernement après la session ordinaire de la Diète, vers la fin du mois de juin 2014.
En février 2018, il fait reculer l'âge maximal de la retraite des fonctionnaires de 70 à 80 ans pour les seuls travailleurs volontaires. Il invoque le problème de financement des retraites, notamment dû à l'importante espérance de vie des Japonais (87 ans pour les femmes et 81 ans pour les hommes) et à un faible taux de natalité. Cette mesure intervient alors que 19 % des personnes âgées vivent sous le seuil de pauvreté – un record pour un pays industrialisé –, ce qui en contraint un certain nombre à travailler alors qu'ils sont à la retraite.

##### Controverses
Un scandale sur une demande de complaisance envers la radiotélévision, les positions révisionnistes très controversées ainsi qu'une affaire de copinage pour des constructions, qui sont contraires à l'appel d'offre, sont des controverses qui affectent Abe. L'opposition à l'échelle nationale est faible mais triomphe aux élections locales telles que l'Assemblée métropolitaine de Tokyo. Le Premier ministre a néanmoins prévu de rester au pouvoir jusqu'en 2021, pour réformer en profondeur la constitution de 1947 et pour assister aux Jeux olympiques tokyoïtes dont il est l'un des pourvoyeurs,,.

#### Politique intérieure

##### Obtention des Jeux olympiques d'été de 2020
Shinzō Abe s'est distingué par son rôle actif pour l'obtention par Tokyo des Jeux olympiques d'été de 2020 et ce d'autant plus que son grand-père, Nobusuke Kishi, avait lui-même œuvré pour l'attribution des Jeux olympiques d'été de 1964 à Tokyo lorsqu'il était Premier ministre. Shinzō Abe a ainsi quitté le sommet du G20 le 6 septembre 2013 pour arriver à Buenos Aires, afin de soutenir la candidature de Tokyo devant les membres du CIO. Il a alors assuré, pour balayer toutes possibilités de rejeter la candidature de Tokyo en raison des problèmes de fuite d'eau contaminée à Fukushima, que « Fukushima n'a jamais causé et ne causera jamais de dégâts à Tokyo » ; « permettez-moi de vous assurer que la situation est sous contrôle ». Il a précisé que « Il est de notoriété publique que les normes sanitaires au Japon en matière d'eau et d'alimentation sont les plus sévères du monde » ; « il n'y a aucun problème de santé que nous n'ayons détecté et il n'y en aura pas. » ; « aujourd'hui sous le ciel bleu de Fukushima, des enfants jouent au ballon et regardent vers l'avenir, pas vers le passé ». Shinzō Abe avait même annoncé le 4 septembre des mesures pour régler les problèmes de fuite d'eau à Fukushima. Une enveloppe de 360 millions d’euros a été prévue. Les deux tiers de l’argent public nouvellement investi devraient servir à créer un « mur de glace » en sous-sol afin d’isoler les eaux contaminées sous la centrale des nappes souterraines. La réalisation de cette muraille prendra néanmoins deux ans. Le reste sera alloué à la mise en place de moyens supplémentaires de décontamination de l’eau stockée dans des réservoirs dont la fiabilité est douteuse.
Finalement, Tokyo a été élue ville hôte des Jeux olympiques d'été de 2020 par les membres du Comité international olympique (CIO) au détriment d'Istanbul et Madrid le 7 septembre 2013. Elle a devancé Istanbul au deuxième tour avec 60 voix contre 36. À la suite de la victoire de Tokyo, la popularité de Shinzō Abe a de nouveau augmenté.

#### Réformes sociales

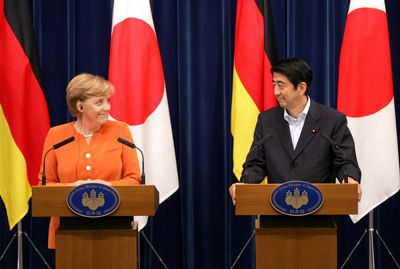
Shinzō Abe avec Angela Merkel (2007).

##### My Number
Le Parlement a adopté le 24 mai 2013 une réforme permettant l'instauration du système My Number. Tous les citoyens japonais recevront un numéro d'identification de 12 chiffres à partir de janvier 2016. Ces numéros d'identification seront attribués à vie dès la naissance. Cette réforme est conçue pour simplifier l'impôt et les procédures de remboursement de la sécurité sociale. Les numéros d'identification permettront de suivre les revenus, la sécurité sociale, les prélèvements obligatoires, les aides sociales et les prestations, les retraites et certaines informations en cas de catastrophes. Le système en ligne « My Portal » permettra à chaque citoyen d'accéder à ses informations et de savoir quels sont ses droits. Il permettra aussi aux citoyens de savoir qui a utilisé ses informations personnelles et dans quel but. Parallèlement, le gouvernement a mis en place une nouvelle autorité indépendante pour assurer la protection des données : la Commission pour la protection des informations personnelles. Cette commission sera composée d'un président et de six membres. Les membres de la commission ainsi que le président seront nommés par le Premier ministre et confirmés par le Parlement,,.

##### Loi anti-harcèlement
Au cours de la campagne électorale pour les élections législatives japonaises de 2012, Shinzō Abe s'est engagé, à la suite de plusieurs affaires de harcèlement à l'école qui ont ému le pays, à lutter contre ce phénomène. Dès janvier, le gouvernement a entamé les discussions quant à la mise en place d'une réforme anti-harcèlement. Finalement, le 22 juin 2013, le parlement a adopté la loi anti-harcèlement. Celle-ci a adopté une définition élargie de ce qui est considéré comme du harcèlement permettant notamment d'inclure les harcèlements de la part des enseignants, les harcèlements sur Internet, les harcèlements d'autres élèves, coups de pied ou des élèves en frappant un autre, mettre des matières fécales dans la bouche d'une personne et la menacer d'un préjudice si elle venait à les cracher, démolition intentionnelle d'un ou plusieurs biens d'une personne… Tous les cas listés par le ministère de l'Éducation et remis à tous les établissements du pays devront être soumis à la police si avérés. Cette loi répond ainsi directement au suicide d'un lycéen harcelé à Ōtsu dans la préfecture de Shiga fin 2012. L'école et le conseil d'administration ont été accusés de mauvaise gestion et de ne pas avoir soutenu la victime. La loi impose la création de comités au sein des différents établissements. Les membres de ces comités seront notamment des conseillers et des membres du personnel qui seront expressément chargés de prévenir tout acte de harcèlement et de conseiller les étudiants. Si des cas de harcèlement assez graves pour risquer d'entraîner la mort d'un ou plusieurs partis sont avérés, la loi impose aux membres du comité d'ouvrir une enquête. Les résultats de ces enquêtes devront être remis aux parents d'élèves et aux victimes. La loi anti-harcèlement permet également aux collectivités locales de faire appel à des organismes tiers dans le but d'enquêter sur des cas graves dans le cas où le comité interne à l'établissement échoue à enquêter suffisamment,,.

##### Nouvelle loi sur l'étiquetage des produits alimentaires
Le 21 juin, le Parlement japonais a adopté une loi visant à unifier les réglementations sur la sécurité et la qualité des produits alimentaires, et rendre l'étiquetage des aliments plus facile à comprendre. La loi prévoit des sanctions plus fortes en cas de non-respect. Les nouvelles règles d'étiquetage sont entrées en application en 2015. En effet jusque-là, les exigences pour les étiquetages des aliments étaient définies par trois lois différentes, ce qui a provoqué beaucoup de confusion pour les consommateurs.

##### Réforme de l'héritage
Le 5 décembre 2013, le Parlement a adopté une réforme pour supprimer un article du Code civil discriminatoire à l'égard des droits de succession des enfants nés hors mariage. Avec cette réforme, les enfants nés hors mariage auront les mêmes droits que les autres.

##### Reprise de la peine de mort
Au cours de l'année 2013, il y a eu 8 condamnés à mort. Ainsi, il restait fin 2013 130 détenus en attente dans le couloir de la mort. Le ministre de la Justice Sadakazu Tanigaki est, tout comme l'écrasante majorité de la population japonaise (85,2 %), favorable à la peine de mort en cas de crimes les plus odieux,.

##### Durcissement des peines pour les jeunes délinquants
Le 11 avril, le Parlement a adopté la loi durcissant les peines imposées aux mineurs. Jusque-là, les mineurs commettant un crime qui leur aurait valu une peine à perpétuité s'ils avaient été adultes, ne pouvaient être condamnés qu'à 15 ans de prison maximum. Les infractions moins graves étaient plafonnées à 10 ans. La nouvelle loi étend ces deux limites à 20 ans et 15 ans respectivement. Les procureurs et les avocats affectés par l'État pourront de plus participer à un nombre plus important de procès de mineurs. La Shōnen Hanzai Higai Tojisha no Kai, une association de parents qui ont perdu leurs enfants à cause de jeunes criminels, avait vigoureusement milité pour une loi imposant des sanctions plus draconiennes.

##### Réforme contre la pornographie infantile
En matière de lutte contre la pornographie infantile, le Japon était l'un des pays les plus laxistes au monde. Mais le gouvernement a présenté une réforme au Parlement punissant les détenteurs d'objets à caractère pédopornographique d'une peine de prison allant jusqu'à un an et d'une amende d'un million de yens au maximum (7 170 euros). La réforme ne s'applique pas à l'industrie du manga. La chambre basse a approuvé la réforme le 4 juin 2014.

##### Atteintes aux libertés de la presse
Entre 2010 et 2016, le Japon chute de la 11e à la 72e place dans les classements annuels établis par Reporters sans frontières en matière de libertés accordées à la presse. Cette situation s'expliquerait notamment par un autoritarisme accru des autorités depuis le retour au pouvoir de Shinzō Abe : selon le Guardian, plusieurs journalistes auraient perdu leur emploi pour avoir critiqué la politique du gouvernement ; de nombreux manuels scolaires auraient également été censurés s'ils ne correspondaient pas à la vision de l'histoire promue par les autorités. Le vice-Premier ministre, Tarō Asō, avait par ailleurs estimé nécessaire de s'inspirer des nationaux-socialistes dans la façon de modifier la Constitution jusqu'à la rendre fidèle aux valeurs soutenues par le régime.

#### Politique énergétique

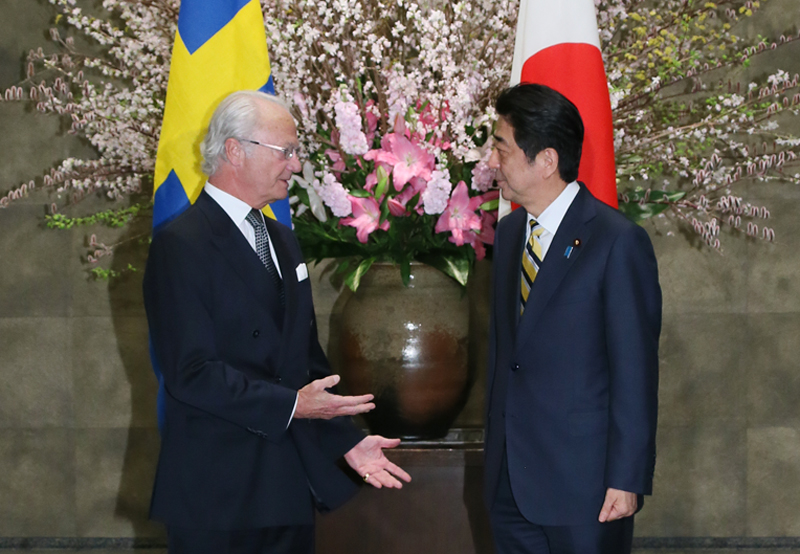
Shinzō Abe avec le roi Charles XVI Gustave de Suède (2016).

Dès son arrivée au pouvoir, Shinzō Abe a annoncé qu'il envisageait la construction de nouveaux réacteurs, malgré l'opposition d'une grande partie de la population à l'énergie nucléaire depuis l'accident de Fukushima. Il a expliqué que « les nouveaux réacteurs seront différents de ceux construits il y a quarante ans, de ceux de Fukushima qui ont entraîné la crise. Nous les construirons en expliquant au public à quel point ils sont différents, de façon à gagner sa compréhension ». Le gouvernement a de plus annoncé qu'il soutiendrait le redémarrage des réacteurs jugés sûrs par la nouvelle autorité nucléaire, la Commission de réglementation de l'énergie nucléaire (原子力規制委員会, Genshiryoku kisei iinkai). Cette dernière a mis en application le 8 juillet 2013 de nouvelles normes de sécurité nucléaire qui prévoient la construction de digues géantes antitsunami près de toutes les centrales exposées ainsi que le doublement de la connexion électrique avec le réseau pour éviter des pannes de courant. Les opérateurs devront aussi construire plus de réservoirs d'eau douce sur leurs sites et aménager, d'ici à cinq ans, un centre de contrôle d'urgence permettant de gérer une crise en cas de destruction des bâtiments habituels. Des recombineurs auto-catalytiques passifs qui empêchent l'accumulation d'hydrogène dans l'enceinte du réacteur — c'est ce phénomène qui avait entraîné l'explosion de trois des quatre réacteurs à Fukushima — vont aussi être installés. Le redémarrage des centrales nucléaires du pays est conditionné au respect de ces nouvelles normes. Sur les 50 réacteurs du pays, seuls deux avaient été autorisés à reprendre leurs fonctions par l’ancienne agence de sûreté après la catastrophe de Fukushima. Ces règles considérées comme les plus exigeantes au monde, ont été vivement critiquées par la filière nucléaire. Plusieurs analystes ont expliqué le respect des normes pourrait retarder de plusieurs semestres la relance des centrales et même entraîner la fermeture définitive de certaines d’entre elles.
La volonté du gouvernement de relancer la filière du nucléaire est mise en cause par une série d'incidents à Fukushima,.
Shinzō Abe a en parallèle, en juin 2013, défini l'exportation de la technologie nucléaire comme un axe de sa stratégie de croissance à long terme. L'idée du gouvernement est de promouvoir des « packs » comprenant à la fois la construction, la gestion et la maintenance des équipements. Ces packs pourront être complétés par d’autres prestations comme la construction d’infrastructures d’électricité ou de transports. Le METI a estimé qu'une centaine de réacteurs nucléaires seront implantés en Asie au cours des vingt prochaines années. Shinzō Abe a obtenu des contrats début mai pour la construction de centrales nucléaires aux Émirats arabes unis, en Arabie saoudite et en Turquie puis au Viêt Nam, qui prévoit de se doter de 14 réacteurs d’ici 2030. Dans le même temps, le Japon et l'Inde ont préparé la signature d'un pacte de coopération nucléaire qui permettra au Japon d’exporter, en Inde, des technologies ainsi que des équipements afin de répondre à une demande intérieure de plus en plus importante.
Les 6, 7 et 8 juin 2013, le président français François Hollande s'est rendu au Japon. Au cours de ce sommet, Shinzō Abe et François Hollande sont convenus de coopérer davantage pour promouvoir leurs technologies nucléaires. Dans le même temps, le groupe français Areva a conclu des accords avec plusieurs firmes japonaises pour œuvrer conjointement à diverses étapes du cycle nucléaire.
En juillet 2013, Shinzō Abe s'est rendu à Varsovie pour rencontrer ses homologues du groupe de Visegrád (Pologne, République tchèque, Slovaquie et Hongrie). Ils ont décidé de renforcer leur coopération dans le nucléaire civil. La Pologne pourrait se doter de sa première centrale nucléaire d'ici à 2024 et la République tchèque compte sur le Japon pour développer les capacités de sa centrale de Temelín.
Cependant, le 11 juillet 2013, la femme de Shinzō Abe, Akie Abe, a déclaré lors d'une conférence de presse : « Je suis antinucléaire ». Elle a déclaré qu'elle n'aimait pas l'idée que son mari tente de vendre des technologies de centrales nucléaires. Selon elle, il ferait mieux de proposer de l'énergie propre. Le 2 octobre, le populaire ancien Premier ministre Jun'ichirō Koizumi a appelé lors d'une conférence à Nagoya le PLD à changer de théorie et à prôner l'abandon de l'énergie nucléaire. Selon lui, « Les gens du milieu économique disent que l'option zéro nucléaire serait irresponsable, mais ce qu'il l'est bien plus c'est de continuer sur la voie de l'énergie atomique alors même qu'il n'existe aucun lieu de traitement des déchets ». Il a ajouté : « Est-ce qu'il ne serait pas plus constructif d'employer pour les énergies renouvelables l'argent qui est dépensé pour construire des centrales, au prétexte que cela est nécessaire pour la croissance économique ? ». Il a expliqué être devenu depuis la catastrophe de Fukushima un farouche opposant à l'énergie nucléaire. Le 7 octobre, Shinjirō Koizumi, son fils très populaire et considéré comme un potentiel futur Premier ministre à l'âge de 32 ans, a expliqué qu'il est temps de sérieusement repenser la stratégie énergétique du pays. Début novembre, Jun'ichirō Koizumi a demandé à Shinzō Abe de décider l'abandon de l'énergie nucléaire. Pour Koizumi, il suffirait que Shinzō Abe exprime l'intention d'abandonner le nucléaire et tout le monde suivrait, d'autant que le Premier ministre, au pouvoir depuis fin 2012, jouit d'une forte popularité. « Si M. Abe décide maintenant, il y aura peu de parlementaires pour s'opposer à un tel plan, tandis que la population coopérera et que les intellectuels fourmilleront d'idées » pour atteindre l'objectif de s'affranchir de l'énergie nucléaire, a-t-il déclaré lors d'une conférence à laquelle ont participé 350 journalistes. Il a ajouté qu'il sait qu'au sein même du PLD existent des positions antinucléaires et juge qu'elles doivent pousser les orientations du Premier ministre, tandis que les partis de coalition et d'opposition devraient faire de même, chacun à leur façon.
Le 12 décembre, le gouvernement Abe a publié un nouveau plan énergétique remettant en cause l'orientation prise par le précédent gouvernement du PDJ, c'est-à-dire le « zéro nucléaire ». Le document affirme que « l'énergie nucléaire est une importante énergie de base ». Il n'est plus fait mention d'un pourcentage d'énergie nucléaire dans la production totale d'électricité à un horizon donné, mais l'option « zéro » est clairement abandonnée. Par ailleurs, alors que figurait clairement dans la version antérieure qu'aucun nouveau réacteur ne serait construit, cette affirmation a été supprimée dans le nouveau document, laissant sous-entendre que des réacteurs supplémentaires pourraient être construits. Le document plaide aussi pour une intensification de l'usage des énergies renouvelables, afin de lutter contre le réchauffement climatique. Il souligne cependant que se pose un problème de mise à jour des réseaux électriques pour gérer de façon rationnelle la diversité des modes de production dont certains (éolien, solaire) sont instables. En effet, depuis la catastrophe de Fukushima en 2011, le nombre de producteurs d'électricité indépendants exploitant des énergies renouvelables a triplé. En incluant l'énergie hydroélectrique, les énergies renouvelables représentent 10 % du mix énergétique. Le document explique aussi que tout redémarrage de centrales sera conditionné au respect des nouvelles normes de sécurité nucléaire plus sévères entrées en vigueur en juillet 2013.

##### Convention de la Haye
Le 22 mai 2013, le Parlement japonais a approuvé l'adhésion du Japon à la Convention de La Haye sur les enlèvements d'enfants, après des décennies de pressions des États-Unis et d'autres pays occidentaux, dont le Canada et la France. Le Japon était, avant cette signature, le seul pays du G8 à ne pas avoir signé ce traité international créé en 1980 et visant à faire face aux enlèvements d'enfants en cas de séparation d'un couple bi-national, qui oblige à renvoyer un enfant enlevé dans son pays de résidence habituel. Le 24 janvier 2014, le gouvernement a décidé officiellement de signer, accepter et promulguer la convention sur les aspects civils des enlèvements internationaux d'enfants. Le gouvernement a également décidé la mise en place d'un organisme au sein du ministère des Affaires étrangères qui a pour tâche de localiser des enfants enlevés à l'un des parents et aussi d'encourager les parents séparés à régler à l'amiable leur différend. En cas de non-conciliation, les litiges seront tranchés par un tribunal, à Tokyo ou à Osaka. Le texte est entré en vigueur le 1er avril 2014.

#### Politique environnementale

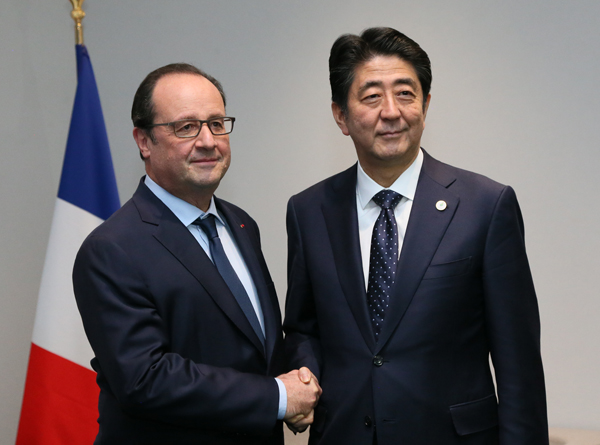
Shinzō Abe avec François Hollande lors de la conférence de Paris de 2015 sur les changements climatiques.

Depuis le 11 mars 2011 et l'arrêt des centrales nucléaires du pays, le Japon a connu une forte hausse de ses émissions de CO2. Le Japon s'était engagé, sous le gouvernement démocrate de Yukio Hatoyama, à réduire ses émissions de gaz à effet de serre de 25 % entre 1990 et 2020. Mais le gouvernement Abe a estimé que cet engagement était irréaliste du fait de l'arrêt des réacteurs nucléaires depuis l'accident nucléaire de Fukushima. Le gouvernement a ainsi choisi d'abandonner cet engagement et de viser une réduction de 3,8 % entre 2005 et 2020, ce qui reviendrait à une augmentation de 3 % par rapport au niveau de 1990.
Le 14 octobre 2013, 139 pays ont adopté au Japon une convention sur l'usage et les émissions de mercure, baptisée Convention Minamata en référence à la ville de Minamata où des milliers de personnes ont été empoisonnées par des rejets de mercure. Un accord juridique contraignant a été signé dans la ville de Kumamoto sous l'égide de l'ONU. En adoptant la Convention de Minamata, les gouvernements se sont accordés sur un certain nombre de produits, dont la fabrication, l'importation et l'exportation seront interdites d'ici 2020. Ces produits peuvent être remplacés par d'autres, qui seront introduits à mesure que ceux qui contiennent du mercure seront éliminés. Les gouvernements devront également élaborer des stratégies pour réduire la quantité de mercure utilisée dans les mines à petite échelle et devront établir un plan d'action national dans les trois ans suivant l'entrée en vigueur du traité, de manière à réduire et, si possible, éliminer le mercure. La Convention réglemente aussi les émissions et les rejets de mercure provenant des grandes installations industrielles telles que les centrales au charbon, les chauffe-eaux industriels, les incinérateurs de déchets et les cimenterie[réf. souhaitée].
Shinzō Abe a promis une aide de 2 milliards de dollars pour aider les pays en voie de développement à combattre la pollution durant la période 2014-2016. Il a ainsi déclaré : « C'est précisément parce que le Japon a souffert du mercure et qu'il a surmonté cette épreuve, qu'il a aujourd'hui le devoir d'être à la tête des efforts internationaux pour éliminer cette menace ».

#### Sécurité nationale et «pacifisme actif»
Dès l'arrivée au pouvoir de Shinzō Abe, le gouvernement a décidé, dans le cadre d'une rallonge budgétaire pour l'année fiscale 2012-2013, en raison des tensions croissantes avec la Chine, d'accorder 180,5 milliards de yens (1,6 milliard d'euros) supplémentaires au ministère de la Défense pour moderniser quatre avions-chasseurs F15, acheter de nouveaux systèmes antimissiles PAC-3 et des hélicoptères. Plus précisément, il s'agit d'assurer le paiement des coûts du carburant et de maintenance pour les avions d'alerte précoce et de contrôle aérien ; permettre la recherche sur la technologie radar capable de détecter des petits avions à longue distance, et permettre les préparatifs pour l'introduction au Japon de l'avion de transport MV-22 Osprey de l'armée américaine. Cet avion à décollage vertical peut voler plus loin et plus vite que les hélicoptères détenus alors par le Japon, permettant à ses troupes d'atteindre plus facilement les îles japonaises lointaines. À cette rallonge se sont ajoutés une trentaine de milliards de yens (25 millions d'euros) supplémentaires pour l'année fiscale 2012-2013, mais non inclus dans le train de mesures économiques spéciales. Avec cette rallonge budgétaire, le budget de la défense s'est établi à 41 milliards d'euros.
Le gouvernement a de plus, dans le budget de l'année fiscale 2014-2015 commençant en avril 2014, augmenté le budget de la défense de 0.8 % à 51,7 milliards de dollars. Le budget des garde-côtes, qui constituent une force paramilitaire puissante et très bien équipée comptant notamment de nombreux patrouilleurs hauturiers (de haute mer) modernes pouvant atteindre les 4 000 tonnes et des avisos porte-hélicoptères, a augmenté de 1.9 %, ce qui constitue sa première hausse en six ans. Shinzō Abe a ainsi annoncé la mise en place d’une force navale spéciale de douze navires et 700 hommes pour surveiller la région maritime des îles Senkaku.
Le 26 juin, le ministère de la Défense, sous l'égide de Itsunori Onodera (le ministre de la Défense) fait paraître le livre blanc de la défense, indiquant que le manque de transparence de la Chine concernant ses affaires militaires et de sécurité constituait une « préoccupation » pour la région et la communauté internationale. Le ministère de la Défense juge dans ce livre blanc important d’augmenter la capacité des Forces japonaises d'autodéfense à dépêcher des troupes dans des régions reculées et de mener des manœuvres militaires conjointes avec les États-Unis pour que les Forces d'autodéfense se préparent à reconquérir toute île reculée qui serait perdue.
En vertu de ce livre blanc, le ministre de la Défense Itsunori Onodera a demandé une nouvelle hausse de 3 % de son budget pour l'année fiscale commençant en avril 2014. Cette hausse relativement importante (la plus importante depuis 1992) doit permettre de financer la mise sur pied d'une unité amphibie, à l’image du corps des Marines américain. Il s’agit ainsi pour les Forces d’autodéfense de se donner les moyens de protéger, voire de reconquérir par la force si nécessaire les îles Senkaku. Le ministère de la Défense prévoit notamment d’acheter deux véhicules blindés lourds amphibies de type AAV7 pour l’exercice 2014, en plus de quatre autres AAV7 achetés au cours de l'exercice 2013.
Le ministère de la Défense entend aussi acquérir des V-22 Osprey, un appareil de transport hybride alliant les capacités d’un hélicoptère et d’un avion grâce à ses rotors basculants, et installer en permanence une batterie antimissile PAC-3 (Patriot) à proximité de son siège, à Tokyo. Il s'agit aussi de créer une nouvelle unité de détection avancée avec des avions de type AWACS et de l’affecter dans le sud du pays. Le gouvernement a d'ailleurs acheté 42 F-35 Lightning II du constructeur américain Lockheed Martin. Le ministère de la Défense entend aussi financer des recherches concernant la détection des chasseurs furtifs en réponse notamment à la mise au point par la Chine des J-20 et J-31.
De plus, le ministère souhaite assurer le financement de trois nouveaux navires pour la marine japonaise dont un destroyer, un sous-marin à propulsion classique et un bâtiment de sauvetage pour les submersibles. La cyberdéfense verra son budget porté à 184 millions d’euros. Les garde-côtes japonais verront leur budget augmenté de 13 % afin de renforcer leur capacité à contrer les navires du gouvernement chinois dans les eaux autour des îles Senkaku.
Le ministère a également demandé 200 millions de yens pour faciliter l’introduction prévue de drones de surveillance américains Global Hawk au cours de l’année 2015. Le déploiement de drones est principalement destiné à la surveillance des activités nucléaires et balistiques de la Corée du Nord. Mais ils pourront aussi être utilisés pour la surveillance des activités maritimes chinoises, en raison notamment de leur rayon d’action et de leur grande autonomie.
Il a aussi l’intention d’étoffer la surveillance autour de l'archipel Nansei, qui se trouve entre le sud de l’île principale de Kyūshū et de Taïwan, en formant une unité aérienne avec des avions d’alerte avancée E-2C basés à Naha sur Okinawa.
Ces mesures seront avalisées par Shinzō Abe qui va même le 17 décembre 2013 donner son feu vert à une hausse de 5 % des dépenses militaires dans les cinq ans à venir. Ces dépenses de 24 700 milliards de yens (175 milliards d’euros) entre 2014 et 2019 comprennent l’achat de drones, d’avions à décollage vertical, de véhicules amphibies et de sous-marins.
Shinzō Abe, dans l'optique de lutter contre les fuites d'informations secrètes qui ont déjà eu lieu par le passé mais aussi pour lutter contre l'espionnage et afin de rassurer ses alliés quant à la sécurité des informations secrètes qui lui sont communiquées, a décidé de faire adopter une loi sur les secrets spéciaux (特定秘密保護法, Tokutei himitsu hogo-hō). Cette loi sur les secrets spéciaux consiste en fait à la mise en place de sanctions d'une sévérité exceptionnelle pour la divulgation de « secrets spéciaux », dont la définition est laissée à la discrétion des ministères. Toute personne divulguant des secrets spéciaux risquera 10 ans de prison. Mais la législation ne définit pas clairement le champ des données à classifier. Les hauts fonctionnaires pourront le faire avec celles qu'ils jugent comme relevant de la défense, des affaires étrangères, de la lutte contre le terrorisme ou du renseignement intérieur. Sous la pression des partis de l'opposition, le gouvernement a concédé la création d'un organisme qui devra surveiller le processus de désignation qui serait selon Yoshihide Suga, porte-parole du gouvernement, complètement indépendant. Un autre organisme sera également créé afin de développer des normes pour désigner et déclassifier des secrets spéciaux ; il sera constitué d'experts. Un troisième organisme sera lui constitué de vice-ministres et veillera à ce que les entités gouvernementales désignent les informations secrètes de façon appropriée. La réforme a été adoptée par le Parlement le 6 décembre 2013,,.
Cette réforme s'est accompagnée de l'institution de l'équivalent du Conseil de sécurité nationale américain, afin de renforcer notamment le rôle du Premier ministre et de son gouvernement dans la politique étrangère et militaire. Ce Conseil est aussi une réponse à la montée des tensions avec la Chine. Le Parlement a voté fin novembre 2013 en faveur de la création de ce Conseil. Shinzō Abe a choisi Shōtarō Yachi, un de ses plus proches conseillers et hommes de confiance, pour diriger ce Conseil de sécurité nationale. Il réunira deux fois par mois le Premier ministre, le secrétaire général du Cabinet ainsi que les ministres des Affaires étrangères et de la Défense pour discuter des questions de sécurité. Le bureau administratif du Conseil a été inauguré le 9 janvier. Ce bureau compte 67 employés répartis en six groupes chargés de différentes problématiques. Shinzō Abe a déclaré au cours de la cérémonie qu'il souhaitait que ce bureau joue un rôle central pour la protection des Japonais et des biens matériels du pays,. Le Conseil a de plus dès sa création institué des permanences téléphoniques avec ses équivalents américain et britannique. Il a par la suite fait de même avec la France, l'Allemagne et la Russie. Shōtarō Yachi s'est dès son entrée en fonction, rendu aux États-Unis, au Royaume-Uni, en Allemagne, en Belgique, en France et en Inde.
Le Conseil de sécurité nationale s'est réuni pour la première fois le 4 décembre 2013 pour discuter des tensions avec la Chine, notamment concernant la création unilatérale par la Chine d'une zone d'exclusion aérienne en mer de Chine. Le 17 décembre, le gouvernement a adopté une Stratégie de Sécurité Nationale, une première depuis 1945. Cette stratégie a pour principe un pacifisme proactif basé sur la coopération internationale. Cette doctrine s'inscrit dans la lignée de l'approfondissement du Traité de coopération mutuelle et de sécurité entre les États-Unis et le Japon et des relations du Japon avec l'Australie, l'Inde, la France ou encore le Royaume-Uni sur le plan militaire.

#### Politique étrangère

##### États-Unis et «pivot» vers l'Asie-Pacifique

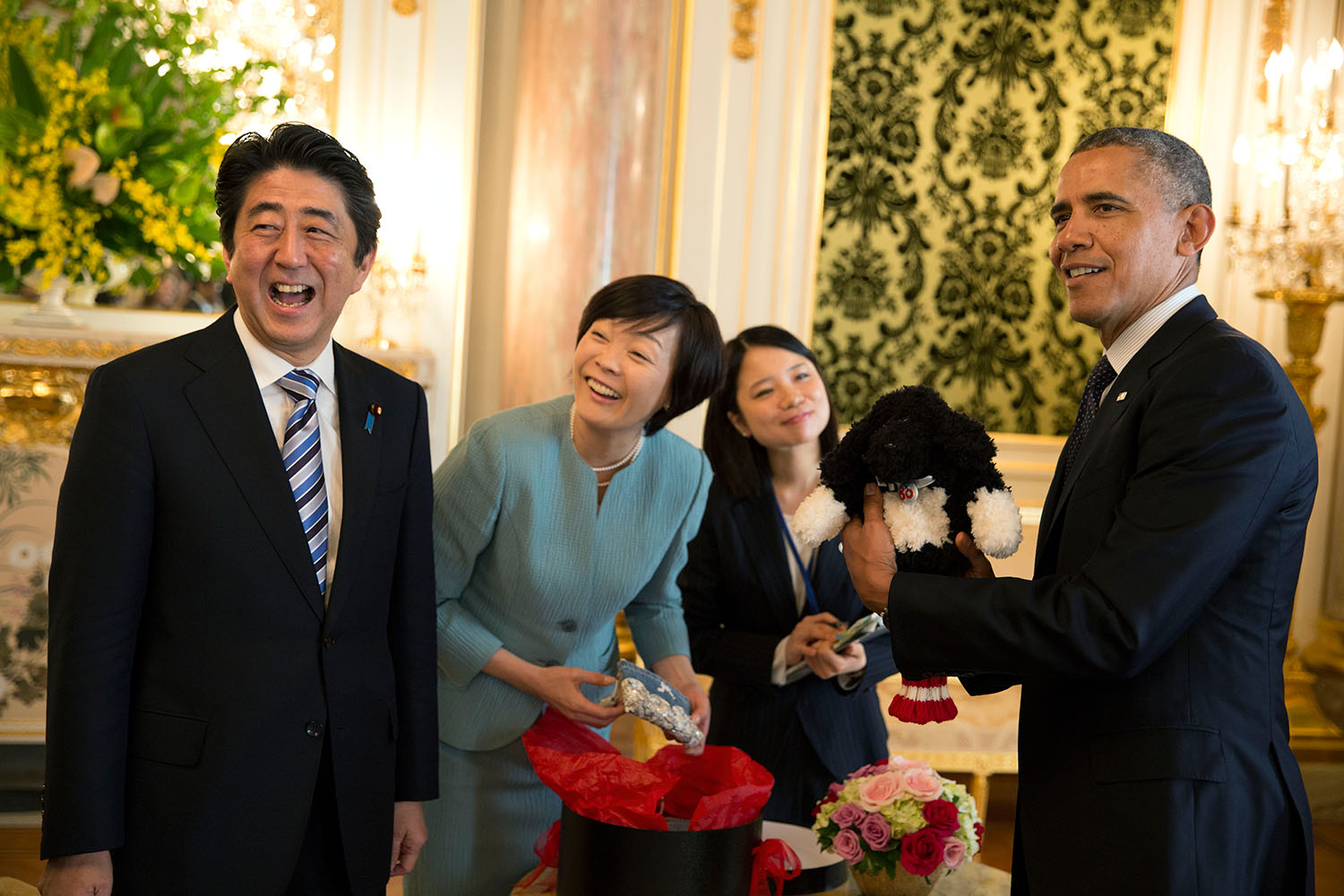
Shinzō Abe, son épouse Akie Abe et le président américain Barack Obama lors de la visite d'État de ce dernier au Japon le 23 avril 2014.

Dès le 22 février 2013, Shinzō Abe rencontre le président américain Barack Obama qui venait d'être réélu à la Maison-Blanche. Ce sommet fut l'occasion pour Abe de renforcer les relations entre Tokyo et Washington qui auraient été mises à mal selon lui par ses prédécesseurs du PDJ. Avant son arrivée à Washington, Abe avait multiplié les initiatives dans le but de prendre un bon départ avec les États-Unis : le Japon signera bien le traité de la Haye, la réglementation concernant l'importation de bœuf américain a été réduite, le Japon se réarmera aux côtés de Washington. À propos du sujet sensible qu'est le déménagement de la base militaire américaine de Futenma, Obama et Abe sont convenus qu'il fallait aller de l'avant en appliquant le plan déjà existant et qui consiste à déplacer la base militaire du centre de Ginowan à une zone rurale peu peuplée dans le nord d'Okinawa. Abe et Obama ont confirmé l'importance de la coopération entre les deux pays en vue de mettre en œuvre des sanctions plus sévères et efficaces à l'encontre de la Corée du Nord.
Obama a quant à lui salué les efforts fournis par Abe en vue de régler le problème des Japonais enlevés par la Corée du Nord à la fin des années 1970. Il a également présenté ses condoléances pour les 10 Japonais tués lors de la prise d'otages d'In Amenas en Algérie par des terroristes islamistes, et s'est engagé à renforcer la coopération bilatérale dans la lutte contre le terrorisme. En ce qui concerne la participation du Japon au traité de la Haye, réclamée par les États-Unis depuis des années, Abe a expliqué que les lois relatives au traité seront adoptées en mai 2013. Face à la Corée du Nord qui a réussi son troisième essai nucléaire le 12 février, Abe et Obama se sont mis d'accord sur leur « détermination à mettre en œuvre des mesures énergiques en réponse aux provocations nord-coréennes ». Par rapport au TPP, dans un communiqué publié après une réunion entre Obama et Abe, les deux pays ont réaffirmé que « tous les biens seraient sujets à négociations si le Japon rejoint les discussions avec les États-Unis et dix autres pays ». Le communiqué envisage la possibilité pour les États-Unis de maintenir leurs droits de douane sur les automobiles japonaises et pour le Japon de continuer à protéger le secteur du riz. Ce communiqué, bien que de moindre portée lors des négociations autour du TPP, a permis à Shinzō Abe d'accélérer le processus en vue de faire entrer le Japon dans les négociations, en créant un certain consensus au sein de sa coalition. Un enjeu d'autant plus important que les États-Unis étaient en train d'opérer la stratégie de « pivot » vers l'Asie orientale. Mais Washington avait besoin que ses alliés en Asie soient assez puissants. C'est d'ailleurs notamment pour pouvoir venir en aide à un de ses alliés (comme les États-Unis) qu'Abe a soutenu l'idée de l'autodéfense collective. Dans le cadre d'un changement de l'interprétation officielle de l'article 9 de la Constitution japonaise, le Japon pourrait agir pour défendre un de ses alliés. À cette fin, Abe a mis en place un comité consultatif du gouvernement afin d'étudier des situations spécifiques dans lesquelles le Japon pourrait agir pour défendre un de ses alliés.
Shinzō Abe s'est également rendu le 27 septembre au New York Stock Exchange à Wall Street pour promouvoir ses Abenomics auprès des investisseurs américains. Abe a alors comparé le Japon à Gordon Gekko, le requin de la finance interprété, en 1987, par Michael Douglas dans le film Wall Street : « Je suis venu vous dire que le Japon va redevenir un pays où on peut faire de l'argent. À l'instar du retour de Gordon Gekko dans le monde de la finance 23 ans après, nous pouvons proclamer que le Japon est de retour ».
De son côté, Barack Obama, afin d'approfondir plus encore les relations entre le Japon et les États-Unis, a nommé Caroline Kennedy ambassadrice au Japon le 24 juillet 2013. Cette proche du président américain est aussi la fille de John Fitzgerald Kennedy, qui avait impulsé une amélioration des relations avec le Japon dans les années 1960.
Le 18 mai, le département de l'Énergie des États-Unis a pour la première fois autorisé les exportations de gaz de schiste vers le Japon. Shinzō Abe avait déjà demandé à Barack Obama s'il était possible que le Japon importe le gaz de schiste américain au cours du sommet du 22 février.
Le 3 octobre, John Kerry et Chuck Hagel, les responsables américains de la diplomatie et de la défense, ont rencontré leurs homologues japonais Fumio Kishida et Itsunori Onodera pour une réunion « 2 + 2 », la première se déroulant au Japon. John Kerry et Fumio Kishida ont rappelé que le document régissant la coopération militaire bilatérale n'avait pas été révisé depuis 1997 alors que la situation géopolitique mondiale avait beaucoup évolué depuis. Il était donc nécessaire de revoir l'alliance nippo-américaine et de l'approfondir dans plusieurs domaines, notamment l'espace, le cyberespace, l'accroissement de défense avec des missiles balistiques ou encore les menaces représentées par la Corée du Nord et la Chine. Les deux pays ont décidé d'installer au centre du Japon un second radar de défense contre les missiles balistiques. Ils se sont également mis d'accord sur le départ d'environ 5 000 soldats américains stationnés sur l'île d'Okinawa après 2020. Ce redéploiement sera financièrement pris en charge par le Japon à hauteur de 3,1 milliards de dollars, sur les plus de 8 milliards qu’il devrait coûter. A aussi été décidé le déploiement, pour la première fois au Japon, de deux à trois drones d'observation Global Hawk. Washington va également déployer au Japon des avions d'observation maritime P-8 Poseidon dès décembre 2013 (une première hors des États-Unis) et des chasseurs F-35 à partir de 2017. Il a aussi été convenu de remplacer, à Okinawa, les hélicoptères CH-46 par des MV-22 Osprey. Washington a également soutenu le Japon face à la Chine concernant les îles Senkaku, en rappelant que ces îles entraient dans le cadre de l'alliance nippo-américaine.

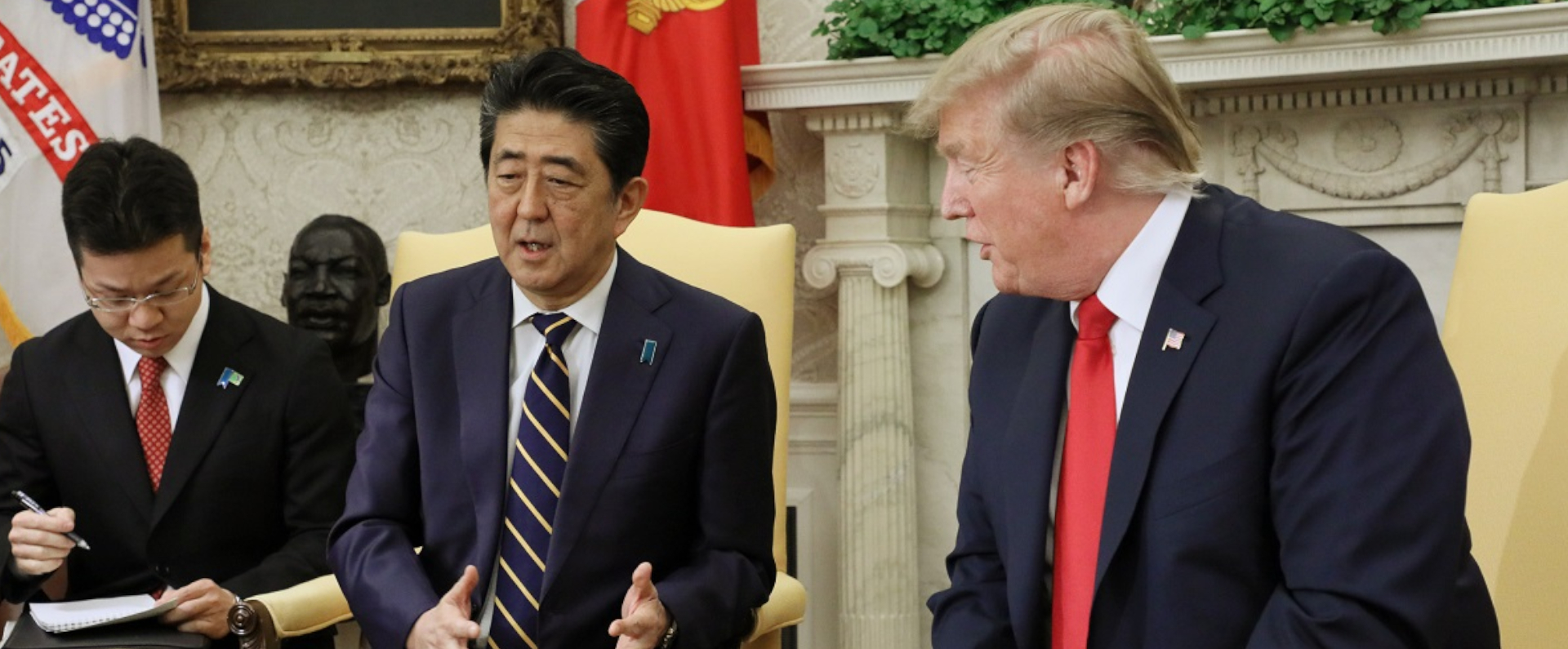
Shinzō Abe avec Donald Trump à la Maison-Blanche (18 avril 2019).

Cependant, début juin, un scandale d'ampleur historique touche les États-Unis : celui causé par les révélations d'Edward Snowden sur la National Security Agency (NSA). Le 30 juin, The Guardian révèle que 38 pays sont des cibles à espionner en priorité, parmi lesquels le Japon, la Corée du Sud, l'Inde, la Turquie, la France, l'Allemagne ou encore l'Italie. Ainsi, les ambassades et missions diplomatiques japonaises seraient espionnées par la NSA. Selon Yoshihide Suga, le Japon a émis une protestation officielle par voie diplomatique pour demander des explications sur le fait que le Japon soit considéré comme « cible » prioritaire par la NSA.
Le 9 juillet, Edward Snowden révèle l'existence du programme « Five Eyes », ou Cinq yeux, incluant le Royaume-Uni, l'Australie, le Canada, la Nouvelle-Zélande et les États-Unis. Cette alliance secrète formée après la Seconde Guerre mondiale est basée sur le partage de renseignements et la décision commune de ne pas s'espionner mutuellement. Ainsi, le Japon, pays allié des États-Unis, a été sujet à des programmes de surveillance américains. Le 1er novembre, un officiel américain a expliqué à la NHK que des stations de collecte de renseignements sont situées dans les bases militaires américaines au Japon.
Fin octobre, les médias japonais ont également révélé qu'en 2011, la NSA a demandé au Japon de l'aider à surveiller des câbles à fibres optiques transportant des données personnelles à travers la région Asie-Pacifique. Il se serait agi d'une tentative d'espionner la Chine. Mais le gouvernement japonais a refusé la demande.
Pourtant, le gouvernement Abe, souhaitant renforcer l'alliance avec les États-Unis, n'a pas vraiment critiqué les révélations concernant la NSA. De plus, un comité gouvernemental, présidé par Shinzō Abe, a même proposé la mise en place de l'équivalent de la NSA au Japon.
Mais le 30 octobre, le Corriere della Sera a révélé que les États-Unis ont espionné des appels téléphoniques à travers le monde, y compris au Japon. Yoshihide Suga a déclaré que le gouvernement a toujours pris des mesures contre les écoutes téléphoniques et qu'il continuera d'en prendre.
Le 27 décembre 2013, Shinzō Abe et le gouverneur de la préfecture d'Okinawa, Hirokazu Nakaima, se sont mis d'accord pour que le gouvernement central augmente son aide à la préfecture en échange de quoi, la base militaire américaine de Futenma située à Ginowan sera déplacée à Nago, une autre ville à l'intérieur de la préfecture. Cet accord met ainsi fin à un bras de fer ayant duré près de 20 ans en raison de la volonté des habitants d'Okinawa de voir la présence militaire américaine fortement réduite au sein de la préfecture. Ce dossier empoisonnait les relations entre les États-Unis et le Japon depuis des années. Cependant, les sondages ont révélé que 63 % des habitants d'Okinawa étaient opposés à la décision de Hirokazu Nakaima. Le 19 janvier 2014, les habitants de Nago ont réélu le maire sortant Susumu Inamine qui s'est engagé à empêcher ce plan qui a satisfait Washington.
De plus, à partir de la fin de l'année 2013, les relations avec les États-Unis semblent s'être légèrement dégradées. Le 27 décembre, après la visite de Shinzō Abe au sanctuaire Yasukuni, les États-Unis ont exprimé, par le biais de l'ambassadrice Caroline Kennedy, leur déception face à une visite dégradant plus encore les relations du Japon avec ses voisins chinois et sud-coréen. En janvier 2014, l'ambassadrice des États-Unis a publiquement dénoncé « l'inhumanité » de la chasse aux dauphins de Taiji. Une attitude vivement critiquée car plutôt que d'améliorer les relations avec le Japon, Caroline Kennedy émet publiquement ses critiques sur Twitter.
Les États-Unis, qui ont salué la réforme d'Abe sur les secrets spéciaux qui permet ainsi de garantir la sécurité des informations secrètes partagées entre les deux pays, ont signé le 7 février 2014 par le biais du secrétaire d'État des États-Unis John Kerry et du ministre japonais des Affaires étrangères Fumio Kishida, l'accord sur le renforcement de la coopération dans la prévention et la lutte contre les formes graves de criminalité (Agreement on Enhancing Cooperation in Preventing and Combating Serious Crime, ou PCSC accord). Cet accord permet aux deux pays de partager les données des empreintes digitales de criminels présumés afin de prévenir et résoudre des crimes graves. Ce partage permettra de constituer une base de données en ligne qui permettra des vérifications automatiques en temps réel. La National Police Agency japonaise et le FBI utiliseront mutuellement les bases de données. La NPA partagera notamment 10.4 millions d'empreintes digitales tandis que le FBI en partagera 70 millions. L'accord permettra aussi au Japon de maintenir l'exemption de visa pour les quelque 3,5 millions de Japonais visitant les États-Unis chaque année.

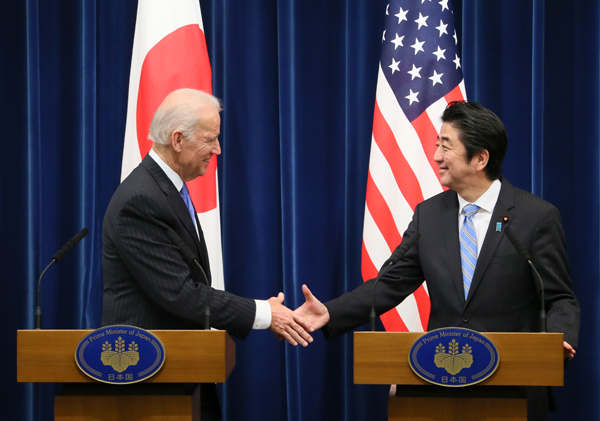
Shinzō Abe avec Joe Biden alors Vice-président des États-Unis (2013).

Alors que les négociations concernant le TPP semblaient patauger depuis plusieurs mois, en raison d'oppositions entre plusieurs pays membres et les États-Unis concernant notamment les normes environnementales, les médicaments génériques et le rôle des entreprises d'État, Barack Obama a annoncé dans son discours sur l'état de l'Union son intention de demander une procédure de « fast track » permettant aux traités commerciaux de bénéficier d'une procédure accélérée au Congrès. Ce à quoi son propre parti, le Parti démocrate, s'est opposé avec notamment Harry Reid, le leader du Parti démocrate au Sénat, qui a annoncé qu'il bloquerait toute tentative de « fast track » au Congrès, considérant que le TPP ainsi que le projet de Zone de libre-échange transatlantique pourraient constituer une menace pour les États-Unis.
Cet affaiblissement de Barack Obama tant à l'échelle nationale qu'internationale a entraîné des méfiances de plus en plus grandes à son égard parmi la classe dirigeante japonaise. En effet, la question est posée de savoir si Barack Obama a réellement la capacité d'aider le Japon face à une menace étrangère. Début février, Seiichi Eto, un conseiller spécial de Shinzō Abe, a posté une vidéo sur YouTube dans laquelle il critique les États-Unis pour avoir exprimé leur déception face à la visite du Premier ministre au sanctuaire Yasukuni. La vidéo a été rapidement supprimée de YouTube. Face aux critiques de la part de Caroline Kennedy concernant la visite de Abe au Yasukuni, Yoshihide Suga, le porte-parole du gouvernement, a expliqué que « Le Premier ministre s'est rendu au Yasukuni dans le but de construire un pays sans guerre et nous allons humblement et sincèrement expliquer cette idée et chercher la compréhension de la part des autres pays ». Un autre allié de Shinzō Abe, Koichi Hagiuda, a expliqué en février à des collègues parlementaires du PLD que « Ce genre d'erreurs n'a jamais eu lieu sous un gouvernement républicain ». Les Japonais ont aussi reproché au président Barack Obama d'avoir finalement décidé de raccourcir sa visite au Japon (2 jours au lieu de 3) afin de satisfaire les demandes des Sud-Coréens qui souhaitaient qu'Obama effectue un arrêt dans leur pays pendant sa tournée asiatique d'avril 2014. Le président Obama a aussi été accusé de ne pas avoir été assez ferme face à la Chine qui a même été jusqu'à mettre en place une zone d'exclusion aérienne élargie en mer de Chine orientale, bien que cette zone n'ait été respectée ni par le Japon, ni par les États-Unis, ni par la Corée du Sud. Kuni Miyake, ancien diplomate devenu enseignant à l'Université de Ritsumeikan, explique que les frustrations des Japonais se retrouvent aussi chez les autres alliés traditionnels des États-Unis comme Israël ou encore les pays européens. En effet, l'administration Obama se désengage des affaires internationales, affaiblissant le prestige des États-Unis à travers le monde. Le New York Times a soutenu cette idée en expliquant dans un article que durant les réunions concernant les affaires internationales, Obama donnait rarement son opinion personnelle et lisait souvent ses messages sur son BlackBerry,.
Au cours du sommet sur la sécurité nucléaire à La Haye se tenant les 24 et 25 mars 2014, Shinzō Abe et Barack Obama ont annoncé la signature d'un accord engageant le Japon à renvoyer aux États-Unis des centaines de kilos d'uranium et de plutonium, nécessaires à la fabrication d'une bombe atomique, qui lui avaient été fournis pendant la guerre froide par les États-Unis et le Royaume-Uni à des fins expérimentales. Cette annonce constitue ainsi une victoire pour Obama qui avait fait de la sécurité nucléaire une de ses priorités depuis son arrivée au pouvoir. En effet, le Japon détenait des stocks de plutonium et d'uranium stockés dans des bâtiments à 140 kilomètres au nord-est de Tokyo, une cible facile pour des terroristes. Ces centaines de kilogrammes de matériel pouvant être utilisé militairement vont être transporté aux États-Unis pour être transformés dans des formes qui résistent à la prolifération.
Le lendemain, Barack Obama a organisé un sommet trilatéral en présence de Shinzō Abe et de la présidente sud-coréenne Park Geun-hye à l'ambassade des États-Unis. Il s'agit du premier sommet trilatéral en 6 ans et aussi de la première rencontre officielle entre Shinzō Abe et Park Geun-hye, plus d'un an après leurs arrivées au pouvoir. L'objectif d'Obama était d'améliorer les relations entre les deux alliés asiatiques des États-Unis qui se sont dégradées depuis 2012. Les trois pays ont discuté de sujets tels que la Corée du Nord.
Du 5 au 7 avril 2014, le secrétaire à la Défense des États-Unis Chuck Hagel s'est rendu au Japon pour rencontrer le ministre de la Défense Itsunori Onodera. Tout en rappelant que les îles Senkaku sont couvertes par l'alliance nippo-américaine, il a annoncé que les États-Unis allaient envoyer au Japon deux nouveaux destroyers équipés de systèmes de défense antimissiles en réponse « aux provocations et aux actes déstabilisants de Pyongyang ». Il a profité de son voyage au Japon pour mettre en garde la Chine, en rappelant que les États-Unis n'hésiteraient pas à intervenir. Il a ajouté que ce qui s’est passé avec la Crimée est impossible en Asie. Les États-Unis défendront le Japon et resteront le gendarme de la région Asie-Pacifique. Il a également soutenu l'initiative de Shinzō Abe concernant la révision de l'interprétation de l'article 9 de la Constitution japonaise afin d'y inscrire le droit à l'autodéfense collective pour aider militairement ses alliés ; c'est la première fois que le gouvernement américain appuie ce projet de Abe. Chuck Hagel s'est ensuite rendu en Chine, un voyage au cours duquel il y eut des échanges tendus entre les responsables américains et chinois. De plus, la Chine n'a pas invité le Japon à la revue navale du Western Pacific Naval Symposium réunissant depuis 1987 toutes les marines de la région Asie-Pacifique. Cette année, c'était pour la première fois au tour de la Chine d'organiser cet évènement, le 21 avril 2014. En réponse les États-Unis ont annoncé qu'ils ne participeraient pas à la revue navale. Plusieurs autres pays dont l'Inde ont également protesté. La Chine a néanmoins nié le fait que le Japon n'ait été invité qu'à la conférence régulière.
Parallèlement, le représentant américain au commerce Michael Froman et le ministre de la Revitalisation économique, Akira Amari, ont poursuivi depuis le début de l'année 2014 d'intenses négociations pour finaliser l'Accord de partenariat transpacifique. L'objectif était d'avancer dans les négociations avant l'arrivée à Tokyo pour une visite d'État de Barack Obama à partir du 23 avril 2014.
Shinzō Abe a rencontré l'ambassadrice américaine Caroline Kennedy le 12 avril, et l'a invitée à faire un voyage en train magnétique à très grande vitesse, le Maglev, que le Japon espère vendre aux Américains. Il a déclaré « J’espère que l’ambassadrice va apprécier ce forfait tout en un du Japon : les cerisiers en fleur, le Mont Fuji et la technologie ultramoderne ! ». Le gouvernement Obama a décidé d'investir des milliards de dollars pour se doter de lignes de train à grande vitesse et les Japonais espèrent que les Américains choisiront le Maglev qui atteint un record de vitesse mondial de plus de 581 km/h. Caroline Kennedy a estimé que la technologie Maglev apportera « beaucoup au Japon et, espérons-le, aux États-Unis ».
Le 23 avril, en soirée, Barack Obama est arrivé au Japon pour entamer la première visite d'État d'un président américain depuis celle de Bill Clinton dans les années 1990. De plus, c'est alors la troisième fois depuis son arrivée au pouvoir qu'Obama se rend au Japon. Obama a été accueilli par Shinzō Abe dans le restaurant Sukiyabashi Jiro, un petit bar à sushi situé dans une station de métro de Ginza, gratifié de trois étoiles par le Guide Michelin. Obama était accompagné par la conseillère à la sécurité nationale Susan Rice ainsi que par l'ambassadrice Caroline Kennedy. L'objectif était de créer une relation informelle entre Abe et Obama.
Le lendemain, Barack Obama a rencontré l'empereur Akihito et son épouse l'impératrice Michiko. Les deux chefs d'État ont eu une discussion détendue au cours de laquelle Obama a parlé de son expérience depuis son arrivée au pouvoir en 2009. Il s'est ensuite rendu au palais d'Akasaka pour une réunion de plusieurs heures avec Shinzō Abe. Puis les deux dirigeants ont fait une conférence de presse commune au cours de laquelle Obama a déclaré que l'alliance nippo-américaine était le fondement de la sécurité en Asie-Pacifique et de la stratégie de pivot des États-Unis vers l'Asie. Il a également rassuré les Japonais en déclarant : « L'obligation de notre traité sur la sécurité du Japon est absolue. L'article 5 du traité couvre tous les territoires sous administration japonaise, y compris les îles Senkaku ». C'était la première fois que le président américain s'est clairement prononcé sur les îles Senkaku. Obama a ajouté que les forces américaines présentes au Japon incluaient « nos capacités militaires les plus avancées ». Le président américain a aussi soutenu l'initiative de Shinzō Abe concernant la réinterprétation de l'article 9 de la Constitution afin d'accorder au Japon le droit d'autodéfense collective pour aider militairement ses alliés. Concernant les enlèvements de citoyens japonais par la Corée du Nord, Obama a rencontré des familles des victimes, dont les parents de Megumi Yokota, et a qualifié la Corée du Nord de « pays le plus isolé du monde » ; il a également appelé la Chine à coopérer dans la question nord-coréenne. Cependant, concernant les négociations sur le TPP, Abe et Obama se sont contentés d'expliquer que les négociations ont avancé et qu'ils ont demandé aux négociateurs de les accélérer. Les deux dirigeants ne sont ainsi pas parvenus à débloquer les négociations. Obama a souligné l'importance d'une ouverture commerciale du Japon ; Abe a répondu en expliquant que les deux pays se devaient de faire des concessions,. Shinzō Abe a conclu la conférence de presse en expliquant qu'il s'était rendu au sanctuaire Yasukuni pour honorer ceux qui ont sacrifié leurs vies pour le pays mais aussi pour tous ceux qui ont perdu la vie à cause la guerre. Il a expliqué qu'il militait pour qu'il n'y ait plus jamais de guerre.
Peu après, Barack Obama s'est rendu au Meiji-jingū et au musée national des sciences émergentes et de l’innovation (Miraikan) ou il a rencontré le robot ASIMO et fait une conférence de presse. Le soir, il a été invité au dîner d'État offert par l'empereur. Le lendemain matin, il s'est rendu en Corée du Sud. Dans le même temps, un communiqué commun a été publié expliquant que 25 avril au matin, les négociateurs japonais et américains pour le TPP sont parvenus à un accord basique permettant d'avancer dans les négociations. Le communiqué n'a cependant pas mentionné les points sur lesquels les deux pays se sont mis d'accord.

##### Semblant de guerre froide avec la Chine

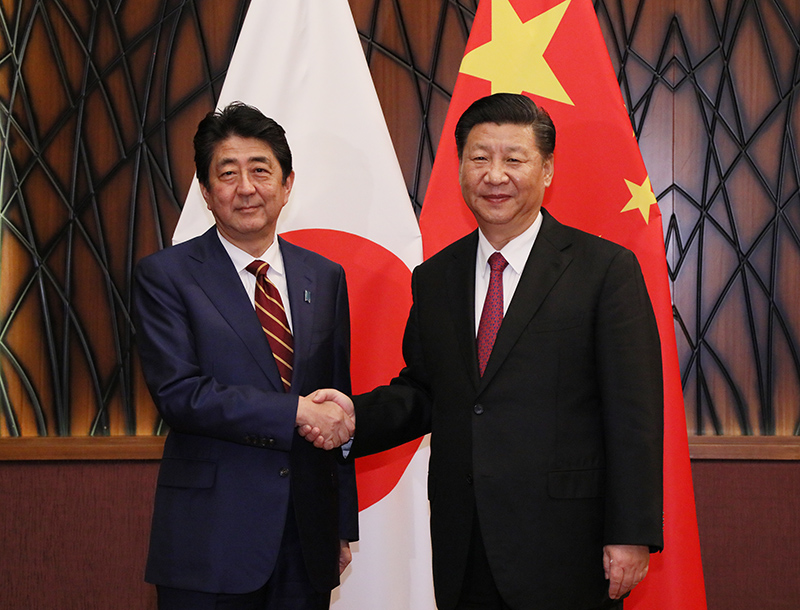
Shinzō Abe avec le président chinois Xi Jinping (Novembre 2017).

Le jour même de la victoire du PLD aux élections législatives le 16 décembre, Shinzō Abe a déclaré : « La Chine conteste le fait que (les îles Senkaku) sont une partie inhérente du territoire japonais. Notre objectif est de mettre fin à cette revendication ». Il a toutefois déclaré : « Nous n’avons pas l’intention de détériorer les relations entre le Japon et la Chine ».
Le 25 janvier 2013, Shinzō Abe envoie en Chine le président du Nouveau Kōmeitō, Natsuo Yamaguchi, remettre une lettre du Premier ministre au futur président chinois, Xi Jinping, afin d'apaiser les relations entre les deux pays. Mais le 29 janvier, Shinzō Abe a annoncé la mise en place d’une force navale spéciale de douze navires et 600 hommes pour surveiller la région maritime des îles Senkaku. Le même jour, Shinzō Abe a annoncé une hausse du budget de la défense de 0.8 %. Ce budget n'avait pas connu de hausse depuis 2002. La hausse est certes modeste, notamment par rapport à celle que connaît le budget de la défense chinois, habitué aux taux de croissance à deux chiffres. Néanmoins, elle marque un tournant dans la politique de défense japonaise.
Le 28 janvier, Shinzō Abe, dans son premier discours de politique générale devant la Diète, a promis de protéger l'intégrité territoriale du Japon, tout en renforçant ses liens avec les États-Unis. Il a refusé d’admettre l’existence d’un contentieux territorial avec la Chine. En février, il n'a pas hésité à faire référence à Margaret Thatcher qui s'est montrée ferme dans la guerre des Malouines.
Parallèlement, les incursions de bateaux chinois dans les eaux territoriales japonaises se poursuivent. Le 7 janvier, quatre navires de surveillance maritime chinois sont entrés dans les eaux territoriales japonaises. Les 30 janvier et 4 février 2013, de nouvelles incursions de navires chinois dans les eaux territoriales de l'archipel sont repérées. On apprend quelques jours plus tard que le 30 janvier, l'un des navires chinois a pointé un radar généralement utilisé pour aider au guidage de missiles en direction d'un bâtiment de la marine japonaise. Kyodo News révèle le 18 mars que des responsables militaires chinois auraient reconnu qu'une frégate chinoise avait verrouillé son radar de tir sur un destroyer japonais. Le 1er avril, trois navires chinois entrent de nouveau dans les eaux territoriales disputées.
Le 14 mars 2013, Xi Jinping est désigné président par l'Assemblée nationale populaire chinoise. Le 16 mars, il nomme son gouvernement. Wang Yi, ancien ambassadeur au Japon de 2004 à 2007, en charge depuis 2008 des relations avec Taïwan, est nommé ministre des Affaires étrangères en remplacement de Yang Jiechi, lui-même promu au Conseil des affaires d'Etat. Cependant, Xi Jinping est un président chinois compte personnaliser la direction du pays : il est le premier dirigeant chinois depuis Deng Xiaoping à avoir autant de pouvoir en Chine. Xi Jinping a aussi promu l'idée d'un rêve chinois visant à restaurer la puissance de l'Empire du Milieu.

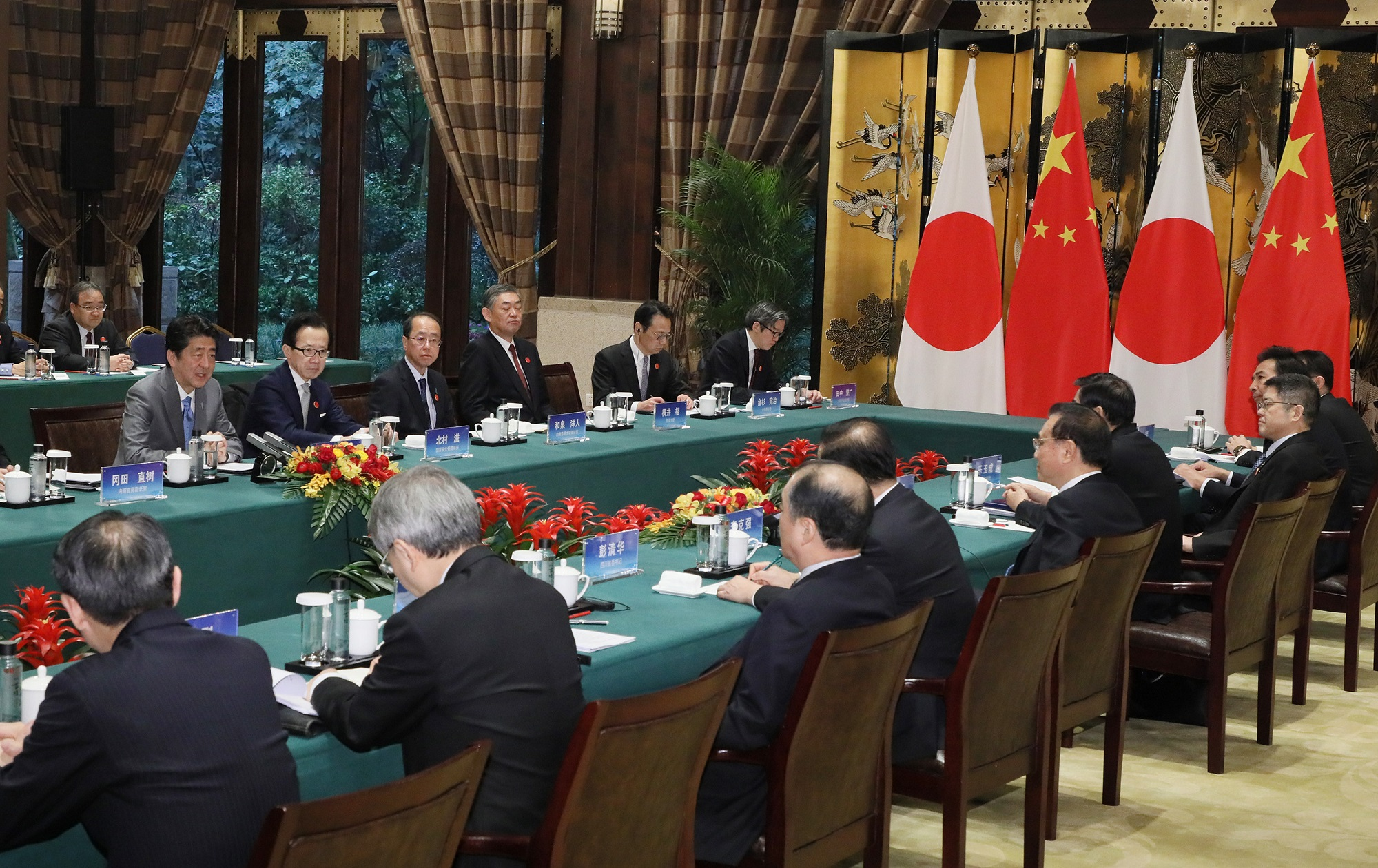
Shinzō Abe dans une réunion diplomatique avec son homologue chinois à Pékin (25 décembre 2019).

Le 18 mars 2013, le Japon a fait part de sa préoccupation à la France après la vente à la marine chinoise de matériel militaire français. En effet, la Chine va utiliser des systèmes d’appontage français d’hélicoptères sans assistance, sur ses navires de surveillance.
Le 23 avril, ce sont huit navires de surveillance maritime chinois qui pénètrent la zone de 12 milles entourant les îles Senkaku, un nombre record depuis leur rachat.
Au même moment, 168 parlementaires — un record depuis les années 1980 — se sont rendus les 22 et 23 avril au sanctuaire Yasukuni, qui honore les morts japonais au combat, mais également des dirigeants nippons reconnus coupables de crimes de guerre. Shinzō Abe ne s'y est pas rendu mais il a fait une offrande au sanctuaire. Le même jour, Shinzō Abe, évoquant la déclaration Murayama, a affirmé au Parlement que « la définition de ce qui constitue une invasion doit encore être établie par le monde universitaire ou la communauté internationale » ; « Les événements survenus entre les nations diffèrent selon le côté que vous choisissez pour les observer », avait-il ajouté. Ces propos aux accents négationnistes ont vivement fait réagir la Chine et la Corée du Sud. Le 28 avril, pour la première fois de l'histoire du Japon, a été célébrée la fin de l'occupation américaine du pays. Shinzō Abe a pour l'occasion déclaré : « Nous avons la responsabilité de faire du Japon une nation forte et déterminée, à laquelle les autres pays du monde peuvent se fier ». Le Quotidien du Peuple a dénoncé une « résurgence du militarisme japonais ». De plus, la Chine a indiqué qu'elle ne participerait pas au sommet tripartite Chine-Corée-Japon prévu en mai, qui sera annulé. Shinzō Abe a promis devant la Diète qu'il prendrait une « action décisive » en cas de débarquement de Chinois sur les îles Senkaku.
Le 8 mai, Le Quotidien du Peuple, organe du Parti communiste chinois, soutient que Pékin pourrait être fondé à faire valoir des droits sur l'archipel des Ryūkyū, dont Okinawa constitue l'île principale. Cet article a été vivement critiqué par les autorités japonaises, le gouverneur de la préfecture d'Okinawa Hirokazu Nakaima, ainsi que les habitants d'Okinawa.
Le 14 mai, le ministère japonais de la Défense a annoncé avoir repéré un bâtiment de type sous-marin à proximité des eaux territoriales de l'une des îles d'Okinawa. Le gouvernement n'a toutefois pas voulu confirmer les informations des médias selon lesquelles il s'agirait d'un sous-marin chinois. Shinzō Abe a alors déclaré qu'une intervention militaire pourrait être déclenchée si des sous-marins étrangers pénétraient dans les eaux territoriales de l'archipel.
Le 19 juin, au cours d'une visite à Londres après le sommet du G8, Shinzō Abe s'est déclaré prêt, devant la presse internationale, à négocier avec la Chine pour apaiser les tensions.
Le 26 juin, la Chine a critiqué le nouveau livre blanc de la défense japonais. Le livre blanc indique que le manque de transparence de la Chine concernant ses affaires militaires et de sécurité constituait une « préoccupation » pour la région et la communauté internationale. Le ministère de la Défense juge dans ce livre blanc important d’augmenter la capacité des Forces japonaises d'autodéfense à dépêcher des troupes dans des régions reculées et de mener des manœuvres militaires conjointes avec les États-Unis pour que les Forces japonaises d'autodéfense se préparent à reconquérir toute île reculée qui serait perdue. La Chine a répondu qu'elle suit « une voie de développement pacifique et poursuit une politique de défense nationale de nature défensive ».
Le 1er juillet, quatre bateaux chinois pénètrent vers 5 h dans la zone de douze milles marins entourant les îles, et la quittent à 13 h, alors qu'un navire de recherche marine, Discoverer2, enregistré aux Bahamas, pénètre pour la troisième fois de l'année dans la zone économique exclusive de 200 milles marins.
Le 26 juillet, quatre navires des garde-côtes chinois ont patrouillé autour des Senkaku. C'est la première fois que la Chine dépêche des bâtiments appartenant à cette unité. Ils quitteront la zone au bout de trois heures. Le ministère de la Défense a parallèlement estimé, le même jour, que le Japon devait se doter de drones de surveillance maritime et d'unités amphibies pour protéger ses îles lointaines.
Le 31 juillet 2013, Shinzō Abe a dépêché à Pékin le vice-ministre japonais des Affaires étrangères, Akitaka Saiki, afin de tenter de désamorcer les tensions entre les deux pays. Il a rencontré Wang Yi et Liu Zhemin, respectivement ministre et vice-ministre chinois des Affaires étrangères. Cependant, la Chine conditionne l'organisation d'un sommet entre Shinzō Abe et Xi Jinping à des « gestes concrets », à savoir le reconnaissance par le Japon d'un conflit territorial autour des îles Senkaku.
Le 6 août a eu lieu l'inauguration du premier porte-hélicoptères japonais. L'Izumo est le plus gros navire construit par le Japon depuis la Seconde Guerre mondiale. Il porte en outre le nom d'un croiseur ayant participé à la guerre contre la Chine dans les années 1930. Avec son pont d'envol de 248 mètres et ses aménagements, il pourrait accueillir des avions à décollage vertical comme le chasseur F-35 ou encore l'appareil de transport à rotor pivotant V-22 Osprey. En réponse, la Chine a envoyé le 7 août 2013 quatre navires des garde-côtes chinois qui ont pénétré dans les eaux territoriales japonaises. Le 8 août, la présence prolongée de navires gouvernementaux chinois dans les eaux territoriales de l'archipel des Senkaku provoque de nouvelles tensions avec une protestation officielle du Japon envers la Chine. Les quatre navires quittent les eaux territoriales vers midi après une présence de 27 heures, ce qui constitue la plus longue période de rotation de la flotte chinoise dans la zone.
Dans le même temps, cette escalade des tensions entre la Chine et le Japon a influencé la perception des Japonais et des Chinois : 92,8 % des Japonais ont une impression mauvaise, ou relativement mauvaise de la Chine, et 90,1 % des Chinois se prononcent de la même manière vis-à-vis des Japonais, selon le sondage annuel réalisé par le quotidien chinois anglophone China Daily et l'institut japonais Genron NPO. Il s'agit des pires résultats depuis la création de ce sondage.
Le 15 août, Shinzō Abe a créé une première en n'évoquant pas les souffrances infligées par le Japon pendant la Seconde Guerre mondiale. Il n'a mentionné, dans son discours à l'occasion du 68e anniversaire de la capitulation japonaise, aucun regret vis-à-vis des actes commis par le Japon dans les années 1930 et 1940. Il a revanche rendu hommage aux victimes du conflit et a appelé à la paix : « Je n'oublierai jamais le fait que la paix et la prospérité dont nous jouissons actuellement découlent du sacrifice de vos vies », a-t-il déclaré à l'adresse des Japonais disparus pendant la guerre du Pacifique. De plus, pour l'occasion, en plus de deux membres du gouvernement, 90 parlementaires japonais se sont rendus au sanctuaire Yasukuni. Le gouvernement chinois a aussitôt convoqué l'ambassadeur du Japon pour lui faire part de la protestation officielle de la Chine. Le lendemain, une nouvelle incursion de quatre navires de garde-côtes chinois a lieu.
Le 27 août, une nouvelle incursion se produit, au lendemain d'un discours de mise en garde du Japon envers la Chine.
Début septembre, le ministère de la Défense (par le biais de Itsunori Onodera) a demandé une hausse du budget militaire japonais de 3%. Cette hausse doit permettre de financer, à hauteur de près d’un milliard d’euros, la mise sur pied une unité amphibie, à l’image du Corps des Marines des États-Unis. Cette hausse vise aussi à permettre l'achat de V-22 Ospreys ainsi qu'à installer en permanence une batterie antimissile PAC-3 Patriot à Tokyo. La hausse a aussi pour objet la création d'une nouvelle unité de détection avancée avec des avions de type AWACS. Cette nouvelle unité sera affectée au sud de l'archipel. Le ministère de la Défense prévoit aussi de financer des recherches, à hauteur de 30 millions d’euros, concernant la détection des chasseurs furtifs comme les J-20 et J-31 chinois. La marine japonaise devrait aussi commander 3 nouveaux navires, dont un destroyer, un sous-marin à propulsion classique et un bâtiment de sauvetage pour les submersibles. De plus, le budget de la cyberdéfense devrait être porté à 184 millions d’euros.
Parallèlement, les autorités japonaises ont proposé à la Chine la mise en place d'une ligne directe de militaire à militaire afin d'éviter tout incident. Il s'agit d'une sorte de « téléphone rouge » comme celui qui avait été installé entre les États-Unis et l'URSS durant la guerre froide.

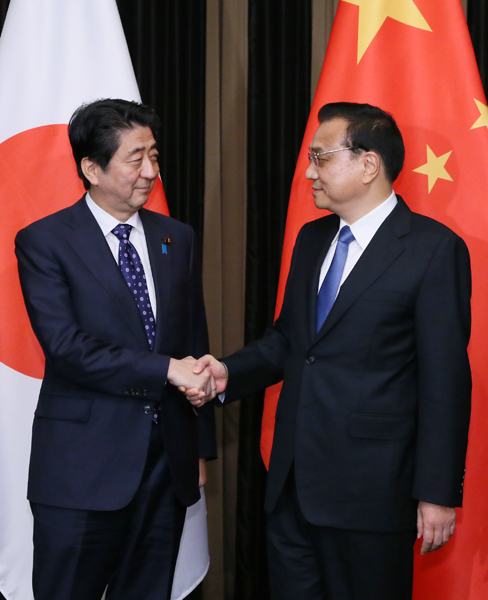
Shinzō Abe avec le premier ministre chinois Li Keqiang (2015).

Le 6 septembre, en marge du sommet du G20 à Saint-Pétersbourg, Shinzō Abe et Xi Jinping ont pu pour la première fois se rencontrer en tête-à-tête. Selon Yoshihide Suga, porte-parole du gouvernement, Shinzō Abe a expliqué à Xi Jinping qu'il faudrait développer les relations nippo-chinoises en revenant aux relations stratégiques mutuellement bénéfiques d'avant la montée des tensions territoriales en mer de Chine orientale.
Après la victoire de Tokyo qui a obtenu l'organisation des Jeux olympiques de 2020, la Chine s'est abstenue de féliciter le Japon. Le porte-parole du ministère chinois des Affaires étrangères, Hong Lei, a simplement déclaré le 9 septembre : « Nous avons noté la décision du Comité international olympique ».
Le lendemain, le 10 septembre, un groupe de bateaux gouvernementaux chinois est entré dans les eaux territoriales des îles Senkaku. Les garde-côtes japonais ont expliqué que sept navires de leurs homologues chinois étaient entrés vers 10h30 dans la limite de 12 milles nautiques (22 km) entourant cet archipel. Un huitième navire chinois les a rejoints quelques heures plus tard, puis quatre d'entre eux ont quitté les eaux territoriales vers 16h00 tout en restant à proximité, laissant les quatre autres dans les eaux territoriales. Selon Xinhua, cette flottille représentait la 59e « patrouille » de navires chinois dans cette zone depuis le 11 septembre 2012. L'ambassadeur de Chine au Japon a été convoqué au ministère japonais des Affaires étrangères. Yoshihide Suga a alors déclaré « Nous protégerons nos terres, notre espace aérien et nos mers à tout prix ». De plus, il a expliqué que l'installation de fonctionnaires sur les îles Senkaku était une option envisagée par le gouvernement.
Le 6 octobre, avant le sommet de l'APEC, le ministre des Affaires étrangères Fumio Kishida ainsi que John Kerry et Julie Bishop, la ministre australienne des Affaires étrangères, ont publié un communiqué commun critiquant les tentatives chinoises, prises unilatéralement, afin de rompre le statu quo par la force en mer de Chine. La Chine a vivement critiqué ce communiqué.
Au cours du sommet de l'APEC de 2013 qui s'est tenu du 7 au 8 octobre à Bali, Shinzō Abe et Xi Jinping se sont rencontrés une deuxième fois. Ils auraient échangé une poignée de main sans parler du conflit territorial.
Le 18 octobre, à l'occasion du Festival d'Automne, Shinzō Abe a fait don d'un objet rituel au sanctuaire Yasukuni. Cependant, le ministre des Affaires intérieures Yoshitaka Shindō, tout comme 160 parlementaires, s'est rendu au sanctuaire. Immédiatement, l'ambassadeur du Japon à Pékin a été convoqué par les autorités chinoises. Shindō a déclaré : « J'effectue ce pèlerinage à titre privé. Je pleure les personnes qui ont perdu la vie dans la guerre et prie pour la paix »,. Le 20 octobre, un deuxième ministre se rend au Yasukuni. Il s'agit de Keiji Furuya, ministre chargé de la question des Japonais enlevés par la Corée du Nord. Il a alors déclaré : « C'est un devoir pour les parlementaires (…) d'exprimer leurs condoléances à ceux qui ont sacrifié leur vie pour leur pays » avant d'ajouter « qu'il n'avait aucune intention d'irriter les pays voisins ».
Le 26 octobre, Shinzō Abe, dans un entretien au Wall Street Journal, s'est dit prêt à durcir sa position face à la Chine, au cas où elle menacerait d'user de la force pour atteindre ses objectifs diplomatiques dans la région. Il a déclaré qu'il s'était rendu compte, au cours de ses dernières rencontres avec des dirigeants de la région, qu'ils comptaient sur le Japon pour mener une offensive diplomatique contre une stratégie chinoise jugée de plus en plus brutale : « Certains craignent que la Chine tente de changer le statu quo par la force, sans respecter la primauté du droit. Mais si la Chine choisit cette voie, alors elle ne pourra pas s'en sortir de façon pacifique ». Le ministère de la Défense chinois a en réponse conseillé à Tokyo de « ne pas sous-estimer la résolution de l'armée chinoise et sa détermination à protéger la souveraineté territoriale de la Chine ».
Les 25 et 26 octobre, le Japon a déployé des avions de combat pendant 48 heures en réponse aux vols de quatre appareils militaires chinois au-dessus des eaux internationales autour de l'archipel d'Okinawa, proche des îles Senkaku. Les appareils chinois ont volé de la mer de Chine orientale jusqu'à l'océan Pacifique, aller et retour, mais ils ne sont pas entrés dans l'espace territorial japonais.

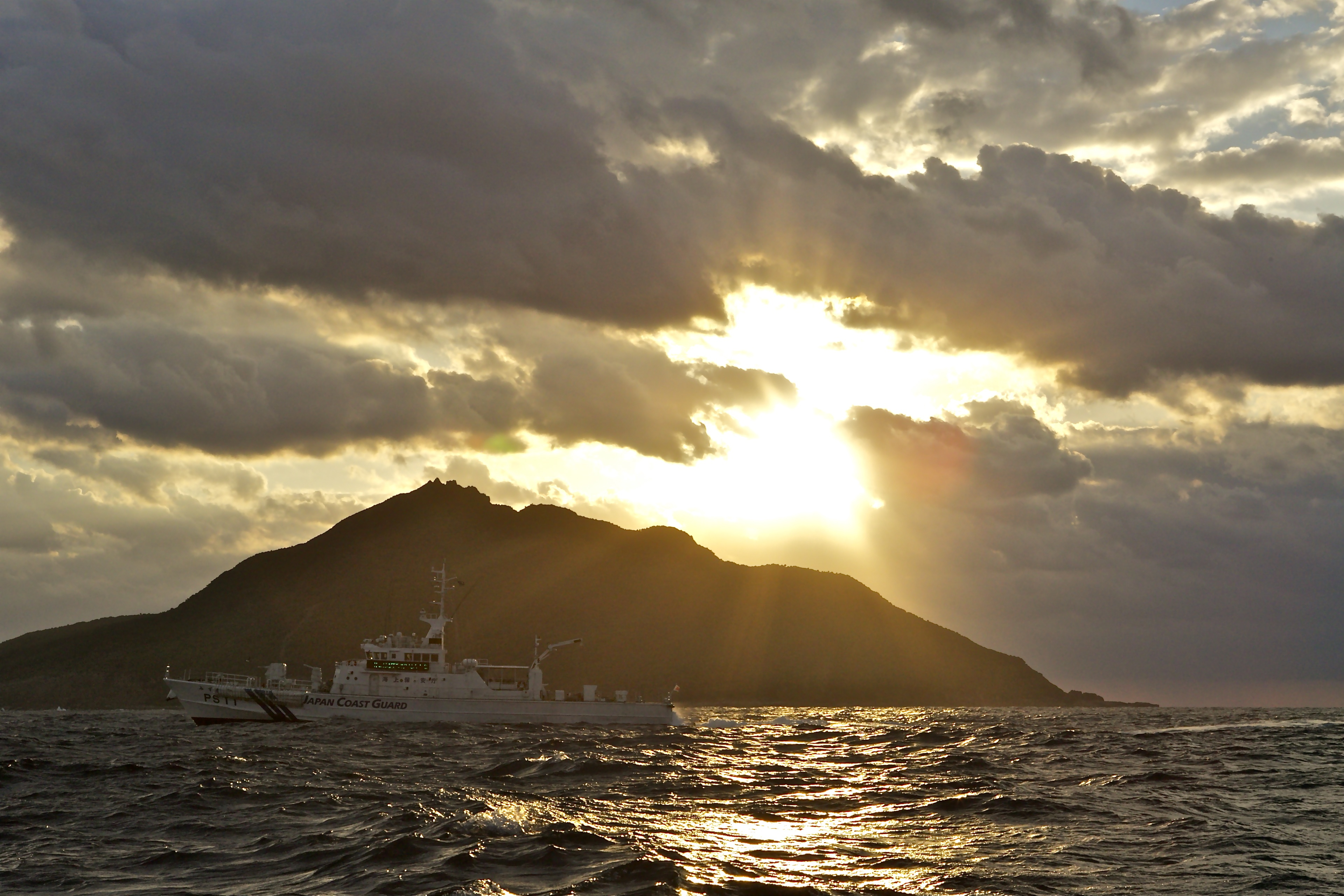
Le navire de patrouille Mizuki de la garde côtière du Japon devant Uotsuri-shima, dans les îles Senkaku.

Le lendemain, le 27 octobre, au cours du traditionnel passage en revue des troupes à Asaka, Shinzō Abe a évoqué une révision de la stratégie de défense du Japon alors que, selon lui, l’environnement géopolitique du Japon est de plus en plus difficile : « Les membres des Forces d’autodéfense doivent abandonner l’idée selon laquelle les exercices quotidiens les protégeraient de toute menace, et que la simple existence des Forces d’autodéfense serait dissuasive ». Le ministre chinois de la Défense a en réponse déclaré : « Si le Japon fait ce qu’il dit et renforce ses mesures de défense en autorisant des tirs sur des avions, c’est une provocation sérieuse, c’est un acte de guerre ».
Le 28 octobre, quatre bateaux chinois ont pénétré dans les eaux qui entourent les Senkaku. Selon les garde-côtes japonais, les quatre navires des garde-côtes chinois sont entrés vers 10h00 du matin. Ils en sont repartis un peu moins de deux heures plus tard.
Le lendemain, le 29 octobre, le ministre de la Défense Itsunori Onodera a déclaré que les incursions de navires chinois autour des Senkaku menaçaient la paix : « Je pense que les intrusions de la Chine dans les eaux territoriales, autour des îles Senkaku constituent une zone grise » entre « temps de paix et situation d'urgence ».
Ces provocations ont lieu alors même qu'à partir du 1er novembre et ce jusqu'au 18 novembre, le Japon organise d'importantes manœuvres aéro-navales. 34 000 hommes, des destroyers et des avions de chasse participent à ces manœuvres, qui comprennent également des exercices de débarquement sur Okidaitō-jima, à 400 km au sud-est de la principale île méridionale d’Okinawa.
Le 22 novembre, quatre bateaux de garde-côtes chinois ont pénétré dans eaux entourant les îles Senkaku.
Le lendemain, la Chine a annoncé l'établissement d'une « zone d'identification de la défense aérienne » en mer de Chine orientale, dont le tracé inclut les îles Senkaku. Tous les avions qui la traversent devront se soumettre aux règles imposées par la Chine sous peine d'intervention des forces armées. Les avions devront notamment fournir leur plan de vol précis, afficher clairement leur nationalité, et maintenir des communications radio. Le Japon a vivement réagi à l'annonce de Pékin en mettant en garde contre « une escalade » des tensions bilatérales autour de l'archipel, ce qui serait « très dangereux », selon un communiqué du gouvernement japonais. Les États-Unis se sont eux déclarés « profondément inquiets ».
La Corée du Sud a également exprimé ses « regrets », car la nouvelle zone inclut un rocher immergé appelé Ieodo, revendiqué par la Chine qui l'appelle Suyan. L'Australie a convoqué l'ambassadeur de Chine à Canberra pour protester.
Le 25 novembre, le Japon a convoqué l'ambassadeur de Chine pour protester contre la zone aérienne d'identification chinoise. Shinzō Abe a qualifié cette initiative chinoise de « dangereuse » : « Je suis très inquiet car c'est une chose très dangereuse qui peut conduire à un incident imprévisible ».
La Chine a à son tour convoqué l'ambassadeur du Japon à Pékin pour exprimer le « fort mécontentement de la Chine et sa protestation solennelle face aux exagérations irrationnelles » de Tokyo dans cette affaire.
Le 26 novembre, deux bombardiers américains B-52 ont pénétré dans la zone sans respecter les règles imposées par la Chine. Dans le même temps, les États-Unis, le Japon, la Corée du Sud, Taïwan et l'Australie ont fait savoir qu'ils ne reconnaissaient pas cette zone aérienne d'identification,.
Le 28 novembre, le Japon et la Corée du Sud ont commencé à faire des incursions aériennes dans la zone aérienne. Ce à quoi la Chine a commencé à répondre à partir du 29 novembre en envoyant des chasseurs.
Le 5 décembre, le croiseur lance-missiles américain USS Cowpens a été forcé de manœuvrer pour éviter d'entrer en collision avec un bâtiment de la marine chinoise qui lui avait coupé la route avant de s'arrêter. Le navire chinois amphibie s'est approché à moins de 500 mètres du bateau américain. D'ailleurs, l'USS Cowpens se trouvait « dans les environs » du nouveau porte-avions chinois Liaoning, quand l'incident s'est produit.
Le 26 décembre, Shinzō Abe s'est rendu au sanctuaire Yasukuni, une première depuis 2006, ce qui a provoqué un tollé en Chine. Cette visite a immédiatement conduit à la convocation par Pékin de l'ambassadeur Japonais en Chine. Le quotidien à gros tirage Huanqiu Shibao a émis la proposition de dresser une liste noire des politiciens japonais s'étant rendus au Yasukuni et de ne pas les accueillir en Chine pendant cinq ans. Le 20 décembre, les autorités chinoises ont annoncé ne plus vouloir recevoir le Premier ministre japonais. « M. Abe a fermé lui-même la grande porte du dialogue avec les dirigeants chinois, le peuple chinois ne l'accueillera pas. Ce que doit faire M. Abe maintenant est de reconnaître ses erreurs devant le gouvernement et le peuple chinois et de prendre une nouvelle voie ».
En bilan, l'année 2013 a été désastreuse pour les relations sino-japonaises. Au cours de l'année 2013, la Chine a en moyenne conduit plus de quatre patrouilles dans les eaux territoriales des îles Senkaku. De plus, un nombre record d'avions japonais ont dû décoller au cours de l'année.
Le 19 janvier 2014, Shinzō Abe a appelé la Chine et la Corée du Sud à un sommet pour avoir des discussions « franches » et résoudre les tensions nées de disputes territoriales ou liées à l'histoire.
Le 20 janvier 2014, Tokyo a protesté contre l'édification à Harbin, en Chine, d'un monument à la mémoire d'un Coréen ayant assassiné de plusieurs balles, en 1909, le résident-général de Corée Itō Hirobumi. En effet, le mémorial rend hommage à An Jung-geun, jeune nationaliste meurtrier de l'ex-Premier ministre japonais. Le jeune homme est mort pendu par les Japonais en 1910, année où l'archipel a annexé la Corée. Yoshihide Suga, secrétaire général du Cabinet et porte parole du gouvernement, a déclaré que « Cette initiative coordonnée de la Chine et de la Corée du Sud fondée sur une vision orientée [de l'histoire] ne contribue pas à la paix et à la stabilité » en Asie. An Jung-geun a été qualifié de « terroriste ». Au contraire, le ministère sud-coréen des Affaires étrangères a fait l'éloge d'« un personnage respecté à la fois en Corée du Sud et en Chine » pour avoir accompli un « acte courageux ».
Le 22 janvier, alors qu'il était chargé d'ouvrir Forum économique mondial de Davos, Shinzō Abe a été questionné sur les relations entre le Japon et la Chine. Il a expliqué que « Malheureusement, nous n'avons aucune feuille de route explicite avec la Chine. Un conflit ou une dispute peut très bien se produire tout d'un coup, par hasard. Il nous faudrait un canal de communication militaire. » De plus, Shinzō Abe a jugé que son pays et la Chine étaient dans une situation comparable à celle de l'Allemagne et de la Grande-Bretagne d'avant 1914. Ces deux pays étaient alors étroitement liés économiquement ; mais l'étroitesse de ces liens n'a pas empêché, notamment en raison d'une forte rivalité, le déclenchement de la Première Guerre mondiale. Cette situation rappelle celle de la Chine et du Japon, étroitement liés économiquement mais rivaux politiquement.
Une information plus inquiétante encore a été la déclaration d'un haut responsable chinois qui aurait suggéré en privé à Davos la possibilité que la Chine se lance dans une petite opération « chirurgicale » consistant à envahir les îles Senkaku.
Le ministère de l'Éducation, de la Culture, des Sports, des Sciences et de la Technologie du Japon a décidé le 28 janvier d'établir, dans les manuels scolaires japonais, la souveraineté japonaise sur les îles Senkaku. Parallèlement, la Chine a poursuivi une campagne de propagande à l'encontre du Japon à l'échelle mondiale avec plusieurs ambassadeurs chinois critiquant ouvertement le Japon.
En mars 2014, au cours de sa tournée en Europe, Xi Jinping a souhaité s'exprimer au Mémorial de l'Holocauste à Berlin, accompagné d'Angela Merkel, ou, à défaut, à la Neue Wache, un monument de l'avenue Unter den Linden commémorant les victimes de la guerre et de la tyrannie. Il souhaitait profiter de ce discours pour louer la repentance allemande et critiquer ouvertement le Japon, mais Angela Merkel a refusé ces deux options, afin que l'Allemagne ne soit pas instrumentalisée dans une dispute entre la Chine et le Japon. Le 24 mars, en marge du sommet sur la sûreté nucléaire à La Haye, Xi Jinping a rencontré Park Geun-hye. Il a alors expliqué qu'il a personnellement appuyé la construction d'un mémorial rendant hommage à An Jung-geun qui avait assassiné Itō Hirobumi. Pour Tokyo, ce mémorial rend hommage à un « terroriste ».
Le 8 avril, un pro-japonais proche de Xi Jinping, Hu Deping, s'est rendu au Japon pour rencontrer le secrétaire général du Cabinet, Yoshihide Suga, et le ministre des Affaires étrangères Fumio Kishida.
De plus, la Chine n'a pas invité le Japon à la revue navale du Western Pacific Naval Symposium réunissant depuis 1987 toutes les marines de la région Asie-Pacifique. Cette année, c'était pour la première fois au tour de la Chine d'organiser cet évènement le 21 avril 2014. En réponse, les États-Unis ont annoncé qu'ils ne participeraient pas à la revue navale. Plusieurs autres pays dont l'Inde ont également protesté. La Chine a néanmoins nié le fait que le Japon n'ait été invité qu'à la conférence régulière.
Au cours de la conférence régulière du Western Pacific Naval Symposium, les pays participants dont le Japon, la Chine et les États-Unis ont signé un accord sur un code de conduite que les navires de guerre doivent adopter s'ils venaient à se rencontrer inopinément dans les eaux maritimes entourant la Chine, le Japon et l'Asie du Sud-Est. De plus, les dirigeants des marines japonaises et chinoises se sont rencontrés en marge du sommet. Les deux dirigeants se sont mis d'accord sur l'importance du code de conduite.
Mais le 21 avril, le tribunal maritime de Shanghai a fait saisir le Baosteel Emotion de la société japonaise de transport maritime Mitsui OSK Lines, à la suite d'un différend datant de 1936. À l'époque, le prédécesseur de Mitsui OSK, Daido Shipping, avait loué des bateaux de la société chinoise Zhongwei Shipping réquisitionnés par la marine japonaise. Face à cette saisie sans précédent dans l'histoire entre les deux pays, le gouvernement japonais a expliqué que cette affaire pourrait menacer les fondements de sa relation « normalisée » avec la Chine depuis 1972. Cela pourrait notamment « dissuader des entreprises japonaises de travailler en Chine », ce au moment où les investissements japonais en Chine chutent à cause d'un rapport de voisinage délétère au profit des pays de l'ASEAN et du Japon lui-même (plusieurs entreprises annonçant un rapatriement de leurs productions au Japon). Mitsui OSK Lines a été contraint de payer 2,9 milliards de yens (21 millions d'euros) de dommages et intérêts pour récupérer son navire. Le 22 avril, près de 150 parlementaires japonais ainsi que le ministre des Affaires intérieures Yoshitaka Shindō se sont rendus au sanctuaire Yasukuni. Shinzō Abe ne s'y est pas rendu mais a offert un arbre sacré au Yasukuni.
Le 24 avril, alors qu'il était au Japon pour une visite d’État, Barack Obama a déclaré que traité de défense nippo-américain couvrait aussi les îles Senkaku. Il a également expliqué que les États-Unis s'opposaient à toute tentative de porter atteinte au contrôle par le Japon des îles Senkaku. La Chine a vivement critiqué ces propos du président américain.
Cependant, la fréquence des incursions de bateaux chinois dans les eaux territoriales entourant les îles Senkaku a baissé. Le 15 avril, le vice-Premier ministre Wang Yang a reçu une délégation de politiciens japonais menée par Yōhei Kōno. Il leur avait alors expliqué que la Chine était sérieuse dans sa volonté d'améliorer les relations avec le Japon. De plus, le 24 avril, le gouverneur de Tokyo Yōichi Masuzoe a été chaleureusement reçu, avec le soutien d'Abe, par le maire de Pékin, Wang Anshun, qui l'avait invité. Au cours de la visite, l'ancien conseiller d’État Tang Jiaxuan, qui a rencontré Yōichi Masuzoe, a appelé la Chine et le Japon à améliorer leurs relations. Plusieurs experts ont considéré que ces visites étaient les signes d'un possible dégel dans les relations entre la Chine et le Japon, surtout après la visite de Hu Deping, proche de Xi Jinping, au Japon.

##### Approfondissement des relations avec l'Inde

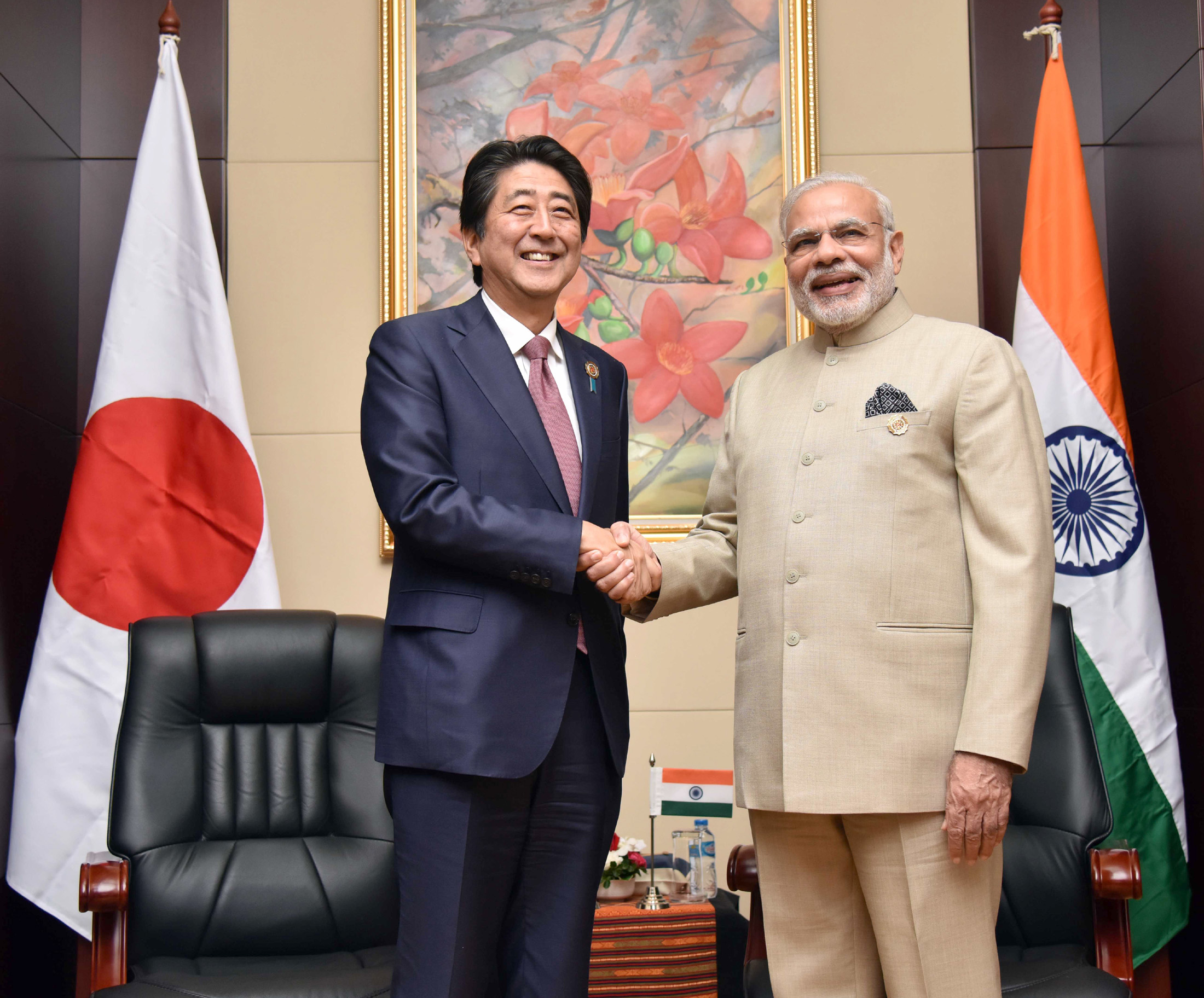
Rencontre entre le Premier ministre de l'Inde Narendra Modi et Shinzō Abe en septembre 2016.

Shinzō Abe, qui au cours de son premier mandat en tant que Premier ministre avait œuvré à la consolidation de l'alliance avec l'Inde sur le plan économique, militaire et politique, a reçu le Premier ministre indien Manmohan Singh à Tokyo du 27 au 30 mai 2013. Dès son arrivée au Japon, Manmohan Singh a déclaré aux médias que « l'Inde et le Japon ont conclu un partenariat stratégique et global. » Il a ajouté : « Nous avons énormément de possibilité pour enrichir notre relation, approfondir et embellir nos relations économiques, politiques et sécuritaires. » Concernant la dégradation des relations avec la Chine, il a déclaré que « l'Inde et le Japon sont deux pays maritimes importants. Par conséquent, la sécurité des voies maritimes de communication, surtout celles des océans Indien et Pacifique, est vitale pour nos deux pays ».
Au cours du sommet, Singh et Abe ont approfondi la coopération entre les deux pays sur le plan énergétique. En effet, les deux pays ont avancé vers la signature d'un pacte de coopération nucléaire qui permettrait aux entreprises japonaises d'exporter leurs technologies nucléaires en Inde, qui a du mal à faire face à une demande croissante en consommation énergétique de la part de sa population. Un tel accord avait du mal à être signé en raison des réticences japonaises à exporter la technologie nucléaire vers un pays n'ayant pas signé le Traité sur la non-prolifération des armes nucléaires. L'Inde s'est cependant engagée à une stricte utilisation des technologies nucléaires japonaises mettant de côté toute tentative de les utiliser à des fins militaires.
Les deux dirigeants se sont également mis d'accord pour mener des exercices maritimes conjoints entre la marine indienne et la Force maritime d'autodéfense japonaise plus régulièrement.
Le Japon s'est aussi engagé à continuer de fournir une aide publique au développement d'un montant important pour la construction d'infrastructures sociales.
Aussi, les deux pays ont réitéré leur coopération pour une refonte du Conseil de sécurité des Nations unies afin que le Japon, l'Inde, le Brésil et l'Allemagne obtiennent un siège permanent.
Le 29 novembre 2013, l'empereur du Japon Akihito et l'impératrice Michiko Shōda se sont rendus en Inde pour une visite d'une semaine afin de renforcer les relations entre les deux pays. C'est la première fois depuis 1960 qu'Akihito, qui était alors prince héritier, se rend en Inde. Il s'agissait de fêter les 60 ans de l'établissement des relations diplomatiques entre les deux pays. Ils y ont notamment rencontré le président indien Pranab Mukherjee et le Premier ministre Manmohan Singh.
Le 25 janvier 2014, Shinzō Abe s'est rendu en Inde afin de renforcer la coopération nippo-indienne. Les deux pays ont affirmé qu'ils avaient l'intention de renforcer leurs relations dans un contexte d'affirmation de la puissance chinoise ; ils ont également avancé dans leurs négociations concernant le partenariat dans le domaine du nucléaire. De plus, l'Inde a exprimé son intérêt dans l'achat d'un avion amphibie produit au Japon. Shinzō Abe et Manmohan Singh ont signé un accord énergétique ainsi qu'un accord dans le domaine des télécommunications. De plus, ils ont signé un accord pour augmenter le nombre de manœuvres navales conjointes. Abe a annoncé un prêt de 2 milliards de dollars à l'Inde afin d'étendre le réseau ferroviaire de la capitale indienne. Shinzō Abe a également été invité à participer le lendemain au défilé militaire de la Fête de la République aux côtés du président indien Pranab Mukherjee et du Premier ministre Manmohan Singh. New Delhi n'invite à ce défilé que les dirigeants des pays qu'elle juge les plus importants. Ce sommet de 3 jours a vivement inquiété la Chine qui a tenté par la suite de le rabaisser dans la presse nationale.

##### Rapprochement avec la Russie

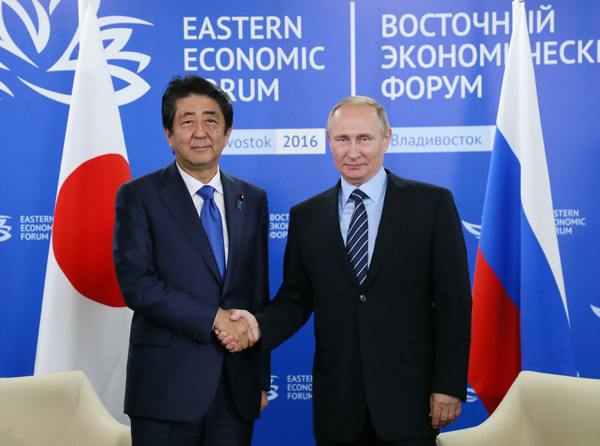
Shinzō Abe avec le président russe, Vladimir Poutine lors du Forum économique oriental (2016).

Peu après son retour au pouvoir en mars 2012, Vladimir Poutine a déclaré qu'il était possible de « restituer au Japonais deux des quatre îles Kouriles revendiquées ».
Du 28 au 30 avril 2013 a eu lieu la première visite officielle en dix ans d'un chef du gouvernement japonais en Russie : Shinzō Abe a été reçu par Vladimir Poutine à Moscou. Juste avant le sommet, Abe a déclaré qu'il avait l'intention de relancer les négociations interrompues sur le problème territorial des îles Kouriles. Au cours du sommet, Abe a de plus été accompagné par une centaine de leaders du monde des affaires japonais. Il s'agissait de la délégation la plus importante de toute l'histoire des visites à Moscou. Shinzō Abe a déclaré qu'il était anormal qu'il n'y ait toujours pas de traité de paix entre le Japon et la Russie.
Au cours de la rencontre entre Poutine et Abe, les deux pays ont annoncé leur volonté de conclure un accord de paix. Ils ont dans ce but décidé de reprendre les négociations autour des îles Kouriles afin de trouver une solution mutuellement acceptable. Les deux dirigeants ont également critiqué le comportement de la Corée du Nord et ont appelé à la poursuite des efforts pour reprendre les pourparlers à six. Les deux pays ont dans le même temps signé un accord de coopération et d’échange d’informations entre les services de renseignement financier chargés des problèmes de blanchiment d'argent et de financement du terrorisme.
Au cours du sommet, le Japon et la Russie ont signé un accord de coopération économique, notamment dans l’Extrême-Orient russe et la Sibérie orientale. Il a également été question d'échanges sur le développement des infrastructures, de l’agriculture, de l’industrie médicale et des technologies environnementales. La Russie a promis d'attirer les investisseurs japonais sur son territoire en leur proposant des conditions des plus confortables,. Poutine a également annoncé que Gazprom était prêt à aider le Japon dans toutes nouvelles constructions destinées à ses importations gazières, enjeu extrêmement important alors que le Japon est le premier importateur mondial de gaz naturel liquéfié (GNL) et qu'il cherche depuis l'accident nucléaire de Fukushima à diversifier ses importations d'hydrocarbures et à réduire leur coût.
Shinzō Abe et Vladimir Poutine ont signé une déclaration commune, comprenant 53 points ainsi que nombre d’accords intergouvernementaux et de contrats importants.
Shinzō Abe et Vladimir Poutine se sont rencontrés une deuxième fois, en marge du sommet du G8 le 17 juin. Ils se sont entendus pour que les gouvernements des deux pays tiennent des négociations au niveau vice-ministériel sur le différend territorial. Ils se sont également mis d'accord pour que le ministre russe des Affaires étrangères Sergueï Lavrov se rende au Japon à l'automne 2013 afin d'avancer les négociations.
Au cours du sommet du G20 à Saint-Pétersbourg, le 5 septembre, Shinzō Abe et Vladimir Poutine se sont une troisième fois rencontrés pour évoquer les relations économiques bilatérales et la conclusion d'un traité de paix entre les deux pays. Ils se sont entendus sur la tenue de consultations réunissant les ministres des Affaires étrangères et de la Défense des deux pays, c'est-à-dire sur l'organisation du premier sommet « 2+2 » entre les deux pays. Les deux dirigeants se sont également mis d'accord sur une participation élargie des entreprises japonaises à la mise en place d'usines de liquéfaction de gaz naturel, à la construction de raffineries de pétrole et à la modernisation de gazoducs en Russie. Les deux dirigeants se sont de plus mis d'accord sur le respect du principe en vigueur au judo du « hikiwake », c'est-à-dire pas de gagnant, pas de perdant, afin de résoudre le contentieux territorial des îles Kouriles.
Le 10 septembre, Shinzō Abe s'est prononcé en faveur de la proposition russe de placer sous contrôle international les armes chimiques de Syrie.
Le 2 novembre, au cours de l'historique sommet « 2+2 », les ministres de la Défense et des Affaires étrangères du Japon et de la Russie sont convenus de renforcer leur coopération bilatérale dans le domaine de la sécurité, et notamment d'organiser des manœuvres militaires communes pour lutter contre le terrorisme et la piraterie maritime. Fumio Kishida, ministre des Affaires étrangères, et Itsunori Onodera, ministre de la Défense, ont rencontré leurs homologues russes Sergueï Lavrov et Sergueï Shoigu à Tokyo. Ils se sont mis d'accord pour mener des exercices conjoints entre les Forces japonaises d'autodéfense et la marine russe pour l'entraînement à la lutte contre les terroristes et les pirates. Ils ont également convenu de tenir des discussions de travail pour répondre aux cyberattaques tout en accélérant les autres discussions sur la sécurité et la défense, y compris avec des rencontres de niveau ministériel. Les deux pays ont également convenu de tenir des consultations supplémentaires sur la défense antimissile américaine au Japon. Ils ont également entamé des discussions pour mettre en place un régime sans visas pour les voyages de court séjour,,. Les deux pays ont de plus annoncé l'organisation au début de l'année 2014 (fin janvier, début février) d'une rencontre au niveau des vice-ministres des Affaires étrangères dans l'espoir de faire des progrès sur la question de souveraineté des îles Kouriles. Il a été prévu que Fumio Kishida se rende en Russie au printemps 2014.
Le 17 janvier 2014, Shinzō Abe a annoncé qu'il sera présent à la cérémonie d'ouverture des Jeux olympiques d'hiver de 2014 à Sotchi le 7 février alors même que plusieurs voix se sont élevées en Occident pour appeler au boycott des Jeux de Sotchi en raison de la loi russe limitant les droits des homosexuels. La plupart des dirigeants occidentaux ont ainsi annoncé qu'ils n'y participeraient pas. Shinzō Abe s'est effectivement rendu à la cérémonie d'ouverture et a le lendemain eu un sommet avec Vladimir Poutine.
Au cours de cette cinquième rencontre entre Abe et Poutine, les deux dirigeants ont poursuivi leurs négociations secrètes afin de régler le conflit territorial des îles Kouriles et signer un traité de paix entre les deux pays. Abe a d'ailleurs déclaré que les négociations avancent très rapidement et que Tokyo fera tout pour conserver cette allure.
Mais après le mouvement contestataire de 2013-2014 en Ukraine qui a entraîné la crise de Crimée, les États-Unis ont menacé la Russie de la mise en place de sanctions économiques à son encontre. Le Japon a tout comme les autres pays du G7 signé un communiqué annonçant la suspension des réunions préparatoires au G8 prévu en juin 2014 à Sotchi. Mais le gouvernement Abe, qui n'avait pas adopté de position claire face à la crise en raison du rapprochement qu'il tentait d'opérer avec la Russie en vue de la signature d'un traité de paix, a montré ses réticences face à la mise en place de sanctions économiques. Sur le sujet, Barack Obama et Shinzō Abe ont eu un entretien téléphonique de plus de quarante minutes le 6 mars 2014. Obama a en effet eu la volonté de créer une coalition pour se montrer ferme face à la Russie. Le ministre japonais des Finances Tarō Asō et le secrétaire au Trésor des États-Unis, Jacob Lew, se sont mis d'accord pour accorder autant d'aides financières que nécessaire par le biais du FMI à l'Ukraine. Le 18 mars, dans la foulée de l'Occident, le Japon décide finalement de sanctionner la Russie. Le Japon a ainsi refusé de reconnaître le référendum sur le rattachement de la Crimée à la Russie et a suspendu les négociations sur l’assouplissement des mesures d’octroi de visas. Le Japon ne débutera pas non plus les négociations qui étaient prévues avec la Russie sur un accord spatial. Ces sanctions adoptées par le Japon sont néanmoins largement moins poussées que celles adoptées par les pays occidentaux.
Au cours du sommet du G7 en marge du sommet sur la sécurité nucléaire à La Haye se tenant les 24 et 25 mars 2014, Shinzō Abe a annoncé une aide à l'Ukraine de 1,5 milliard de dollars (une aide dont le montant est supérieur à toutes les autres). Il a également profité du sommet pour expliquer aux dirigeants occidentaux que la Chine était en train d'essayer de faire la même chose que la Russie en Asie, c'est-à-dire changer la statu quo par la force en Asie du Sud-Est mais aussi à propos des îles Senkaku. Cette déclaration d'Abe a provoqué la colère de la Chine.
En avril 2014, sous la pression des États-Unis, les autorités japonaises ont décidé d'annuler une visite officielle en Russie du ministre japonais des Affaires étrangères Fumio Kishida. Le 29 avril 2014, à la suite des pays occidentaux, le Japon a annoncé de nouvelles sanctions envers la Russie consistant en l'interdiction d'entrer sur le territoire japonais de 23 fonctionnaires du gouvernement russe « impliqués dans la violation de la souveraineté de l’Ukraine ». La Russie a exprimé sa déception face à de telles sanctions adoptées par le Japon.
Du 29 avril au 7 mai 2014, Shinzō Abe a effectué une tournée en Europe, se rendant successivement en Allemagne, en Angleterre, au Portugal, en Espagne, en France et en Belgique. Au cours de cette tournée visant à approfondir les relations économiques et militaires entre le Japon et l'Union européenne, Abe a affirmé que l'annexion unilatérale par la Russie de la péninsule de Crimée violait les lois internationales. Ce faisant, il a obtenu des dirigeants européens qu'ils affirment, en référence à la Chine, que les différends « doivent être résolus de manière pacifique et selon la loi internationale, et non par la force ou la coercition ». Ils ont appelé à assurer la liberté de navigation dans et au-dessus des mers.
Mais en mai 2014, sans que les États-Unis soient prévenus, Shinzō Abe a envoyé le secrétaire général du Secrétariat de la sécurité nationale, Shōtarō Yachi, en Russie pour s'entretenir avec l'entourage de Vladimir Poutine. Le 24 mai, Vladimir Poutine a expliqué qu'il a été surpris par les sanctions du Japon. Il a cependant ajouté que pour lui l'amélioration des relations avec le Japon était une priorité, et qu'il souhaitait régler le contentieux relatif aux îles Kouriles de sorte que les deux pays soient satisfaits et qu'ainsi un traité de paix soit enfin signé. Le 28 mai 2014, Poutine a déclaré qu'il se rendrait au sommet prévu de longue date entre lui et Abe au Japon à l'automne 2014.
Le 2 juin 2014, le Japon a reçu le président de la Douma russe et proche de Vladimir Poutine, Sergey Narychkine, pour promouvoir les relations entre le Japon et la Russie. Or, ce dernier est ciblé par les sanctions des États-Unis. Au cours de cette visite, Sergey Narychkine a rencontré plusieurs hauts responsables japonais. Les États-Unis étaient irrités par cette décision du Japon et le fait que celui-ci se soit montré peu enclin à sanctionner sérieusement la Russie.

##### Accord historique avec la république de Chine (Taïwan)
Le 25 septembre 2012, 81 chalutiers taïwanais accompagnés d'une dizaine de patrouilleurs des garde-côtes taïwanais se sont rendus au large des îles Senkaku (en chinois Diaoyu), dans le but affirmé de défendre, face au Japon, la souveraineté de la république de Chine (Taïwan) sur ces îles ainsi que les droits de pêche de Taïwan dans la zone. S'en est ensuivit un accrochage avec les garde-côtes japonais, qui ont fait usage de canons à eau. Le président taïwanais Ma Ying-jeou a apporté un soutien sans réserve à cette action, comme l'ont indiqué ses services dans un communiqué. Le Japon a déposé officiellement une protestation auprès de Taïwan.
Cependant, le Japon et Taïwan sont parvenus le 10 avril 2013 à conclure un accord historique sur les droits de pêche dont il était question depuis de longues années. Officiellement, l'accord a été signé par l’Association japonaise pour les échanges (Kōryū kyōkai) et l’Association taïwanaise pour les relations en Asie de l’Est. Shinzō Abe avait alors souhaité empêcher la Chine et Taïwan de s’unir contre le Japon sur la question des Senkaku. L'accord signé entre les deux pays définit les droits respectifs du Japon et de Taïwan en matière de pêche dans une zone de 74 000 km2 située au sud du 27e parallèle nord, autour des Senkaku, à l’exclusion toutefois des eaux territoriales entourant les dites îles dans un rayon de 12 milles marins. Plus précisément, il définit les zones où les Japonais et les Taïwanais sont autorisés à pêcher en toute liberté et met en place une zone spéciale où les bateaux taïwanais conformes aux règles stipulées par l’accord ne seront plus contrôlés par les autorités japonaises. Cette zone spéciale est bien plus large que celle définie provisoirement par Taïwan en 2003. L'accord crée également la Commission commune des pêches du Japon et de Taïwan par laquelle toutes les négociations futures se feront. Cependant, cet accord ne résout pas les questions de souveraineté territoriale.

##### Pragmatisme vis-à-vis de la Corée du Nord

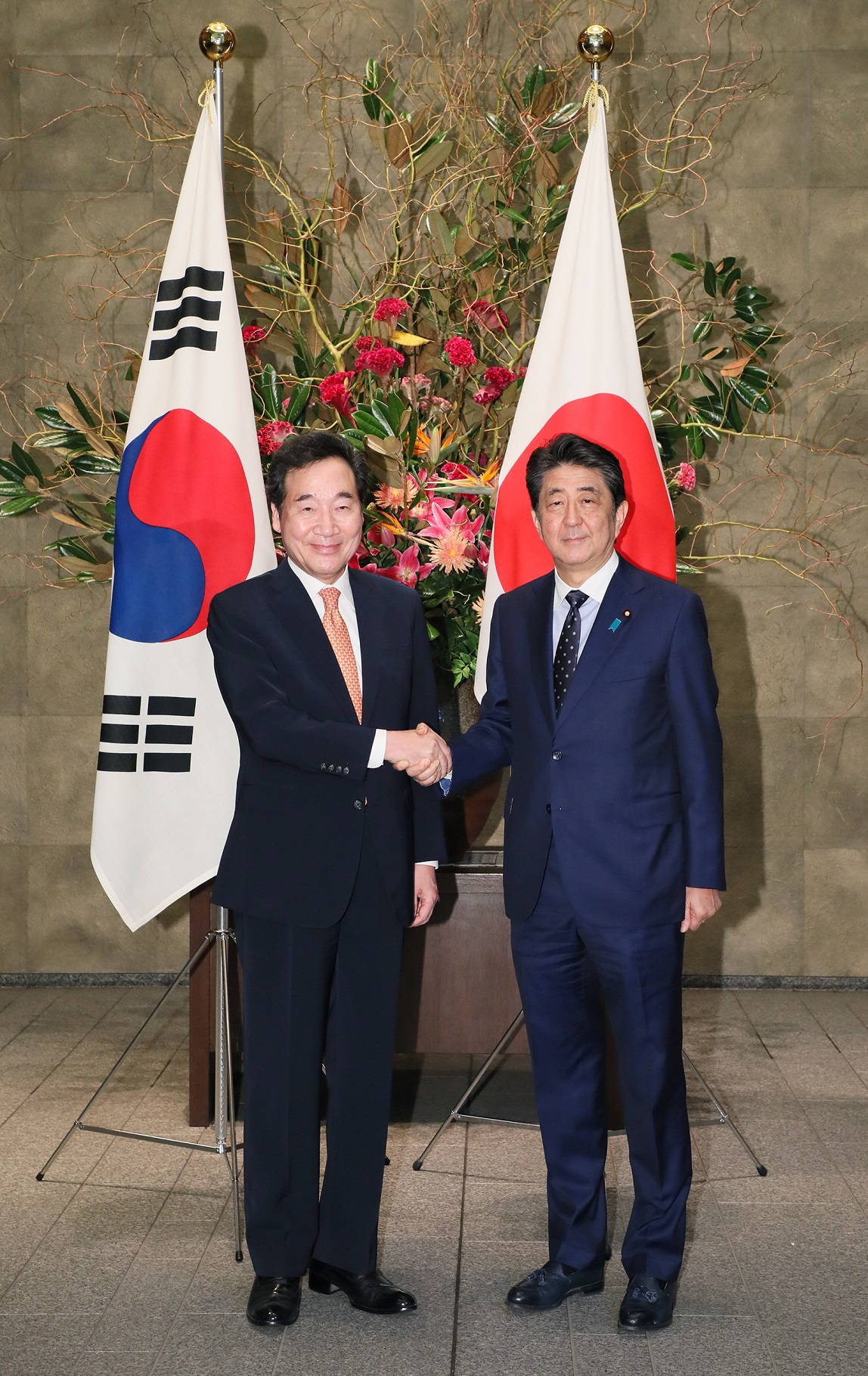
Shinzō Abe le premier ministre sud-coréen Lee Nak-yon (24 octobre 2019).

À la surprise de la Corée du Sud, des États-Unis et de la Chine, Shinzō Abe a envoyé, de manière unilatérale, son conseiller Isao Ijima à Pyongyang le 14 mai 2013. Isao Ijima avait déjà organisé les deux sommets de Jun'ichirō Koizumi avec Kim Jong-il en Corée du Nord en 2002 et en 2004. Isao Ijima est resté toute la semaine à Pyongyang. Le lendemain, Shinzō Abe s'est dit favorable à un sommet sous condition avec le dirigeant nord-coréen Kim Jong-Un. Shinzō Abe a ainsi expliqué devant la chambre haute : « Si un sommet est considéré comme un moyen important de travailler à la résolution du problème des kidnappés, nous devons naturellement le prendre en compte dans nos négociations avec les Nord-Coréens ».
D'après Toshio Miyatsuka, de l'Université de Yamanashi, la visite d'Isao Iijima « constitue probablement un travail d'approche visant à relancer des pourparlers, au moment où la Corée du Nord recherche d'autres interlocuteurs compte tenu de la sévérité accrue de la Chine à son égard ».
Cette décision unilatérale a été vivement critiquée par la Corée du Sud qui a qualifié cette mesure d'« inutile » et de menace pour le front uni qu'il serait nécessaire d'afficher face à Pyongyang. En réponse, Akira Amari a déclaré que « le Japon a une affaire extrêmement importante (à régler), qui ne relève pas de l'intérêt des autres pays » en faisant référence aux Japonais enlevés dans les années 1970 par la Corée du Nord.
Cependant, malgré cette ouverture, face aux provocations de la Corée du Nord, Shinzō Abe s'est montré très ferme. Après le troisième essai nucléaire de la Corée du Nord le 12 février, Shinzō Abe et Barack Obama se sont mis d'accord le 22 février à Washington pour mener « des actes forts » contre la Corée du Nord. « Nous ne pouvons pas tolérer les actes de la Corée du Nord, comme le lancement de missiles et un essai nucléaire », a affirmé Shinzō Abe. Le 7 mars 2013, le Conseil de sécurité des Nations unies a voté la résolution proposée par Washington et Tokyo : les sanctions contre la Corée du Nord sont alors étendues. Ces sanctions visent à tarir les sources de financement utilisées par la Corée du Nord pour nourrir ses ambitions militaires et balistiques. De plus, la résolution met sous surveillance les diplomates nord-coréens et élargit une liste noire de particuliers et d'entreprises soumis à des gels d'avoirs ou à des interdictions de voyager. Elle définit aussi plus précisément une série de produits de luxe que les dignitaires du régime communiste ne seront pas autorisés à se procurer, et rend obligatoires des inspections de cargaisons suspectes en provenance ou à destination de la Corée du Nord.
Ces sanctions ainsi que le déploiement par le Japon de son bouclier antimissile en prévision d'en éventuel tir nord-coréen, avec notamment l'installation missiles Patriot au centre et autour de Tokyo ainsi que le déploiement en mer du Japon des destroyers équipés du système radar Aegis et de moyens d'interception, ont conduit la Corée du Nord à menacer de plonger le Japon « dans des flammes nucléaires », le 12 avril.

##### Enjeu stratégique de l'ASEAN

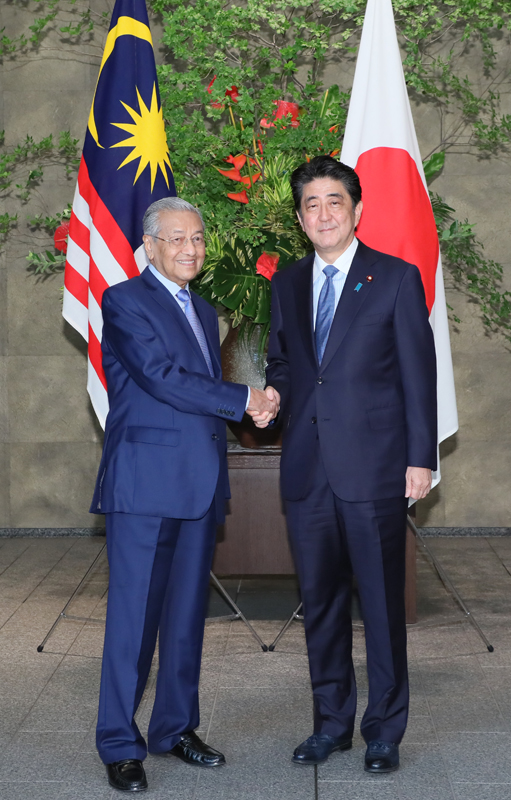
Shinzō Abe et le Premier ministre malaisien Mahathir Mohamad (2018).

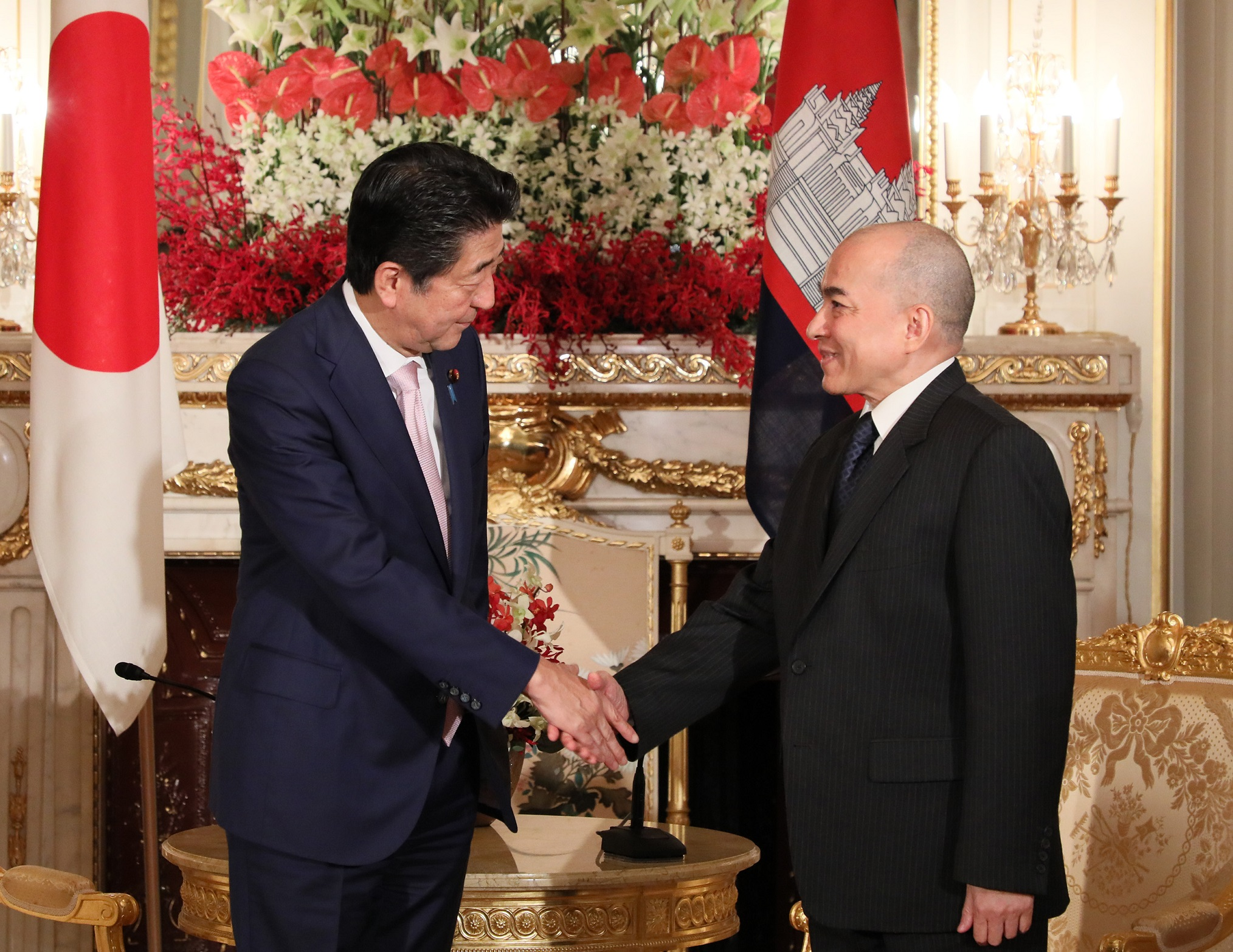
Shinzō Abe avec le roi Norodom Sihamoni du Cambodge (2019).

Shinzō Abe a effectué son premier voyage à l'étranger du 16 au 18 janvier 2013 au Viêt Nam, en Thaïlande et en Indonésie. Au Viêt Nam, Shinzō Abe et Nguyễn Tấn Dũng se sont mis d'accord sur un accord de développement de la coopération dans le domaine des infrastructures, tels les projets de constructions nucléaires et d’autoroutes, et celui des investissements commerciaux, par exemple pour l’exploitation des terres rares. Face à la Chine, le Japon et le Viêt nam ont affirmé que « tous les conflits et différends territoriaux doivent être résolus par des négociations pacifiques sur la base du droit international » et donc qu'ils sont opposés « à toute modification de la situation actuelle par la force ». En Thaïlande, le 17 janvier, Shinzō Abe a rencontré la Première ministre thaïlandaise Yingluck Shinawatra. Les deux dirigeants se sont mis d'accord sur la participation des entreprises japonaises aux projets d’infrastructures comme ceux de traitement des eaux en Thaïlande, du train à grande vitesse, ainsi que le projet de développement de la zone économique spéciale de Dawei en Birmanie.
Le 18 janvier, Shinzō Abe a rencontré le président indonésien Susilo Bambang Yudhoyono. Les deux pays se sont mis d'accord sur l'approfondissement des relations sur le plan économique, politique et militaire. Shinzō Abe a également obtenu plusieurs contrats sur le plan des projets d'infrastructures. Au cours de ces trois voyages, Shinzō Abe s'est déplacé avec une centaine de chefs d'entreprises.
Mais avant ce voyage de Shinzō Abe, le 3 janvier, le vice-Premier Ministre Tarō Asō s’était rendu en Birmanie. Il y avait rencontré le président Thein Sein à qui il a réitéré l’intention du Japon d’abandonner une partie de la dette de 500 milliards de yens que la Birmanie a envers le Japon, et à qui il a confirmé la volonté du Japon d’aider au développement de la Zone économique spéciale de Thilawa. De plus, entre le 9 et le 14 janvier, le ministre des Affaires Étrangères Fumio Kishida avait effectué une visite aux Philippines, à Singapour et en Australie. Il s'est également rendu au Brunei.
Le Quotidien du Peuple en Chine et le Dong-a Ilbo en Corée du Sud ont qualifié ces sommets de « tentative d’encerclement de la Chine ».
Du 24 au 26 mai, Shinzō Abe s'est rendu en Birmanie pour une visite historique dans ce pays en train de se dégager de décennies de dictature militaire et tentant de s'écarter de l'influence chinoise dans laquelle il était tombé en raison des sanctions des pays développés. Shinzō Abe a rencontré le président birman, Thein Sein, ainsi que Aung San Suu Kyi, figure de proue de l'opposition. Shinzō Abe a confirmé confirmé l'annulation de la dette birmane (2,9 milliards de dollars, soit 2,24 milliards d'euros) et s'est engagé à financer pour un demi-milliard de dollars des projets en infrastructures dont la création de la zone industrielle et portuaire de Thilawa, à 25 km au sud de Rangoun. Le projet, auquel le Japon doit en outre fournir une assistance de 2 milliards de dollars pour l'approvisionnement en eau, devrait être opérationnel dès 2015. Depuis la levée des sanctions pesant sur la Birmanie, les investisseurs se ruent vers ce pays et les investisseurs japonais sont en meilleure position.
Encouragées par les initiatives de Abe et l'émergence de la classe moyenne dans les pays de l'ASEAN, les entreprises japonaises ont dépensé entre janvier et juillet 2013 plus de 8,2 milliards de dollars dans la région pour des fusions et acquisitions, un nouveau record pour une année. Parmi ces opérations, Mitsubishi UFJ a annoncé l'acquisition de 75 % de son homologue thaïlandaise Bank of Ayudhya pour 5,6 milliards de dollars, tandis que Sumitomo Mitsui Banking dévoilait son intention d'acheter 40 % de l'indonésienne PT Bank Tabungan Pensiunan Nasional pour 1,5 milliard de dollars. Les entreprises japonaises ont parallèlement réalisé des investissements productifs dans la région. Toyota a ainsi dépensé 230 millions de dollars pour bâtir une deuxième usine de moteurs en Indonésie. En mars 2013, Toyota avait déjà inauguré une deuxième usine d'assemblage de voitures en Indonésie.
À Singapour, le 26 juillet, Shinzō Abe a rencontré le Premier ministre Lee Hsien Loong ainsi que le président Tony Tan Keng Yam. Les deux pays ont entamé des négociations pour renforcer l'accord sur les services aériens. Le Japon participera également avec Singapour à la création d'une zone industrielle à Chennai. Aux Philippines, le 27 juillet, Shinzō Abe a rencontré le président Benigno Aquino III. Il a transféré dix patrouilleurs maritimes des garde-côtes à la marine des Philippines au titre de la lutte anti-piraterie, grâce à l'assouplissement des trois principes qui encadrent strictement les exportations d'armes au Japon.
Le 1er octobre, un groupe d'experts conseillant Shinzō Abe a proposé de soutenir l'apprentissage de la langue japonaise dans les pays de l'ASEAN en augmentant le nombre d'enseignants de japonais à un moment ou de plus en plus d'étudiants décident d'apprendre le japonais dans la région. Le groupe d'experts a également proposé de coopérer avec les entreprises locales afin de créer des opportunités sur le marché du travail pour ceux qui ont étudié le japonais. Dans le même temps, le gouvernement doit soutenir la diffusion de la culture japonaise dans la région, notamment au moyen de l'exportation de dramas, de J-pop, d'émissions télévisées, de films, d'anime, de mangas et de mode japonaise.

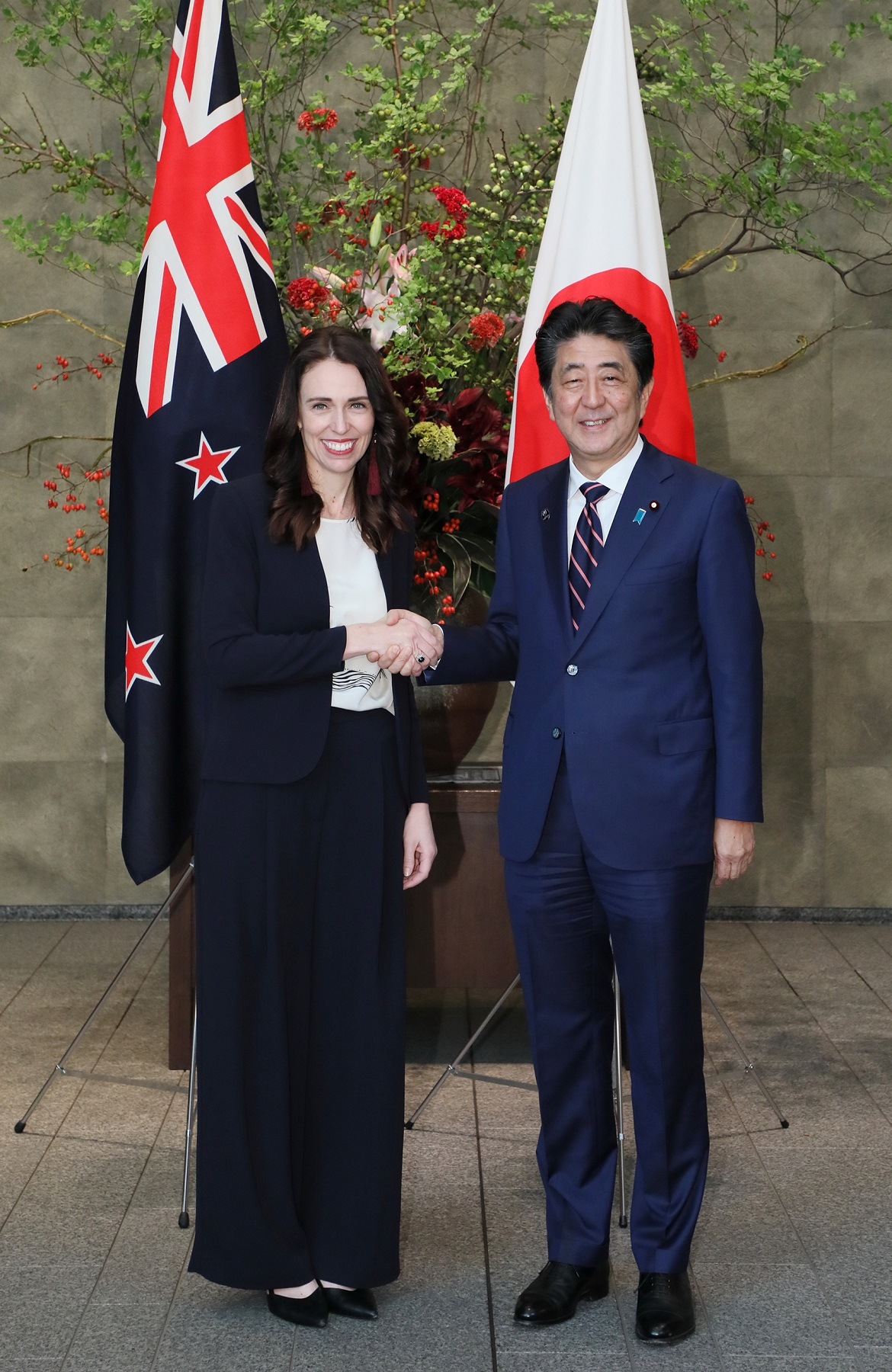
Shinzō Abe avec première ministre néo-zélandaise Jacinda Ardern (2019).

Après le passage du typhon Haiyan aux Philippines, le Japon a envoyé d'importants moyens militaires et civils. Une équipe de personnel médical japonais de 25 membres, appuyés par 50 soldats japonais, est arrivée sur l'île de Leyte le 13 novembre. Les Forces japonaises d'autodéfense ont envoyé le destroyer porte-hélicoptères Ise, un des deux plus grands navires de guerre japonais (197 mètres de long et 11 hélicoptères), le navire de transport Ōsumi et le navire de ravitaillement Towada, dix avions (sept appareils de transport C-130H, deux avions ravitailleurs KC-767 et un avion de soutien polyvalent U-4) et six hélicoptères de transport. L'ensemble de l'opération a conduit à la mobilisation de 1180 hommes. Cette opération est la plus importante mission militaire japonaise à l'étranger depuis la Seconde Guerre mondiale. De plus, hormis l'aide logistique et militaire, le Japon a prévu 52 millions de dollars d'aide contre 20 millions pour les États-Unis et 1,2 million pour la Chine.
Cette opération viserait à permettre de renforcer la coopération militaire avec les pays d'Asie, notamment face à la Chine.
Les 16 et 17 novembre, Shinzō Abe s'est rendu au Cambodge et au Laos, les deux derniers pays de l'ASEAN qu'il restait à visiter. Au cours de ces visites, il a principalement insisté sur la sécurité en Asie orientale. Shinzō Abe a obtenu le soutien du Laos concernant sa politique pour promouvoir la paix et la sécurité dans la région. Au Cambodge, il a rencontré Hun Sen qui a souligné l’importance de régler par des moyens pacifiques les disputes territoriales en Asie-Pacifique en mettant en place des lois, et en renforçant la sécurité maritime.
Les 13, 14 et 15 décembre, tous les dirigeants des pays de l'ASEAN, à l'exception de Yingluck Shinawatra faisant face à des problèmes intérieurs en Thaïlande, se sont rendus au Japon pour un sommet ASEAN-Japon.
Au cours du sommet, les dirigeants de l'ASEAN et le Japon ont appelé à la liberté de circulation dans l'espace aérien après la création par la Chine d'une zone d'identification aérienne. En s'appuyant sur les pays connaissant aussi des problèmes avec la Chine (Brunei, Viêt Nam, Malaisie, Philippines) ainsi qu'en négociant avec le Cambodge et le Laos, réputés plus proches de la Chine, le Japon obtenu le soutien des dix pays de l’ASEAN contre la stratégie chinoise. Les pays de l'ASEAN ont aussi appelé à une amélioration des relations entre la Chine et le Japon, jugées essentielles pour la stabilité de la région. Le Japon a signé un accord avec le Viêt Nam pour renforcer la coopération entre les garde-côtes des deux pays.
La croissance économique, vigoureuse dans cette région et dont le Japon voudrait profiter, a occupé une place importante dans les discussions. Le Japon a promis de fournir 14 milliards d'euros de dons et prêts, étalés sur cinq ans, au moment où les entreprises japonaises cherchent à se placer, particulièrement dans le domaine des infrastructures que l'Asie du Sud-Est veut moderniser. Le Japon a également signé des accords avec l'Indonésie, les Philippines et Singapour pour étendre les accords swap de devises : de 12 milliards de dollars à 23 milliards de dollars avec l'Indonésie, à 12 milliards de dollars avec les Philippines et à 3 milliards de dollars avec Singapour. Avec la Birmanie, le Japon a signé un accord pour garantir des conditions préférentielles aux entreprises japonaises voulant investir dans ce pays en pleine phase d'ouverture.
La Chine a rapidement exprimé son irritation. Le porte-parole du ministère chinois des Affaires étrangères, Hong Lei, a déclaré : « Nous exprimons notre vif mécontentement à l'égard du leader japonais qui profite d'une réunion internationale pour faire des remarques diffamatoires sur la Chine ». Cette « tentative de promouvoir un double standard et duper l'opinion publique internationale est vouée à l'échec », a-t-il ajouté, soulignant que c'est le Japon et non la Chine qui a « modifié unilatéralement le statu quo sur les îles Diaoyu ».

##### Tournant des relations nippo-africaines

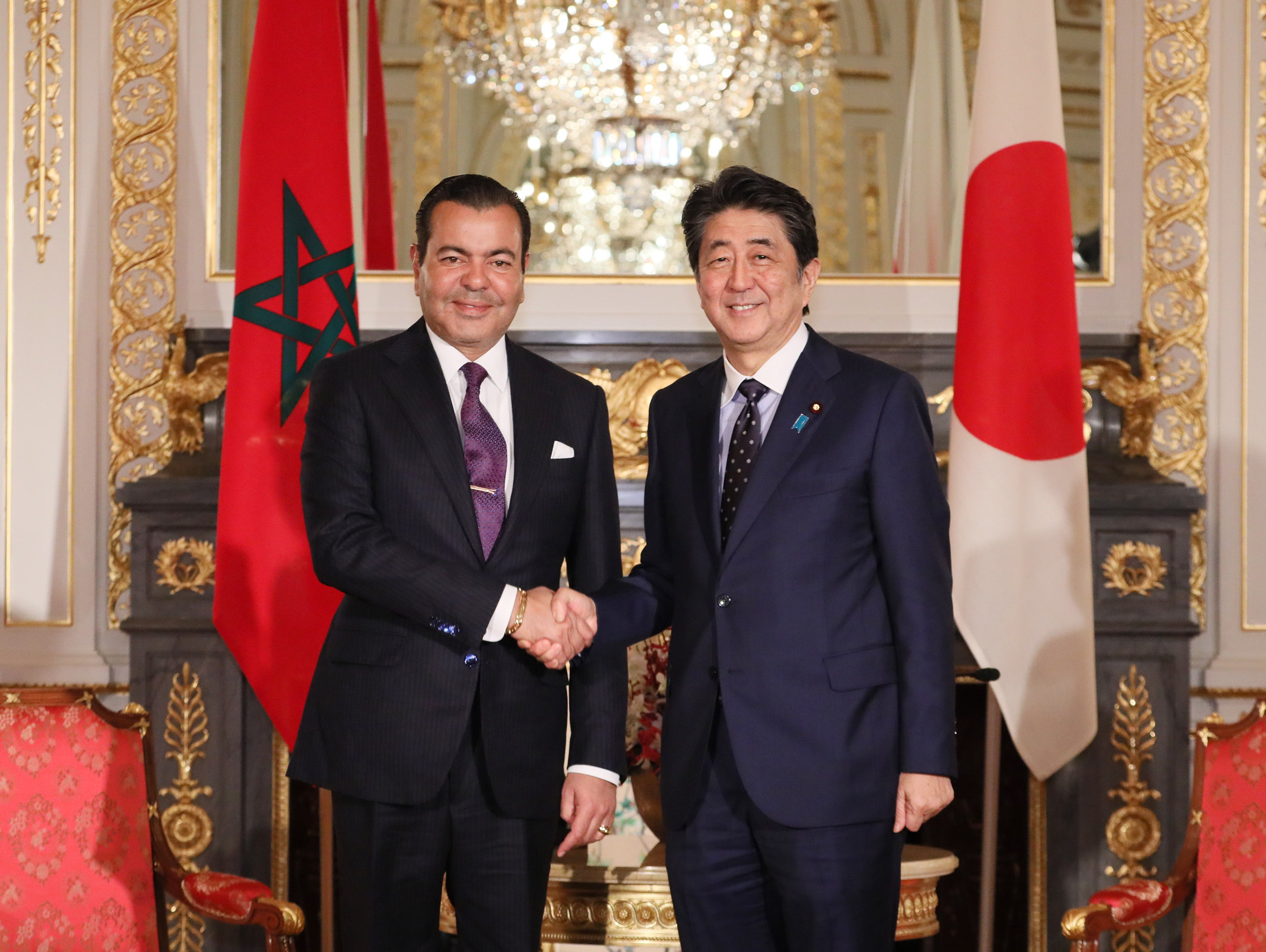
Shinzō Abe avec le prince marocain Rachid ben El-Hassan Alaoui (2019).

Le 1er juin 2013, la 5e Conférence internationale de Tokyo sur le développement de l'Afrique (TICAD V) s'est ouverte à Yokohama où Shinzō Abe a accueilli 40 dirigeants africains. Le sommet s'est terminé le 3 juin 2013 avec la déclaration de Yokohama 2013. Selon Pascal Canfin, le ministre chargé du développement, ce sommet a été l'occasion pour le Japon de montrer qu'il avait les moyens de rivaliser sur le continent africain « aujourd'hui mondialisé » face à la Chine ou encore l'Inde et la Corée du Sud. Pour la première fois depuis sa création, la TICAD a été coorganisé avec la Commission de l'Union africaine, signe que le forum n'est plus unilatéral. Le Japon a pris plusieurs engagements, essentiellement sur les investissements des entreprises, très demandés par les pays africains représentés.
Le Japon a annoncé le doublement, à 10, du nombre de bureaux africains de l'Organisation japonaise du commerce extérieur (JETRO), 20 milliards de dollars pour garantir les opérations engagées par les entreprises japonaises, et la multiplication des partenariats public-privé. Ces dernières annonces complètent celles dévoilées à l'ouverture de la TICAD. Shinzō Abe avait souligné « l'importance de l'autosuffisance et de l'indépendance d'une part, de la croissance d'autre part » et promis 32 milliards de dollars d'aide pour les cinq prochaines années, dont 14 milliards de dollars d'aide publique au développement.
En plus de ce montant, le Japon investira 6,5 milliards de dollars dans les projets d'infrastructure dont le manque coûte, selon le président djiboutien Ismaïl Omar Guelleh, « deux points de croissance par an au continent africain ». Le Japon financera des formations de techniciens locaux, qui devraient être recrutés par des entreprises japonaises implantées en Afrique. Ces entreprises emploient déjà 200 000 personnes et il est prévu que ce chiffre double en cinq ans. Le Japon s'est par ailleurs engagé à soutenir le secteur agricole pour qu'il atteigne 6 % de croissance et que la production de riz soit doublée d'ici à 2018.
Le Japon a également soutenu qu'il allait octroyer 100 milliards de yens (765 millions d'euros) pour la stabilisation du Sahel. Cette somme ira à l'éducation, à la santé, à l'aide alimentaire et à la formation de 2 000 Africains dans le domaine de la sécurité et de la lutte contre le terrorisme. Cette décision n'est pas sans rapport avec la prise d'otages d'In Amenas au cours de laquelle 10 Japonais ont perdu la vie, ce qui a choqué l'opinion publique japonaise.
Selon le professeur Sadaharu Kataoka, de l'Université Waseda, ce sommet « est un tournant des relations nippo-africaines. Le message axé sur une relation gagnant-gagnant est clairement mis en avant. Il est beaucoup plus fort qu'à la TICAD IV de 2008 ».

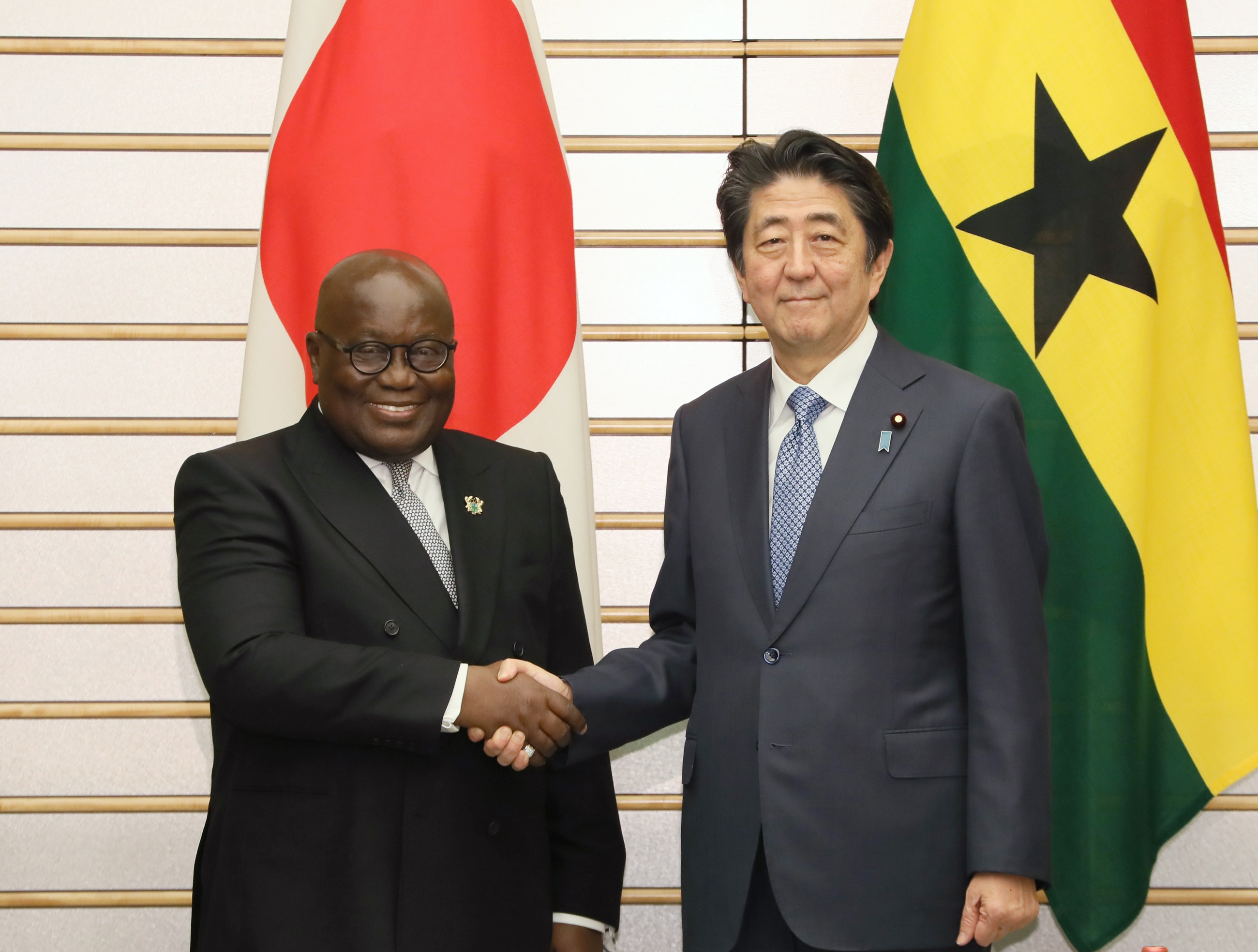
Shinzō Abe avec le président ghanéen Nana Akufo-Addo (2018).

Abe a effectué du 9 au 13 janvier 2014 une tournée africaine, accompagné d'une importante délégation de chefs d'entreprises, qui l’a amené en Côte d'Ivoire, au Mozambique et en Éthiopie. Il s’agissait de la première tournée africaine d’un chef de gouvernement japonais depuis huit ans. En Côte d'Ivoire, Shinzō Abe a salué le redressement de l’économie ivoirienne sous la présidence d’Alassane Ouattara et a promis 90 millions de dollars au pays. Shinzō Abe y a aussi rencontré dix chefs d'État de la Cédéao pour une intensification des relations avec cet espace de 320 millions d’habitants. Il a aussi signé une série d’accords énergétiques au Mozambique en raison de la découverte d’un des plus grands gisements de gaz au monde. Les réserves de gaz estimées seraient de 100 milliards de pieds-cubes, ce qui représenterait plus de 20 ans de consommation annuelle de gaz au Japon. La société commerciale Mitsui a obtenu une participation de 20 % dans la société américaine Anadarko Petroleum. Les plans prévoient la production annuelle de 10 millions de tonnes de gaz naturel liquéfié en 2018. Shinzō Abe a conclu sa tournée africaine le 14 janvier 2014 en Éthiopie. Il s'y est exprimé devant l’Union africaine dont le siège se trouve à Addis-Abeba, et a déclaré : « L’Afrique présente actuellement un développement très dynamique. Un continent qui rayonne n’est ainsi plus seulement la cible de l’aide internationale. Nos objectifs : le développement des ressources humaines et des infrastructures ; l’essor des échanges avec le Japon, et pas seulement avec une approche de haute technologie (high tech) ; encourager aussi les jeunes et les femmes ; augmenter les revenus des paysans et créer de nouvelles industries. Il y a beaucoup d’avantages pour l’Afrique à s’inspirer de l’expérience et de la sagesse du Japon ». Shinzō Abe a également insisté sur le fait que l’Afrique était un partenaire majeur de l’Abenomics. Il a également annoncé que son pays allait investir en Éthiopie dans l’agriculture, la géothermie ainsi que la sécurité,.

##### Deuxième mandat
Mi-novembre 2014, il annonce son intention de convoquer des élections législatives anticipées, deux ans avant la date prévue, notamment en raison d'une nouvelle baisse de la croissance au Japon.

#### Quatrième mandat

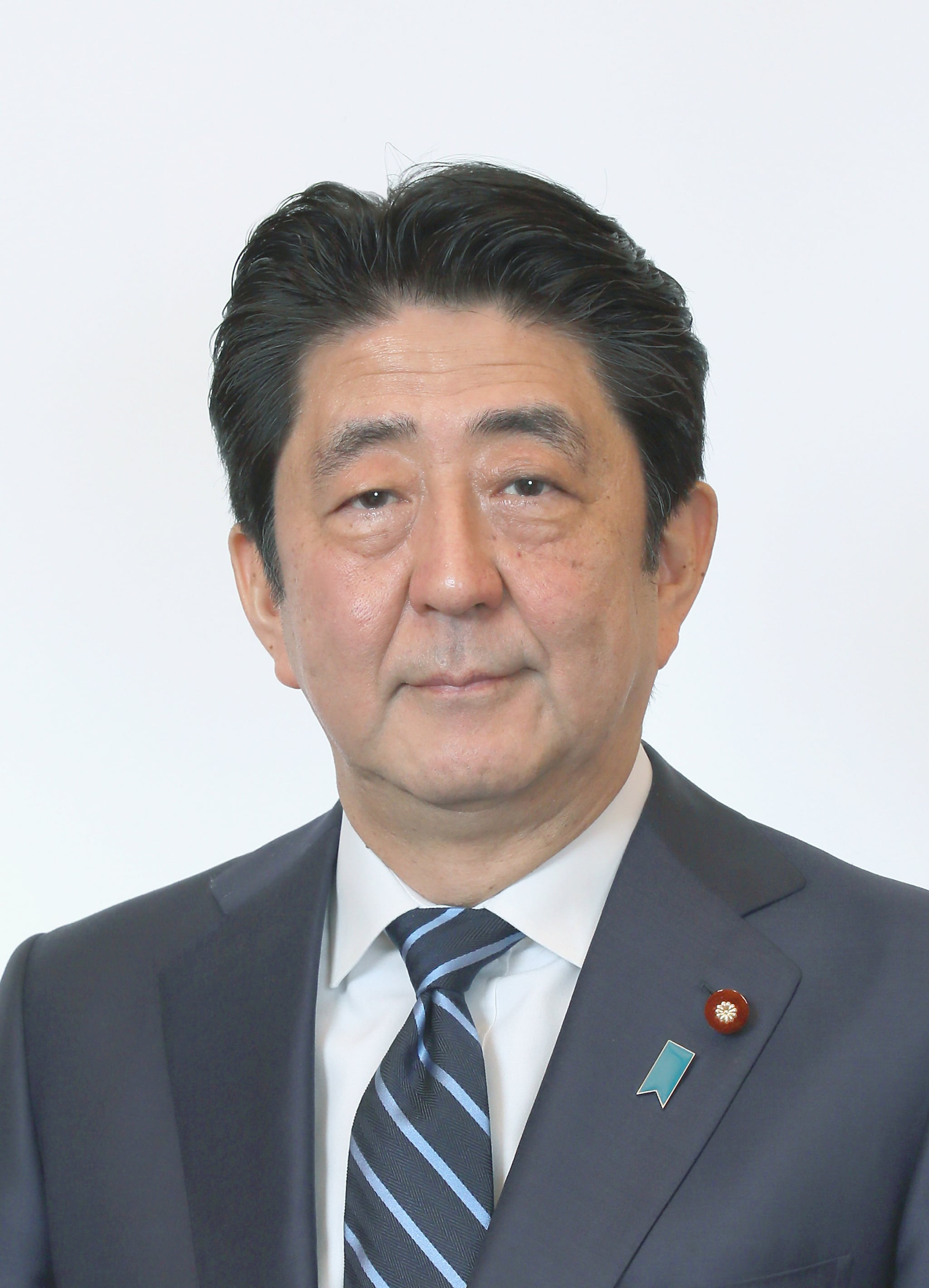
Shinzō Abe en 2020.

Son quatrième gouvernement, constitué en juillet 2019, comprend plusieurs personnalités issues de l’organisation nationaliste Nippon Kaigi, « un puissant lobby d’extrême droite », selon L'Humanité, et « qui prône la révision des livres scolaires et de la Constitution pacifiste, mais également un retour au statut divin de l’empereur ». Parmi eux, Koichi Hagiuda, connu pour ses positions révisionnistes, est nommé à l’Éducation.
Shinzō Abe propose de réviser la Constitution pacifiste de 1947, qui indique que le pays « renonce à jamais à la guerre ». En 2015, des manifestations avaient secoué le pays lors de l'adoption de lois sécuritaires permettant au Japon de déployer des forces armées sur des théâtres d'opération extérieurs. Le Premier ministre japonais semble compter sur l'aval du président américain Donald Trump, qui a déclaré souhaiter voir « la nation guerrière japonaise » consacrer plus de moyens à l'armée.
Il doit faire face aux scandale Moritomo Gakuen : ce groupe, engagé dans la promotion d’un enseignement « réaffirmant le caractère impérial du Japon », a bénéficié en 2017, grâce à l'intervention de hauts fonctionnaires agissant peut-être sur ordre de Shinzō Abe, d’un rabais de 85 % pour l’acquisition d’un terrain public afin d’y construire une nouvelle école. Les dirigeants de Moritomo sont proches d’Akie Abe, l’épouse du Premier ministre, qui avait été nommée proviseure honoraire du futur établissement.
Le 20 novembre 2019, Shinzō Abe bat le record de longévité de Katsura Tarō pour un Premier ministre japonais en exercice avec 2 887 jours au pouvoir.

#### Démission

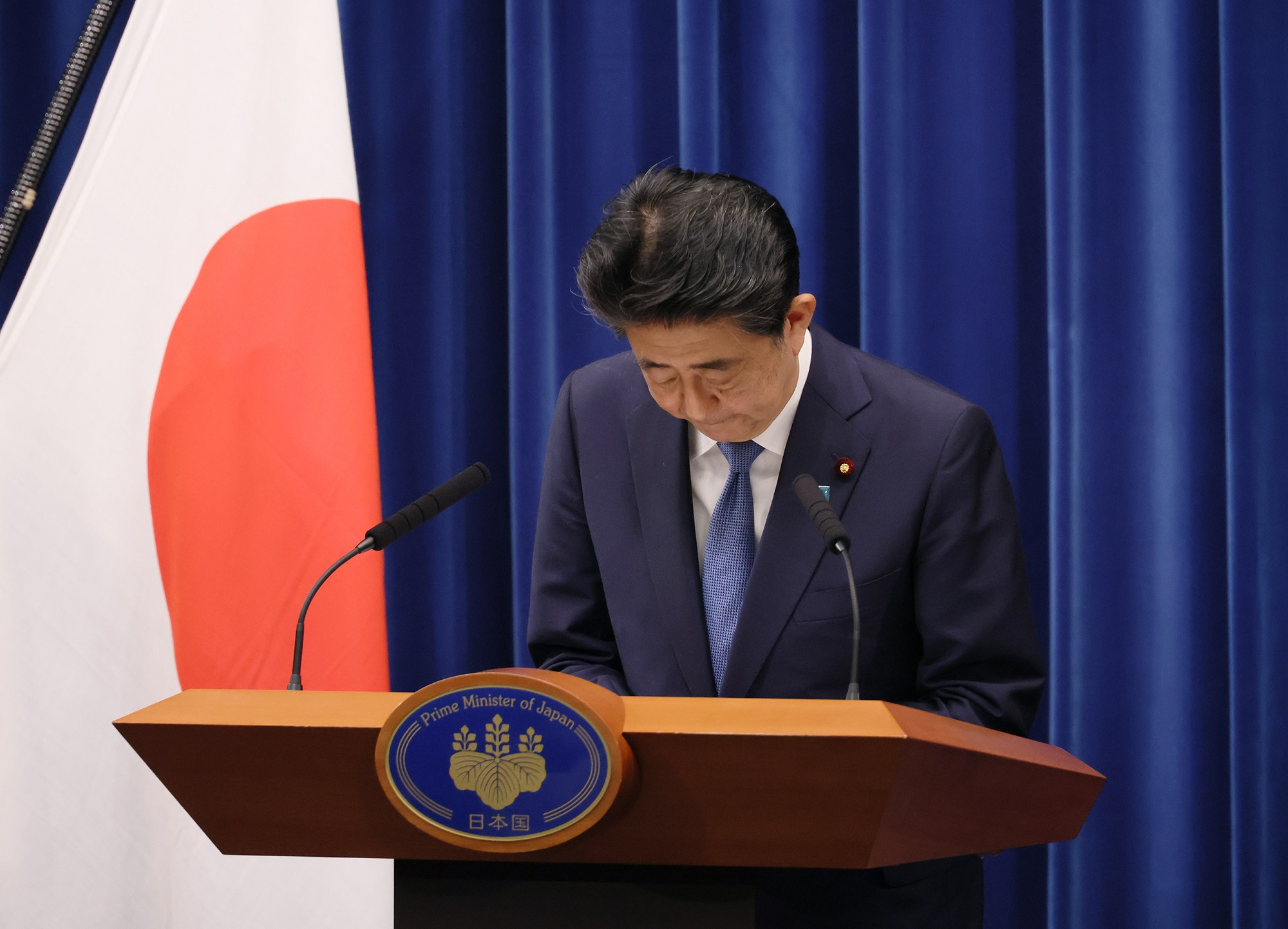
Shinzō Abe présentant sa démission le 28 août 2020.

Shinzō Abe annonce le 28 août 2020 sa démission prochaine pour raisons de santé : le Premier ministre souffre alors d'une aggravation de la colite ulcéreuse dont il est atteint depuis l'adolescence. Sa démission devient effective après la nomination de son successeur au sein du Parti libéral-démocrate qui intervient le 14 septembre 2020, en la personne de son ancien porte-parole Yoshihide Suga ; ce dernier prend ses fonctions de Premier ministre deux jours plus tard. Shinzō Abe demeure membre de la Chambre des représentants.

## Assassinat et funérailles
Le 8 juillet 2022, demeuré influent au sein de son parti et alors qu’il donne un discours lors de la campagne des sénatoriales du 10 juillet dans la ville de Nara, Shinzō Abe est grièvement blessé par Tetsuya Yamagami (山上 徹也, Yamagami Tetsuya), un homme âgé de 41 ans et ancien membre de la Force maritime d'autodéfense japonaise, qui lui tire deux fois dans le dos avec un fusil de fabrication artisanale. L’ancien Premier ministre s’effondre et, selon plusieurs témoins, se met à saigner abondamment au niveau du cou. Les secours sur place lui pratiquent immédiatement un massage cardiaque. Abe est transporté à l’hôpital en urgence par hélicoptère quelques instants plus tard, dans un état critique, en arrêt cardiorespiratoire. Le tireur est immédiatement arrêté. Il aurait déclaré être « insatisfait par l'ancien Premier ministre » et avoir eu « l'intention de le tuer ».
Shinzō Abe meurt de ses blessures à 17 h 03 à l’hôpital de l'université de médecine de Nara à Kashihara, à l’âge de 67 ans,.
Le Premier ministre britannique Boris Johnson, le président français Emmanuel Macron, le secrétaire d'État des États-Unis Antony Blinken, le Président russe Vladimir Poutine, le Premier ministre d'Israël Yaïr Lapid, le chancelier allemand Olaf Scholz et d'autres chefs d’État et de gouvernements du monde entier expriment leur tristesse, leur choc et leurs condoléances peu après la mort de l’ancien Premier ministre japonais,.
Un hommage lui est rendu le 12 juillet lors de ses funérailles à Tokyo, auxquelles assistent plusieurs milliers de personnes. Shinzō Abe est ensuite inhumé aux côtés de ses proches. Ce meurtre entraîne une émotion internationale mais aussi, au Japon, un débat intense sur les liens entre la classe politique et la secte Moon, l'assassin revendiquant s'être attaqué à Abe en raison de ses rapports avec celle-ci.
Des funérailles nationales (国葬 ou こくそう (kokusō)) se sont tenues le 27 septembre 2022. Plusieurs groupes de citoyens avaient entamé des procédures judiciaires pour empêcher qu'elles ne se tiennent. Lors d'un sondage d'opinion les 20 et 21 août 2022, 53 % des répondants était opposés aux funérailles nationales, 21 % les approuvaient. Le 5 septembre 2022, une pétition demandant l'annulation des funérailles et signée par 404 258 personnes fut remise au gouvernement.
Les funérailles nationales se tiennent au Nippon Budōkan, haut lieu de compétitions d'arts martiaux, de concerts et de cérémonies officielles, comme celles organisées chaque 15 août pour commémorer la reddition du Japon en 1945 et ses morts durant la Seconde Guerre mondiale. Le Nippon Budōkan avait aussi accueilli les dernières funérailles nationales organisées en 1967 pour un ancien Premier ministre japonais, Shigeru Yoshida, artisan de la renaissance du Japon de l'après-guerre. Le 6 septembre 2022, le porte-parole du gouvernement, Hirokazu Matsuno, annonce que le coût des funérailles est estimé à 1,66 milliard de yens.

## Idéologie

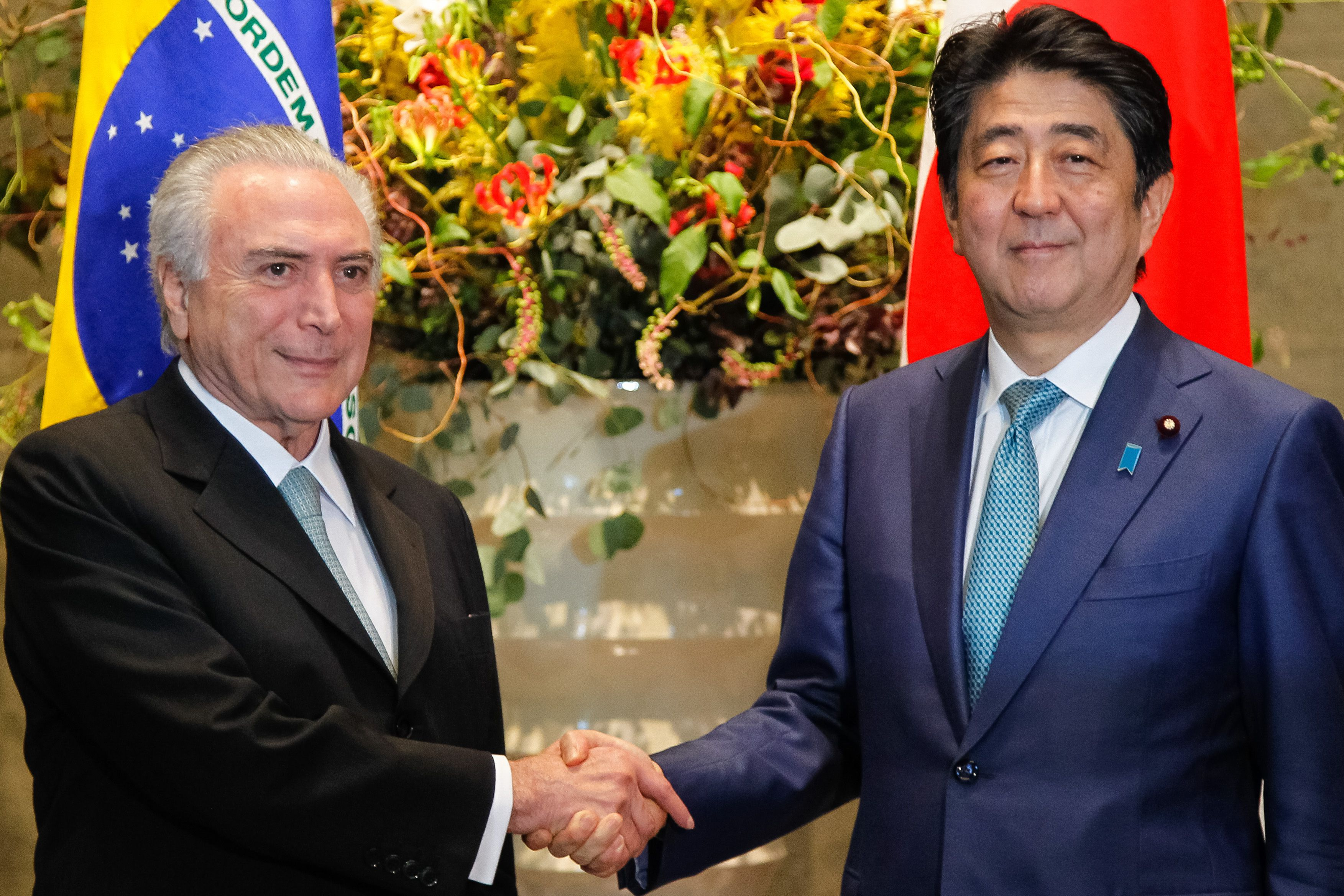
Shinzō Abe et le président brésilien Michel Temer (2016).

Bien que Shinzō Abe ait, jusqu'à son élection à la tête du PLD en 2006, joué l'ambiguïté politique sur ses intentions réelles, il vise dans ses projets à mettre en avant le concept d'« intérêt national », à amarrer solidement la défense du Japon à l'appareil militaire américain en développant une armée offensive et à réécrire la Constitution pacifique de 1947, en la dénonçant comme « un acte de contrition du vaincu envers les vainqueurs » et estimant que ce texte fondamental doit « être élaboré de nos mains ». Il se dit partisan « d'un gouvernement qui aura du muscle ». Le 12 mars 2013, Shinzō Abe a déclaré lors d'une session de la Commission du Budget de la Chambre des représentants que « l'appréciation de la Seconde Guerre mondiale n'a pas été formée par les Japonais eux-mêmes, mais par la coalition des vainqueurs, et c'est seulement par leur jugement que des Japonais ont été condamnés ».
Les positions de Shinzō Abe sont souvent critiquées par certains observateurs de la vie politique japonaise comme étant contradictoires : alors qu'il souhaite un rapprochement politique et militaire avec les États-Unis, il ne cesse de critiquer les changements politiques et sociaux que la défaite de 1945, le régime d'après-guerre et l'alliance avec les États-Unis ont apportés. Un critique conservateur, Susumu Nishibe, lui reproche ainsi de « vouloir protéger la culture japonaise en faisant du Japon le 51e État de l'Amérique ».

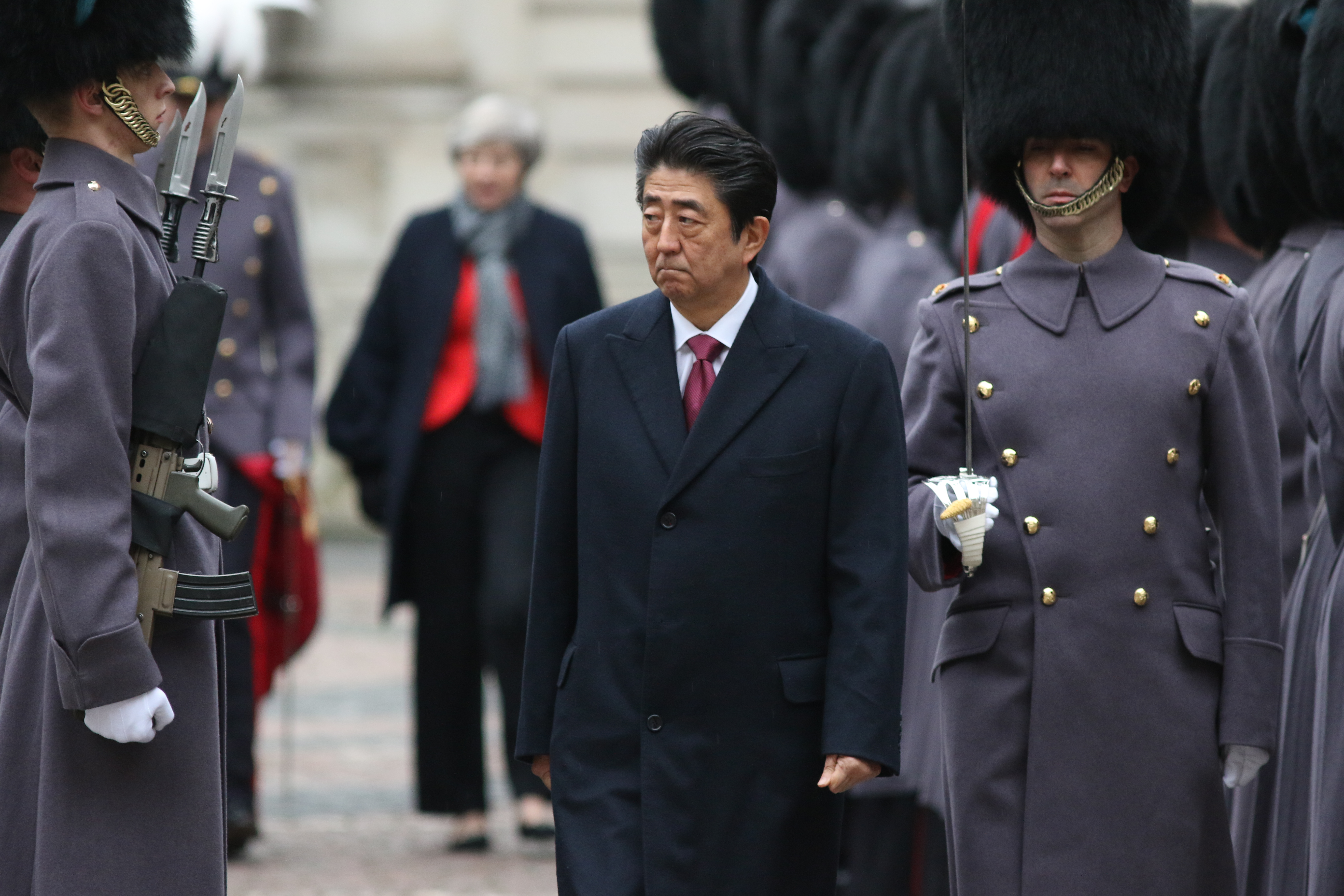
Shinzō Abe en visite au 10 Downing Street (Londres, 10 janvier 2019).

Shinzō Abe est un membre actif de l'Union politique shinto (神道政治連盟, Shintō Seiji Renmei), dite Shinseiren (神政連), le bras politique de la Jinja Honchō, l'Association des sanctuaires shinto, qui voudrait voir reconnus à nouveau le caractère national et civique de la religion shintoïste ainsi que le caractère sacré de l'empereur, abolis lors de l'occupation américaine de 1945. C'est dans cet esprit que son premier gouvernement a fait voter en 2006 des modifications importantes à la Loi fondamentale pour l'éducation afin de pouvoir introduire l'enseignement du patriotisme, le salut au drapeau (hinomaru) et le chant de l'hymne national (kimi ga yo) dans les écoles. Abe considère qu'il est normal que le Premier ministre du Japon aille rendre hommage aux morts honorés au sanctuaire Yasukuni, même s'il s'en est abstenu lorsqu'il était pour la première fois à la tête du gouvernement. Le 26 décembre 2013, à l'occasion du premier anniversaire de son second gouvernement, Abe s'est rendu au sanctuaire Yasukuni et au sanctuaire Chinreisha, en déclarant ne pas vouloir changer la politique pacifiste du Japon et ne pas vouloir blesser les sentiments des peuples chinois et coréen. Les gouvernements chinois et coréen ont vivement critiqué cette visite, tandis que les États-Unis et l'Union européenne la déploraient.
Shinzō Abe est affilié au mouvement ouvertement révisionniste Nippon Kaigi. En mars 2007, Abe est critiqué par des représentants des groupes de défense des victimes de la Seconde Guerre mondiale pour ses déclarations révisionnistes controversées sur l'implication de l'Armée impériale japonaise dans le dossier des femmes de réconfort. Le révisionnisme d'Abe a rendu la question des femmes de réconfort plus connue internationalement qu'elle ne l'était auparavant, quand elle était cantonnée à des débats entre le Japon et les pays voisins. Ainsi, par exemple, les parlements européen, néerlandais et canadien ont émis des déclarations encourageant le Japon à faire face à son passé.

## Synthèse des résultats électoraux

### Élections législatives
| Année | Parti                    | Parti | Circonscription           | Voix   | %     | Rang | Issue |
| ----- | ------------------------ | ----- | ------------------------- | ------ | ----- | ---- | ----- |
| 1993  |                          | PLD   | 1er district de Yamaguchi | 97 647 | 24,20 | 1er  | Élu   |
| 1996  | 4e district de Yamaguchi | PLD   | 93 459                    | 54,30  |       | 1er  | Élu   |
| 2000  | 4e district de Yamaguchi | PLD   | 121 835                   | 71,70  |       | 1er  | Élu   |
| 2003  | 4e district de Yamaguchi | PLD   | 140 347                   | 79,70  |       | 1er  | Élu   |
| 2005  | 4e district de Yamaguchi | PLD   | 137 701                   | 73,60  |       | 1er  | Élu   |
| 2009  | 4e district de Yamaguchi | PLD   | 121 365                   | 64,30  |       | 1er  | Élu   |
| 2012  | 4e district de Yamaguchi | PLD   | 118 696                   | 78,20  |       | 1er  | Élu   |
| 2014  | 4e district de Yamaguchi | PLD   | 100 829                   | 76,30  |       | 1er  | Élu   |
| 2017  | 4e district de Yamaguchi | PLD   | 104 825                   | 72,60  |       | 1er  | Élu   |
| 2021  | 4e district de Yamaguchi | PLD   | 80 448                    | 69,70  |       | 1er  | Élu   |

## Décorations
- Grand-cordon de l'ordre du roi Abdelaziz ( Arabie saoudite)
- Grand-croix de l'ordre du Libérateur San Martín ( Argentine)
- Collier de l'ordre du Cheikh Issa ben Salmane Al Khalifa (en) ( Bahreïn)
- Grand-croix de l'ordre national de la Croix du Sud du Brésil ( Brésil)
- Grand-croix l'ordre du Mérite ivoirien ( Côte d'Ivoire)
- Grand-croix de l'ordre d'Isabelle la Catholique ( Espagne)
- Commandeur de la Legion of Merit ( Etats-Unis)
- Grand-croix de l'ordre de l'Honneur ( Grèce)
- Médaille Padma Vibhushan ( Inde)
- Collier de l'ordre du Chrysanthème ( Japon)
- Grand-croix de l'ordre de la Couronne de chêne ( Luxembourg)
- Grand-croix de l'ordre national du Mérite du Paraguay (en) ( Paraguay).
- Grand-croix de l'ordre d'Orange-Nassau ( Pays-Bas)
- Grand-croix de l'ordre de Sikatuna ( Philippines)
- Grand-cordon de l'ordre de la République serbe (en) ( Serbie)
- Médaille de la république orientale de l'Uruguay (en) ( Uruguay)